# Přemysl Otakar II.
Přemysl Otakar II., řečený král železný a zlatý, (1233 Městec Králové? – 26. srpna 1278 Suché Kruty) byl pátý český král, moravský markrabě, rakouský vévoda, štýrský vévoda, korutanský vévoda a kraňský markrabě z rodu Přemyslovců. Narodil se jako syn českého krále Václava I. a jeho manželky Kunhuty Štaufské.
Původně byl zřejmě připravován na církevní dráhu. Po smrti staršího bratra Vladislava však od otce v roce 1247 získal Moravské markrabství. Téhož roku se stal vůdčí osobností revolty proti svému otci Václavovi I. a předáky zemského panstva byl zvolen za mladšího českého krále. Roku 1249 Václav I. vzbouřence porazil a Přemyslovi ponechal pouze titul moravského markraběte. V roce 1251 byl Přemysl v Korneuburgu zvolen zemskou šlechtou za rakouského vévodu a pro upevnění této pozice uzavřel sňatek s poslední Babenberkovnou, Markétou Babenberskou. Usiloval rovněž o štýrské vévodství, ale narazil na odpor uherského krále Bély IV. Spor o Rakousy a Štýrsko přerostl v roce 1253 v první česko-uherskou válku, jejímž vyvrcholením byl takzvaný budínský mír z roku 1254 – Přemysl získal Rakousy a Béla Štýrsko. Roku 1253 rovněž zemřel Václav I. a Přemysl se stal českým králem. V letech 1254 a 1255 se zúčastnil křížové výpravy do Pruska, během které byl na jeho počest založen Královec (dnešní Kaliningrad). V roce 1257 byl Přemysl, po neúspěšném vpádu do Bavorska, donucen kapitulovat před Jindřichem Dolnobavorským. Poté, co roku 1260 drtivě porazil Bélu Uherského v bitvě u Kressenbrunnu, definitivně získal Štýrsko a titul štýrského vévody.
V roce 1261 bylo manželství s Markétou Babenberskou anulováno a Přemysl se oženil s vnučkou Bély IV., Kunhutou Uherskou, která mu porodila syna Václava II. Téhož roku se nechal korunovat na českého krále. Roku 1266 Přemysl obsadil Chebsko a zorganizoval další vpád do Bavorska. Na přelomu let 1267 a 1268 se zúčastnil své druhé křížové výpravy do Pruska. V roce 1269 Přemysl na základě Poděbradské smlouvy zdědil po svém bratranci Oldřichu Korutanské vévodství a Kraňské markrabství. Roku 1270 se dostal do sporů s novým uherským králem Štěpánem V., v jejichž důsledku proběhla třetí česko-uherská válka. V roce 1271 byl Přemysl aquilejskou kapitulou jmenován generálním správcem aquilejského patriarchátu a zmocnil se přilehlého Furlanska. Tuto funkci vykonával do roku 1272. V roce 1273 vypukla čtvrtá česko-uherská válka.
Roku 1273 byl římskoněmeckým králem zvolen Rudolf I. Habsburský, který Přemyslovi upřel právo na Rakousy, Štýrsko, Chebsko, Kraňsko, Korutany i Furlansko, aby se jich mohl zmocnit sám. Roku 1276 zaútočila Rudolfova vojska na Přemyslovy alpské země. Od českého krále se v těchto zemích vzápětí odvrátila většina panstva, a Přemysl se jich tak musel vzdát. Následně v Čechách čelil odboji Vítkovců a Boreše z Rýzmburka. Poté, co tento odboj v roce 1278 zdolal, zahájil tažení proti Rudolfovi se záměrem znovu ovládnout alpské země. Dne 26. srpna 1278 však byl poražen, v bitvě na Moravském poli, ve které padl. Je pohřben v katedrále svatého Víta na Pražském hradě.
Za vlády Přemysla Otakara II. vyvrcholilo zakládání královských měst a hradů. Založil například České Budějovice, Děčín, Most, Kolín nebo Písek; mezi jím založenými hrady je nejvýznamnějším Bezděz či Špilberk. Nechal rovněž vybudovat řadu klášterů, z nichž nejznámější je Zlatá Koruna. S tímto velkým kolonizačním rozmachem souvisela imigrace Němců do českého království. Přemysl Otakar II. je považován za jednoho z největších českých králů.

## Život

### Původ
Přemysl Otakar II. se narodil jako druhorozený syn českého krále Václava I. a jeho manželky Kunhuty Štaufské zřejmě roku 1233, přesné datum však není známo. V monografii Přemyslovci. Budování českého státu autoři uvedli, že se Přemysl narodil snad 1. srpna 1233. Jeho kmotrem pak měl být saský vévoda Albrecht I. Václav Novotný se domníval, že Přemyslovo narození spadá buď do konce roku 1232, či do roku 1233. Josef Pekař jako datum Přemyslova narození uvedl rok 1230. Podle pověsti, jak ji uvádí spisovatel Jan František Beckovský v Poselkyni starých příběhův českých, se Přemysl narodil v Městci Králové:
| „                                    | „královna Kunka, choť krále Václava I., vracela se po kladské silnici z Červ. Hradce do Prahy a v Městci porodila syna, Přemysla, potomního krále. Své rodiště vyznamenal Přemysl Otakar II. tím, že mu propůjčil erb lva a mnohá privilegia městu královské komory udělil. | “ |
| — Poselkyně starých příběhův českých | |   |

### Jméno
V českých zemích byl znám především jako Přemysl, v zahraničí téměř výhradně jako Otakar, latinsky Otocarus. Před svým nástupem na trůn a prvním sňatkem se v listinách psal pouze jménem Přemysl (respektive Premizl); po svatbě s Markétou Babenberskou se mladý panovník ohlašoval především jako „Otakar, který (je zván) i Přemysl“. Ve druhé polovině jeho vlády je častěji užíváno jméno Otakar. Přestože Josef Kalousek zastával názor, že správnější je používání jen jména Přemysl, současná historiografie (např. Josef Žemlička) preferuje obvykle používání podoby Přemysl Otakar II.

### Revolta proti otci (1247–1249)

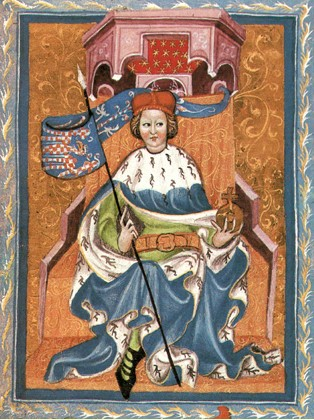
Přemysl Otakar jako moravský markrabě (Gelnhausenův kodex)

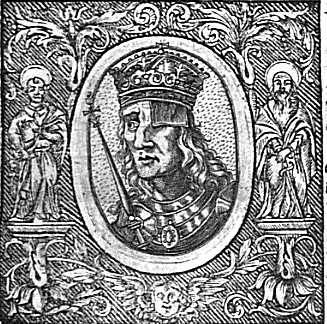
Fiktivní portrét Václava I. z 18. století

Přemyslův otec král Václav I. se ke sklonku života obklopil úzkou skupinou svých oblíbenců, stále více se izoloval od veřejného života a začaly se u něj projevovat podivínské vlastnosti. Hlavní příčinou změny jeho chování byl především skon jeho prvorozeného syna, moravského markraběte a rakouského vévody Vladislava v lednu 1247, kterému coby následníkovi trůnu král věnoval velkou pozornost. Tu naopak poněkud upíral mladšímu, ale ambicióznímu Přemyslu Otakarovi, jenž byl, spolu s bratrancem Filipem Sponheimským, původně zřejmě připravován na církevní dráhu, a o jehož narození, ani dětství, nemáme v pramenech žádné zmínky.

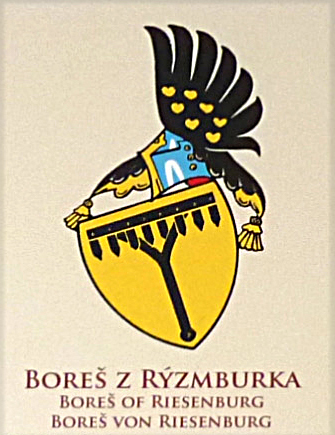
Osobní erb Boreše z Rýzmburka

Roku 1247 získal Přemysl od otce Moravu a hodnost moravského markraběte; vděk však neprojevil. Mladým Přemyslem se totiž zaštítili šlechtici, nespokojení s vládou Václava I. Jejich odboj začal tím, že si 31. července 1248 zvolili Přemysla za „mladšího krále“. Hlavou spiknutí se stal sudí Ctibor, zvaný Moudrá hlava, se synem Jarošem. Stalo se tak bez vědomí Václava, který se s nastalou situací zdánlivě smířil a Přemyslovi ponechal převážný vliv na správu země. Tajně však připravoval odvetu. Když v únoru 1248 selhal Václavův pokus s moravskými jednotkami znovu ovládnout Prahu, drženou Přemyslem, přesunul se do severozápadních Čech a hledal podporu u papeže Inocence IV. a severoněmeckých spojenců. Přemyslova strana o pomoc naopak žádala u římského krále Konráda IV. a bavorského vévody Oty II. Na podzim roku 1248 se Přemysl zmocnil téměř celé země a začal se titulovat českým králem. Václav I. byl donucen uprchnout do Míšně. Boje pokračovaly pouze v severozápadních Čechách. Zvrat nastal, když Boreš z Rýzmburka v polovině listopadu 1248 porazil Přemyslova vojska, obléhající Most. Následovalo uzavření dohody, podle níž se měl Přemysl opět spokojit s titulem mladší král. Následovalo rozdělení země mezi staršího a mladšího krále. Dne 14. ledna 1249 daroval Přemysl Jindřichovi I. z Lichtenštejna († 1265 nebo 1266) za jeho věrnost, ale také kvůli zachování dobrých styků na moravsko-rakouském pomezí, jihomoravský Mikulov, který Lichtenštejnové drželi až do 16. století. Tím byl položen majetkový základ současného panovnického rodu. Na podzim 1249 se Václav odebral do Litoměřic, odkud vytáhl na Prahu, jež byla v Přemyslových rukou. Dne 5. srpna 1249 se Václav, patrně pomocí zrady některých měšťanů, zmocnil Prahy. Přemyslovi zůstal pouze Pražský hrad, kterého se však po obléhání a uzavření míru musel vzdát, stejně jako titulu mladšího krále. Václav synovi ponechal pouze titul moravského markraběte. V září 1249 pozval Václav Přemysla a jeho důvěrníky, bývalé povstalce, k návštěvě hradu Týřova. Hned po příjezdu však byli zatčeni a uvězněni. Přemysl byl brzy propuštěn, ale hlavní podněcovatelé vzpoury zůstali v kobkách dlouho a někteří byli popraveni. Přemysl musel své bývalé důvěrníky nahradit lidmi, oddanými Václavovi, a vrátil se na Moravu. Spiknutí tak bylo definitivně zažehnáno. Václav Novotný spatřoval v Přemyslově porážce vítězství guelfské strany v Čechách, a celý konflikt považoval za guelfsko-ghibellinský zápas. Josef Žemlička hledal příčiny vzpoury ve střetu beneficiářů, nižších úředníků hradního správního systému, s rodící se pozemkovou šlechtou. Žemličkův názor však odmítl Robert Antonín, podle kterého byla revolta českých a moravských předáků pokusem odstranit z Václavovy blízkosti úzkou skupinu českých šlechticů, kteří všechnu moc uzurpovali pouze pro sebe.

### Získání Rakous (1250–1253)
V říjnu 1250 zemřel rakouský a štýrský vévoda, Heřman VI. Bádenský, čímž se znovu otevřel nástupnický problém o Rakousy a Štýrsko. Rakous se chtěl zmocnit bavorský vévoda Ota II. se synem Ludvíkem, narazil však na odpor Václava a Přemysla, kteří se rozhodli, že Rakousy tentokrát získají za každou cenu. Přemyslovci se Rakousy totiž pokoušeli nabýt už roku 1246 po vymření tamějšího vládnoucího rodu Babenberků. Přemyslův starší bratr Vladislav se sice stal rakouským vévodou, avšak pár měsíců poté nečekaně skonal, čímž Přemyslovci Rakousy opět ztratili. Ještě v říjnu 1250 do Rakouska vpadla vojska bavorského vévody Oty II. a uherského krále Bély IV., který zemi krutě poplenil. Uherské oddíly z Rakous odtáhly až po vojenském zásahu Václava I. V lednu 1251 vpadl Václav I. s vojskem do Bavor, ale krátce nato se vrátil do Prahy a vedení války ponechal Přemyslovi, jenž vpád opakoval. Většina rakouských šlechticů se přiklonila k vládě Přemyslovců a na podzim 1251 vojska Přemysla Otakara II. překročila česko-rakouské hranice. Obsazení Rakous proběhlo bez problémů a Přemysl se po jednání rakouského zemského sněmu v prosinci roku 1251 stal vévodou rakouským. Pozici si zde upevnil sňatkem s padesátiletou dcerou zesnulého Leopolda VI. Babenberského Markétou, který proběhl 11. února 1252 v Hainburku. Obřad vykonal biskup Berthold Pasovský. V dubnu téhož roku obdržel Přemysl léno řezenského biskupství z rukou biskupa Alberta.
| „                     | Takto se Markéta vdává a Rakousko v radosti tone. Rakousy radují se i Štýrsko, pokavad doufá, že snad, za krále vdána, všem zemím porodí vládce, který svou vznešeností své zemřelé předchůdce předčí. | “ |
| — Zbraslavská kronika | |   |

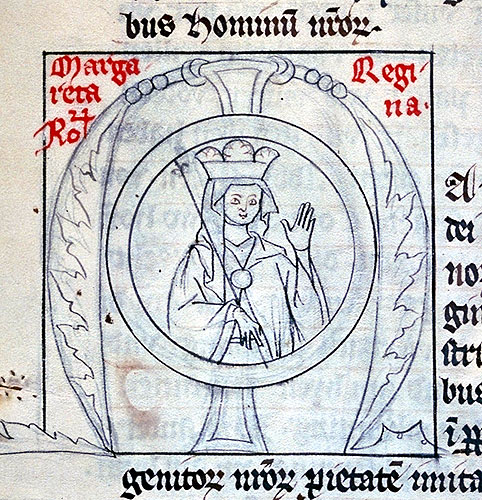
Markéta Babenberská (Liber fundationum monasterii Zwettlensis)

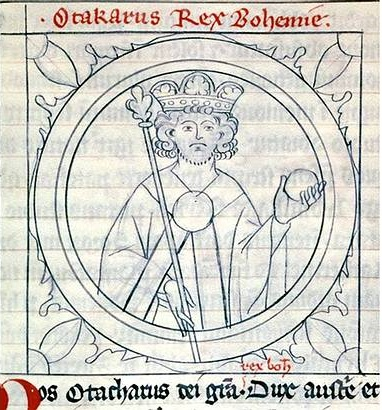
Přemysl Otakar II. (Liber fundationum monasterii Zwettlensis)

Nároků na Rakousy se však nevzdal ani uherský král Béla IV., který proti Přemyslovcům vytvořil silnou koalici, s bavorským vévodou Otou II., krakovským vévodou Boleslavem Stydlivým, opolským knížetem Vladislavem a s haličským knížetem Danielem. Tuto koalici podpořil rovněž papež Inocenc IV., a vdova po Heřmanovi Bádenském a dědička rakouského i štýrského vévodství, Gertruda Babenberská. V červnu 1252 proběhl první, neúspěšný uherský útok na Přemyslovo panství. V létě 1253 zaútočila na Opavsko polsko-ruská vojska, vedená Danielem Haličským a jeho synem Lvem, Vladislavem Opolským a Boleslavem Stydlivým. Tento útok Přemyslovce zaskočil, očekávali totiž spíše útok na Rakousy. Po dvou neúspěšných útocích na Opavu a nepovedeném pokusu o ovládnutí Hlubčic se polsko-ruská vojska pustila do krutého plenění země. Následně se prohlásili za vítěze a se zajatci odtáhli. Mezitím na Moravu udeřili Kumáni a do jižního Štýrska pronikali Uhři. Čeští vojáci byli poraženi 25. června 1253 v bitvě u Olomouce, načež na Moravu dorazil hlavní Bélův voj. Zatímco byla Morava krutě drancována, pokusil se Přemysl o protiofensivu, ale Bélova vojska byla ve velké přesile. Václav I. syna nepodpořil a česká strana musela vyčkávat v naději, že vyhladovělí Uhři sami ustoupí. Nyní se však ozval papež, který i přesto, že dříve podporoval Bélu, vyzval obě strany k ukončení bojů a začal zprostředkovávat mírová jednání. Uherská a polská vojska byla nucena ustoupit z Moravy. Přemysl následně spěchal k převzetí vlády do Štýrska, kde ho část místní šlechty uznala štýrským vévodou.
| „                       | Kumáni také, vtrhnuvše z Uher, nebo jiní zloději s nimi, zabili dne 25. června na Moravě u Olomouce mnoho tisíc křesťanů a bez počtu lidí utíkajících před nimi se utopilo. Také král uherský téhož času, přitáhnuv s nesčíslným množstvím svých a jiných národů, způsobil Moravě velké škody; některé zabil mečem, některé zajal a odvezl ze země, nešetře žádného pohlaví ani věku a skoro celou Moravu zpustošil loupením a pálením. Také mnohá opevnění, jež mohli, zpustošili a vypálili. Kostelní zvony a ostatky z rozbořených oltářů uloupili a odnesli s sebou; obracejíce kostely v popel, znesvětili kostelní svátosti, mnoho lidí ukřižovali na posměch Ukřižovanému. Mezitím přišel k uherskému králi legát pana papeže, zkrotil ho a donutil vrátit se domů. | “ |
| — Pokračovatelé Kosmovi | |   |

Dne 17. září 1253 v Kremži odpřisáhl Přemysl do rukou papežského legáta Velasca věrnost církvi a římskoněmeckému králi Vilémovi Holandskému. Rovněž přislíbil, že se dostaví k Vilémovi, aby z jeho rukou přijal své země v léno. Mezitím se uskutečnil další uherský a bavorský vpád do Rakous, který však Přemysl ustál.

### Nástup na český trůn (1253–1254)

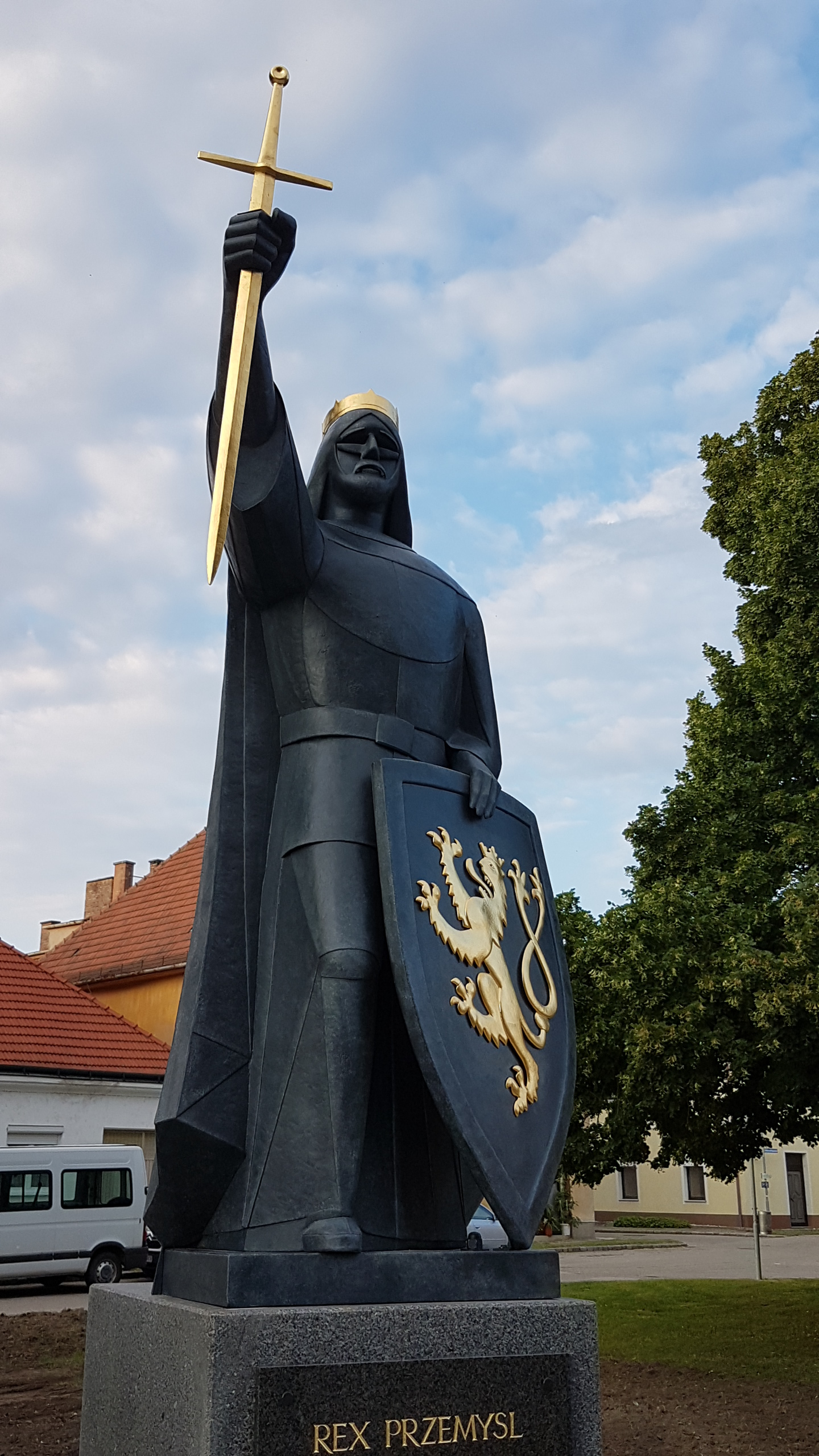
Socha Přemysla Otakara II. v Marcheggu

Dne 22. září 1253 náhle zemřel Václav I. Přemysla tato zpráva zastihla v Rakousích, do Čech přijel až za měsíc. Jeho nástup na český trůn proběhl hladce a bez problémů. Až do korunovace roku 1261 se Přemysl, s výjimkou jedné listiny z roku 1254, nenazýval králem, nýbrž pánem, nebo dědicem českého království (dominus regni Boemie). Dne 8. listopadu 1253 Přemysl obnovil do rukou legáta Velasca svůj slib věrnosti církvi a králi Vilémovi. V Přemyslově okolí se na počátku jeho vlády nacházeli především bývalí stoupenci Václava I., kteří si podrželi úřady, jež do této doby zastávali. V lednu 1254 byl uvězněn a záhy propuštěn Boreš z Rýzmburka. Podle Vratislava Vaníčka takto Přemysl vyslal varovný signál šlechtě.
Hlavními zahraničními spojenci nového krále se stala braniborská a míšeňská markrabata, slezští Piastovci a Přemyslovi sponheimští bratranci, korutanský a kraňský vévoda Oldřich a salcburský arcibiskup Filip. Přemysl své bratrance ochraňoval i přesto, že Filip vedl prostopášný a světský způsob života, úřad přijal bez vyššího svěcení a jeho postavení v Salcburku bylo značně pochybné. Podle slov Františka Palackého byl Filip „…osoba zlověstná, ať nedíme příšerná, jejíž to všechny pochyby a styky vedou jen k záhubě…“. V neposlední řadě našel mladý král příznivce v papežovi a pasovském, řezenském i jiných biskupech.
Poté, co Přemysl nastoupil na český trůn, začala jednání s uherským králem Bélou. Oba králové na mírové jednání v Budíně delegovali své arbitry. Svůj výrok arbitři ohlásili 3. dubna 1254. Oba králové dohodu ratifikovali 3. května v Bratislavě. Přemysl se v Bélův prospěch vzdal Štýrska a Béla naopak Rakous. Severní část Štýrska si měl i přesto podržet Přemysl, který nyní ztratil titul štýrského vévody. Takzvaný budínský mír neopomenul ani Gertrudu a Markétu Babenberkovny, jimž bylo přesně vymezeno dědictví.
V roce 1254 schválil Přemysl nové zásady zemského práva a míru pro Rakousy, které jsou obsaženy v landfrýdu Pax Austriatica. Tento dokument zajišťoval ochranu před zneužitím fojtských práv. Ministeriálové se v závažnějších případech mohli obracet na vyšší zemské soudy. Zavedly se také funkce consiliares (radů, rádců), kteří představovali personálně institucionalizované poradní grémium panovníka. Zároveň vznikl úřad čtyř zemských sudí. Ti podle potřeb v místech spojených s právní tradicí vykonávali soudy na panovnické úrovni.

### První křížová výprava do Pruska (1254–1255)

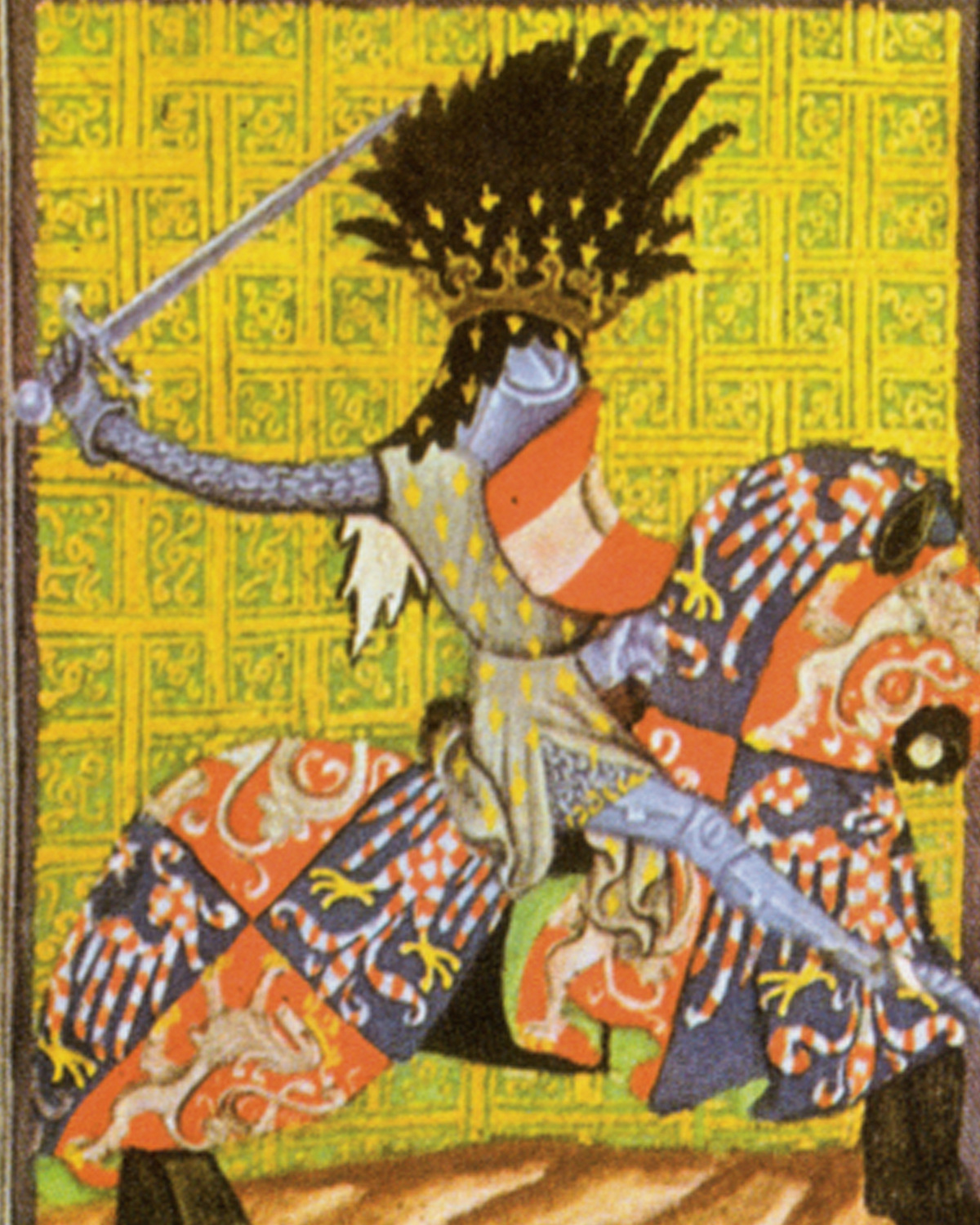
Přemysl Otakar II. (Gelnhausenův kodex)

V letech 1254 až 1255 se Přemysl účastnil křížové výpravy do Pruska, kterou zorganizoval olomoucký biskup Bruno ze Schauenburku, tvůrce královy zahraniční politiky. Cílem výpravy bylo podpoření křesťanské strany v pohanském Prusku a Litvě, zároveň se však Přemysl snažil ukázat v co nejlepším světle před kurií a také upevnit svůj vliv na severovýchodě, jehož vládci se přidávali na Bélovu stranu do protičeských koalic. Ve výpravě byla vojska pánů z Čech, Moravy i Rakous. Vánoce 1254 strávil Přemysl ve Vratislavi, kde upevnil přátelské vztahy se svými slezskými příbuznými. K výpravě se zde rovněž připojil braniborský markrabě Ota III. se svým vojskem. V polovině ledna 1255 se křížové vojsko spojilo v Elblągu s vojskem řádového velmistra německých rytířů, Poppa z Osterny. Následně se Přemyslovi podařilo náhlým útokem překvapit pruskou Medenau. Druhý den podobným nečekaným útokem padla Rudava v takzvané bitvě u Rudavy. Po symbolickém křtu pruských náčelníků si křížové vojsko podmanilo velkou část Sambijského poloostrova. Moc si zde Přemysl upevnil založením strategické pevnosti Královec (dnešní Kaliningrad); samotné stavby pevnosti se však neúčastnil, protože se navracel do Čech.
| „                       | Zatím mocní a starší předáci země pruské, zastrašeni – jak věříme – božským strachem a uslyševše jméno knížete českého, přišli k témuž knížeti se vší poníženosti a poddali se jemu a křesťanské víře se všemi svými. Velmi zbožný kníže, přijav je laskavě, pozval je k milosti křtu, jednoho mocnějšího z nich sám kníže vyzvedl ze svatého pramene a pojmenoval ho svým jménem, nazývaje jej Otakarem, jiného vyzdvihl z pramene markrabě braniborský a nazval ho svým jménem. Potom vyzdvihli ještě několik urozených z lůna matky církve, nazvali je svými jmény a obdařili je svými oděvy, byť byli sebecennější. Potom přišedše k jedné hoře, kterou nazvali Královou horou, vystavěli hrad k většímu utvrzení víry křesťanské. | “ |
| — Pokračovatelé Kosmovi | |   |

### Dvojí volba (1255–1258)

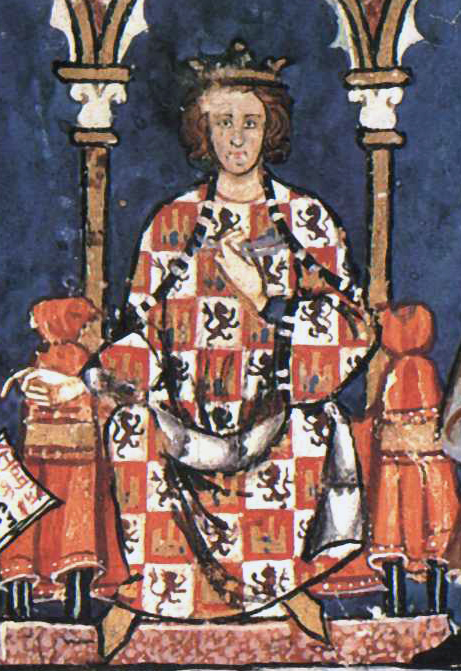
Alfons X. Kastilský (Libro de los Juegos)

Podle nepříliš věrohodných formulářů vzniklých v kanceláři bamberského biskupství přišla na jaře roku 1255 Přemyslu Otakarovi od některých říšských knížat, především od hraběnky Markéty II. Flanderské, výzva, aby kandidoval na římskoněmeckého krále. Situace v říši byla totiž již dlouho vrtkavá a německá knížata se stále pokoušela najít silného panovníka, který by v říši nastolil pořádek. Přemysl byl této myšlence nakloněn, ale nejprve žádal podporu od papeže Alexandra IV. a rezignaci římskoněmeckého krále Viléma. Ani jedno, ani druhé se nestalo, na Vilémovu stranu se navíc mezitím přiklonili Wittelsbachové, čímž se situace v říši stabilizovala. Přemysl proto o kandidatuře přestal uvažovat.
Kralování Viléma Holandského však trvalo pouze do ledna 1256, kdy padl v bitvě s Frísy. Ke kandidatuře na římskoněmeckého krále se nyní přihlásili kastilský a leónský král Alfons X. Kastilský a bratr anglického krále, Richard Cornwallský. Ozývaly se také výzvy ke kandidatuře Konradina, syna zesnulého Konráda IV. Štaufského, tu však papež výslovně zakázal. Selhaly rovněž pokusy dosadit na římský trůn Otu III. Braniborského. Přemysl Otakar tentokrát zůstal v pozadí. Dne 13. ledna 1258 byl. před hradbami Frankfurtu nad Mohanem, který obsadili stoupenci Alfonse Kastilského, kurfiřty kolínským arcibiskupem Konrádem, falckrabím Ludvíkem a mohučským arcibiskupem Gerhardem za římskoněmeckého krále, na protest, prohlášen Richard Cornwallský. Přemysl Otakar tuto volbu prostřednictvím svého poselstva vzápětí uznal. Avšak krátce nato, 1. dubna 1258, proběhla volba druhá, v níž byl králem zvolen Alfons X. Kastilský, pro něhož se vyslovil braniborský markrabě Ota III., saský vévoda Albrecht I. a trevírský arcibiskup Arnold. Český král se prostřednictvím svého zástupce, jímž byl patrně špýrský biskup Jindřich, kupodivu i tentokrát vyslovil pro. Přemysl tak svůj hlas postupně odevzdal oběma kandidátům. Nicméně výsledkem nakonec bylo bezvládí, které v římskoněmecké říši fakticky trvalo až do roku 1273.

### Porážka v boji s Wittelsbachy (1256–1257)

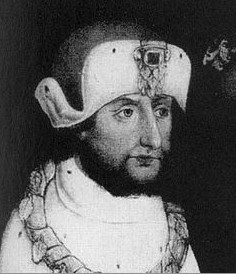
Ludvík II. Hornobavorský

Po uzavření míru s Bélou roku 1254 přišli na řadu bavorští vévodové. V otázce Bavorska mohl Přemysl počítat s podporou svého bratrance, již zmíněného salcburského arcibiskupa Filipa Sponheimského, a řezenského i pasovského biskupa. Roku 1256 byl Filip, kvůli svému světskému a prostopášnému způsobu života, většinou kanovníků zavrhnut a papež Alexandr proti němu zahájil kárné řízení. Novým salcburským arcibiskupem byl zvolen sekovský biskup Oldřich, který se však salcburského arcibiskupství nedokázal zmocnit a arcibiskupem zůstal jen titulárně. Filip věděl, že v Přemyslovi nalezne zastánce. V dubnu 1256 byla ve Vídni písemně potvrzena spojenecká dohoda mezi českým králem, Filipem, pasovským biskupem Otou a řezenským biskupem Albertem, namířená proti bavorským Wittelsbachům.
V srpnu 1257 vpadla Přemyslova vojska do Bavorska. Využila při tom okolnosti, že hornobavorský vévoda a falckrabě Ludvík odjel do Poryní. Rakousko-české vojsko za hrozného plenění postupovalo do nitra země a proniklo až za Landshut. Ludvíkův starší bratr, dolnobavorský vévoda Jindřich XIII., se však nenechal zaskočit, navíc se nečekaně vrátil Ludvík, a Přemysl tak musel ustoupit na salcburské území. Poblíž Mühldorfu čekala na Přemyslovo vojsko katastrofa – pod návalem českých bojovníků se prolomil most přes Inn a mnoho vojáků utonulo. Dalších 400 vojáků údajně uhořelo v jakési věži, kde hledali úkryt. Ustupující vojsko se uchýlilo do Mühldorfu, kde bylo několik dní obléháno. Město Přemysl ubránil a následně se s potupou vrátil do Čech. Vpád do Bavorska skončil vojenským fiaskem. V listopadu 1257 došlo k setkání Přemyslových předních rádců a obou Wittelsbachů v Koubě. Výsledkem jednání bylo, že obě strany přistoupily na mírové řešení a Přemysl Otakar se musel vzdát některých pohraničních oblastí.

### Druhá česko-uherská válka (1258–1260)

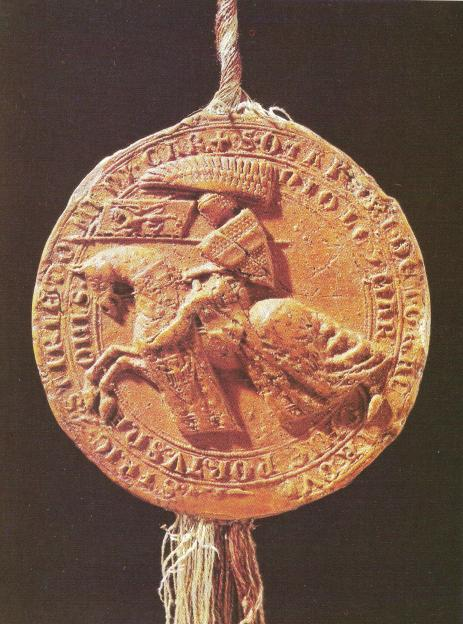
Pečeť Přemysla Otakara II.

Koncem roku 1258 selhal pokus titulárního salcburského arcibiskupa Oldřicha a uherského prince Štěpána obsadit Salcburk, který byl v držení Filipa Sponheima. Na jejich porážce se podílel i Přemysl, který následně nešťastného Oldřicha zajal. Rozlícený Štěpán roku 1259 vpadl do Korutan a poplenil je, což bylo porušení budínského míru z roku 1254, který se vztahoval i na Sponheimy. Když štýrská šlechta roku 1260 nabídla Přemyslovi vévodský stolec a pozvala ho do Štýrska, které bylo v držení Uhrů, neváhal. Vytlačil ze země uherské jednotky a opět přijal hodnost štýrského vévody. Válka s Uherskem byla neodvratná.
| „                       | Ale i jeho syn, král Štěpán, jenž hleděl ukrutností a vraždami, páchanými na nevinném stádu Kristově, předstihnouti i své předky, vypravil se s vojskem Kumánů, totiž nevěřících a nelidských lidí, proti jasnému vévodovi korutanskému Oldřichovi a jeho bratru Filipovi, kdysi zvolenci salcburskému, bratrancům řečeného krále českého, kteří byli do onoho míru pojati, a nechávaje vojsku bez milosti a bez rozdílů pobíjeti mnichy, duchovní i prosté laiky i s jejich dětmi, unášeti a znásilňovati jeptišky i paní a odváděti je i jinochy, kteří měli být obraceni na jinou vírou, páliti kláštery a jiné kostely i velkou část země Korutanské, zločiny až úžasně zlé zlobně páchal. | “ |
| — Pokračovatelé Kosmovi | |   |

Počátek roku 1260 probíhal v Uhersku i Čechách ve znamení intenzivních válečných příprav. Obzvláště početné vojsko shromáždil Béla, v jeho oddílech byli bojovníci haličsko-volyňského krále Daniela Haličského, krakovského knížete Boleslava V. Stydlivého a Leška II. Černého. K uherským a polským vojskům se družili divocí Kumáni, Chorvati, Valaši, Srbové, Bosňáci, Bulhaři a dokonce i Tataři a jiné východní národy. Přemyslovo vojsko tvořili bojovníci z Čech a Moravy a pomoc dále přišla ze Štýrska, od některých slezských Piastovců, z Braniborska od Oty III. a od sponheimských bratrů. Oba Wittelsbachové zachovali neutralitu.

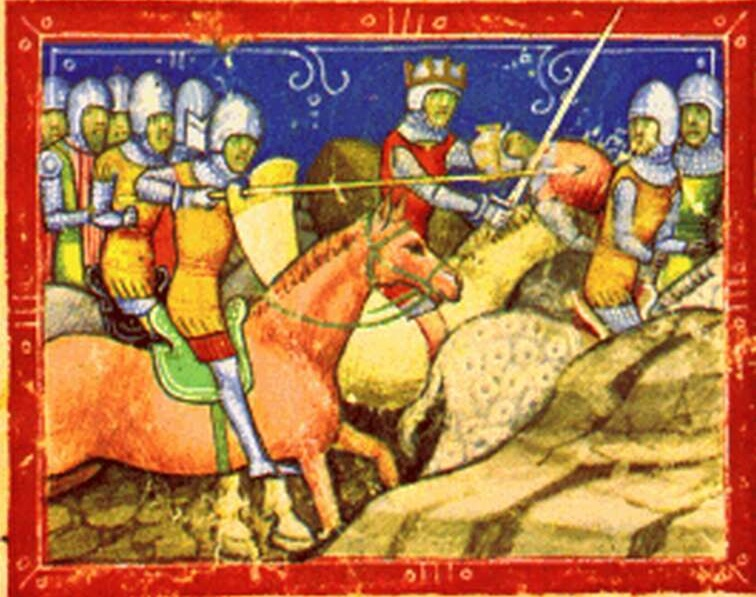
Béla IV. v boji s Přemyslem (Chronicum Pictum)

Tažení pro českou stranu nezačalo příliš povzbudivě. Zatímco Uhři již dorazili k řece Moravě, Přemysl se při shromažďování vojska zdržel v Lávě, kde udělil hrabství Raabs (Rakous) „dědičně a věčně“ českému pánovi Vokovi z Rožmberka. V první větší šarvátce se oddíl rakouských pánů nechal zahnat do léčky a v masakru, který následoval, padlo více než 400 vojáků. Zazněly i hlasy volající, aby se od tažení upustilo. Přemysl se však nenechal odradit a s vojskem táhl po rakouském břehu Moravy k místu zvanému Kresenbrunn u Engelhartstettenu, kde dosáhl úrovně uherských vojsk. Béla a Štěpán se zmocnili druhého břehu řeky. Jelikož obě armády od sebe dělila Morava, nezbylo nic jiného než vyčkávat. Nakonec se vůdci obou stran domluvili, že Přemysl nechá 12. července Štěpána překročit řeku, aby v poledne druhého dne mohla začít rozhodující bitva. Štěpán nedbaje úmluvy, na Přemyslovo vojsko zaútočil už 12. července hned po překročení řeky. Lehká uherská jízda však nevydržela nápor českých jízdních těžkooděnců. Mezitím se sešikovaly a zaútočily další české oddíly. V uherském vojsku zavládl zmatek a útok se rázem změnil v útěk. Ztráty Uhrů byly obrovské a ještě druhý den pokračovalo pronásledování prchajících uherských vojsk. Tato slavná bitva vstoupila do dějin jako bitva u Kresenbrunnu. Do rukou české strany spadlo obrovské množství kořisti. Tento nejpravděpodobnější průběh bitvy však nepotvrzují některé uherské kroniky, podle nichž úmluvu mezi oběma stranami naopak nedodržel Přemysl.
Přemyslova vojska Uhry pronásledovala až k Bratislavě, kterou obsadila. Béla okamžitě nabídl mírové řešení, jež Přemysl rád přijal. Béla se zřekl všech nároků na Štýrsko a byl domluven sňatek jeho mladšího syna Bély s Přemyslovou neteří Kunhutou, dcerou braniborského markraběte Oty III. V srpnu 1260 se Přemysl triumfálně navrátil do Prahy a v prosinci téhož roku navštívil Štýrsko, aby si zde upevnil vládu. Za věrné služby se při této návštěvě odvděčil Vokovi z Rožmberka, kterého jmenoval štýrským hejtmanem. Koncem března 1261 se ve Vídni ladily detaily mírové smlouvy. Pasovský, olomoucký a pražský biskup se zavázali, že pokud Přemysl dohodu poruší, uvalí na něj klatbu.

### Výměna královny a korunovace (1260–1261)

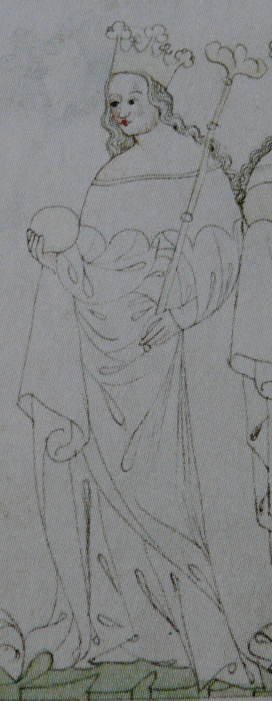
Kunhuta jako česká královna (Zbraslavská kronika)

Vzápětí po vítězství u Kressenbrunnu začal Přemysl řešit další neodkladné problémy. Zestárlá Markéta totiž Přemyslovi nemohla dát to, po čem toužil – dědice. Přemysl měl pouze nemanželské potomky s dvorní dámou královny Markéty Anežkou z Kuenringu, a to syna Mikuláše a dcery Anežku a Elišku. Přemysl usiloval o to, aby papež uznal dědičný nárok Mikuláše i obou dcer na český trůn. V listinách z 6. a 7. října 1260 papež Alexandr uvedl, že nemanželský původ Mikuláše a obou dcer nemůže být překážkou pro dosahování jakýchkoli světských hodností. O pouhé dva týdny později 21. října však zaslal prostřednictvím Bernarda z Furconie dodatečné upřesnění, že nárok na český trůn Přemyslovy nemanželské děti nabýt nemohou.
| „                             | Ačkoliv řečená Markéta byla neplodná, připisovala hanbu neplodnosti králi, tvrdíc, že je neplodný proto, že se narodil na den svatého Petra. Král však řekl: „Dej mi jednu ze svých dívek a do roka s ní zplodím chlapce,“ s čímž královna souhlasila. Král si pak vybral… jednu… a zplodil s ní v prvním roce syna jménem Mikuláše a potom několik dcer. | “ |
| — Kronika Františka Pražského | |   |

Vývoj událostí směřoval k rozvodu s Markétou. Jako záminka Přemyslovi posloužil nedodržený Markétin slib čistoty, který složila, když chtěla po smrti prvního manžela Jindřicha VII. Štaufského vstoupit do kláštera v Trevíru. Markéta se odluce nebránila. Manželství bylo prohlášeno za neplatné a 18. října 1261 se Markéta odebrala do Rakous. Tento krok byl proveden bez souhlasu kurie a nový papež Urban IV. byl postaven před hotovou věc. Následoval Přemyslův druhý sňatek s Bélovou asi sedmnáctiletou vnučkou Kunhutou, dcerou haličského knížete Rostislava z rodu Rurikovců. Svatba proběhla 25. října 1261 v Bratislavě. Kurie Přemyslův rozvod a druhý sňatek papežským dispenzem uznala až 20. dubna 1262.
Po svatbě Přemysl spěchal do Prahy, kde ho čekala korunovace na českého krále. Až do roku 1261 totiž nebyl korunován a tituloval se pouze jako pán nebo dědic českého království. Korunovace se uskutečnila v katedrále svatého Víta za přítomnosti pražského, olomouckého, pasovského a dvou pruských biskupů. Byl zde i mohučský arcibiskup Werner II., který Přemysla pomazal na krále a z jehož rukou Přemysl přijal korunu. Společně s Přemyslem byla korunována i jeho nová manželka Kunhuta. Po korunovaci následovala dvoudenní hostina. Při této příležitosti Přemysl potvrdil právo mohučského arcibiskupa korunovat české panovníky, zároveň uhradil všechny náklady spojené s cestou a slíbil ochranu před eventuální nevolí kurie.

### Vztahy s Richardem Cornwallským (1262–1265)
Jakkoli měla říše od roku 1258 dva krále, prožívala období interregna. Zatímco Alfons Kastilský o dění v Německu zájem nejevil vůbec, jeho sok Richard Cornwallský sice říši pozornost věnoval, ale byl příliš zatížen záležitostmi anglickými. Přemysl nejprve nestranil ani jednomu z králů, teprve v létě 1262 se vyslovil pro Richarda Cornwallského. Brzy se dočkal odměny – v listině vydané 9. srpna 1262 v Cáchách mu Richard z titulu římskoněmeckého krále propůjčil v léno české království, moravské markrabství a rakouské i štýrské vévodství. Učinil tak snad na Přemyslovu žádost. Tento Přemyslův náhle vzbuzený zájem o říšskou politiku se klade do souvislosti s obnovenou agitací pro Konradinovu římskou volbu. Tento poslední Štauf, syn zesnulého Konráda IV. Štaufského, vyrůstal v péči svých strýců, bavorských vévodů Ludvíka a Jindřicha. Mladý Konradin se měl stát „beranidlem“, jímž se chtěli oba Wittelsbachové domoci předních míst v říši. Vzestup Wittelsbachů by však okamžitě obnovil spor o dědictví po Babenbercích – Rakousy a Štýrsko. Z toho důvodu Otakar podpořil Richarda Cornwallského a nechal si své země udělit v léno.

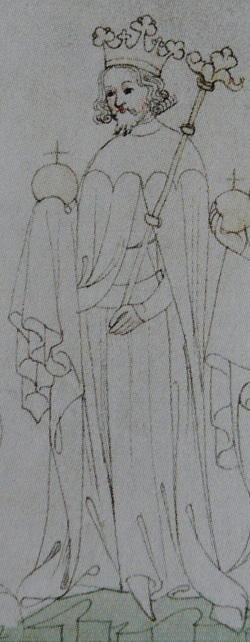
Přemysl Otakar II. (Zbraslavská kronika)

Další znepokojující zprávou pro Přemysla bylo, že syn Gertrudy Babenberské, dědičky Rakous a Štýrska, a zesnulého Heřmana Bádenského Fridrich Bádenský uprchl v druhé polovině roku 1261 od Přemyslova dvora k Wittelsbachům, začal se titulovat jako rakouský a štýrský vévoda a navázal přátelské styky s Konradinem. Přestože se Přemysl snažil s jeho matkou Gertrudou udržovat dobré vztahy, ona se přiklonila na stranu svého syna.
Z korespondence mezi Přemyslem a Richardem, který se tou dobou zdržoval v Anglii, je vidno, že Přemysl přislíbil ovlivnit braniborského a saského kurfiřta, aby se přiklonili na Richardovu stranu. Dále Přemysl Richarda upozornil, že dochází k rozchvacování říšských majetků. Richard proto roku 1265 Otakarovi udělil hodnost ochránce korunního jmění na východ od Rýna; tyto informace však nejsou podloženy z bezpečného zdroje. Ve stejné době možná Richard rovněž vydal privilegium o nástupnictví žen na český trůn, ale i o existenci tohoto dokumentu vedou historikové spory.

### Vyřešení salcburské otázky a třetí česko-bavorská válka (1262–1267)

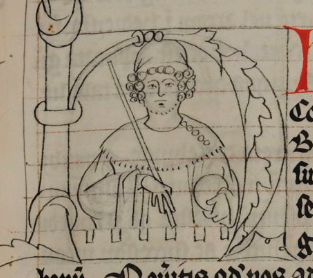
Jindřich XIII. Dolnobavorský (Liber Fundatorum Zwetlensis)

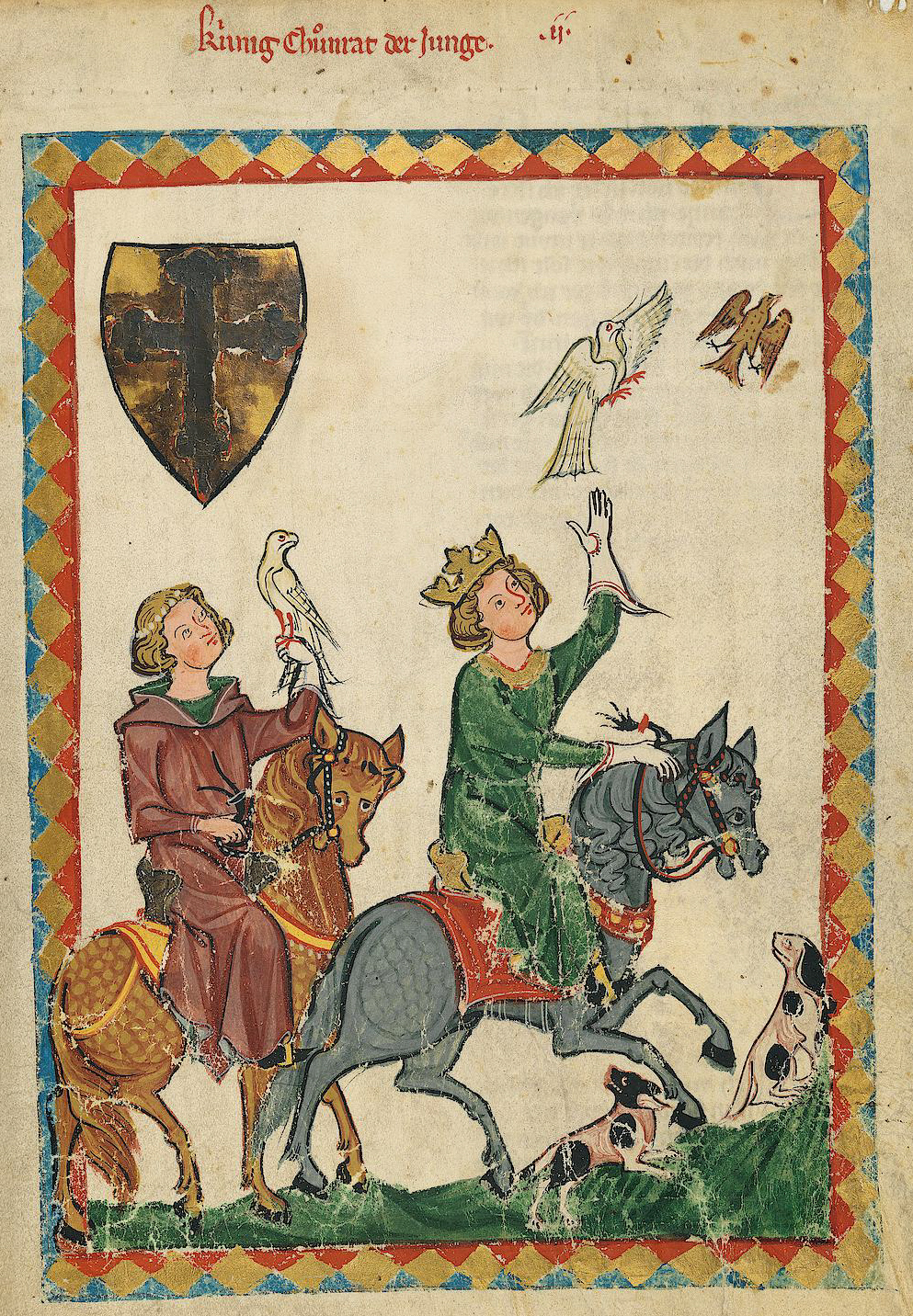
Konradin (Codex Manesse)

Když byl sekovský biskup Oldřich usilující o salcburský arcibiskupský stolec propuštěn z českého zajetí, obrátil se s žádostí o pomoc na bavorského vévodu Jindřicha, který v roce 1262 zorganizoval dva vpády do Salcburska. Přemysl se opět přiklonil na stranu Oldřichova soka Filipa, jehož pozici na salcburském metropolitním stolci upevnil vojenskou výpravou. I přesto se Filip Přemyslovi situaci nesnažil ulehčit – již dlouho odkládal vyšší svěcení a kurii i kapitulu stále dráždil svým prostopášným chováním. Přemysl se v reakci na to přestal za Filipa zasazovat, načež Filip roku 1263 rezignoval na post salcburského arcibiskupa a uchýlil se do Korutan. O rok později se Salcburku zmocnil Jindřich Dolnobavorský s Oldřichem Sekovským; ne však na dlouho. Hodnosti salcburského arcibiskupa se totiž téhož roku vzdal i Oldřich a papež Urban IV. ochranou salcburských území pověřil Přemysla, do jehož rukou tak Salcbursko znovu přešlo. Mezitím byl po smrti pasovského biskupa Oty z Lonsdorfu na biskupský stolec v Pasově delegován Přemyslův bratranec Vladislav Slezský, syn Anny České a Jindřicha II. Vratislavského. Vzápětí však na základě volby kapituly a papežského rozhodnutí nastoupil na uvolněný metropolitní stolec do Salcburku. Přemysl s Vladislavem udržoval dobré vztahy, a i proto zůstalo Salcbursko nadále pod českým dohledem. Na utvrzení spojenectví propůjčil Přemysl Vladislavovi proboštství vyšehradské, s čímž se pojil úřad králova kancléře. Pasovským biskupem se nakonec stal další Přemyslův stoupenec vratislavský kanovník M. Petr. Od roku 1266 byl Vladislav po smrti svého bratra vratislavského knížete Jindřicha III. Bílého rovněž poručníkem nového, nezletilého vratislavského knížete Jindřicha IV. Proba, čímž se de facto stal vládcem Vratislavska. Aby toho nebylo málo, roku 1268 dosadil papež Kliment IV. Vladislava na post administrátora vratislavského biskupství, které bylo tou dobou uprázdněné.
Dne 5. října 1264 proběhla s neobvyklou okázalostí poblíž Bratislavy svatba uherského prince Bély s Přemyslovou neteří Kunhutou Braniborskou. Fakticky byl tento sňatek slavnostní manifestací česko-uherského přátelství a síly i moci obou králů. V květnu roku 1266 obsadila Přemyslova vojska Chebsko, které považoval za věno své matky. Některé chebské pevnosti a města Přemysl zřejmě získal koupí. Následně místním měšťanům stvrdil starší privilegia a udělil nové výsady. Obsazením Chebska si Přemysl zajistil pevný bod pro další válku s Bavorskem a začal se titulovat jako „pán Chebu“. Správu nově nabytého území i sousedního Loketska předal český král do rukou Jaroše ze Slivna.
Potyčky s Bavory trvaly již od roku 1265. V listopadu téhož roku uzavřel Přemysl spojeneckou smlouvu s pasovským biskupem Petrem, kapitulou, pasovskými měšťany a ministeriály. V červenci 1266 jednal český král v Domažlicích s řezenskými měšťany, kteří usilovali o osamostatnění města od biskupů i bavorských vévodů. Z jednání vzešla dohoda o řezensko-českém spojenectví namířeném proti Wittelsbachům. Přemyslovo válečné tažení do Bavor bylo tentokrát připraveno velice pečlivě. Začátkem srpna 1266 pronikla česko-polská vojsko na území Bavorska. Přemyslovi se sice nepodařilo obsadit Koubu, ale cestou na Řezno opanoval Regenstauf, Nittenau a jiné hrady. Z východu na Bavorsko mezitím udeřili štýrsko-korutanští bojovníci vedení olomouckým biskupem a štýrským hejtmanem Brunem ze Schauenburku. Přemysl nakrátko ovládl i Řezno, ale kvůli nedostatku potravin bylo jeho vojsko donuceno ustoupit do Chebska. Neúspěšně skončil i Bruno, jehož vojsko Jindřich Dolnobavorský vytlačil do Salcburska. Poté, co na podzim utichly válečné akce, udeřil koncem listopadu Jindřich na Pasov. Následoval toho roku už druhý český vpád do Bavorska, při kterém česká vojska dobyla Ried. K zastavení bojů došlo až v zimě. Mír byl uzavřen za nejasných okolností roku 1267.
Počátkem jara 1267 dorazil do Vídně papežský legát Guide a svolal zde koncil salcburské církevní provincie. Po pozvání pražského biskupa se však setkání de facto proměnilo ve shromáždění prelátů území pod českým vlivem. Kromě čistě církevních záležitostí se zde projednávala příprava další křížové výpravy do Pruska, kde se situace po smrti Mindauga (1263) a Daniela Haličského (1264) rapidně zhoršovala. V otázce, zda měl Guide vliv na Přemyslovo smíření s Wittelsbachy, nemají historici jednotný názor. Mír s Wittelsbachy se každopádně v žádné podobě nezamlouval kurii – snažila se napnout všechny síly proti štaufsko-wittelsbašské straně. Poté, co papež umlčel hlasy volající po Konradinově římské volbě, vyhlásil Konradin svá práva k sicilskému království a s pomocí obou Wittelsbachů, Fridricha Bádenského a tyrolsko-gorického hraběte Menharda II. vytáhl s vojskem proti Karlovi I. z Anjou, který Sicílii okupoval. Pokud by byla tato výprava úspěšná, ohrozila by Přemyslovu pozici v Rakousích a Štýrsku – společně s vzestupem Konradina by následoval vzestup Wittelsbachů a Fridricha Bádenského, který se chtěl domoct svých práv k rakouskému a štýrskému vévodství. I přesto se však Přemysl nenechal zatáhnout do protištaufské koalice.

### Druhá křížová výprava do Pruska (1267–1268)

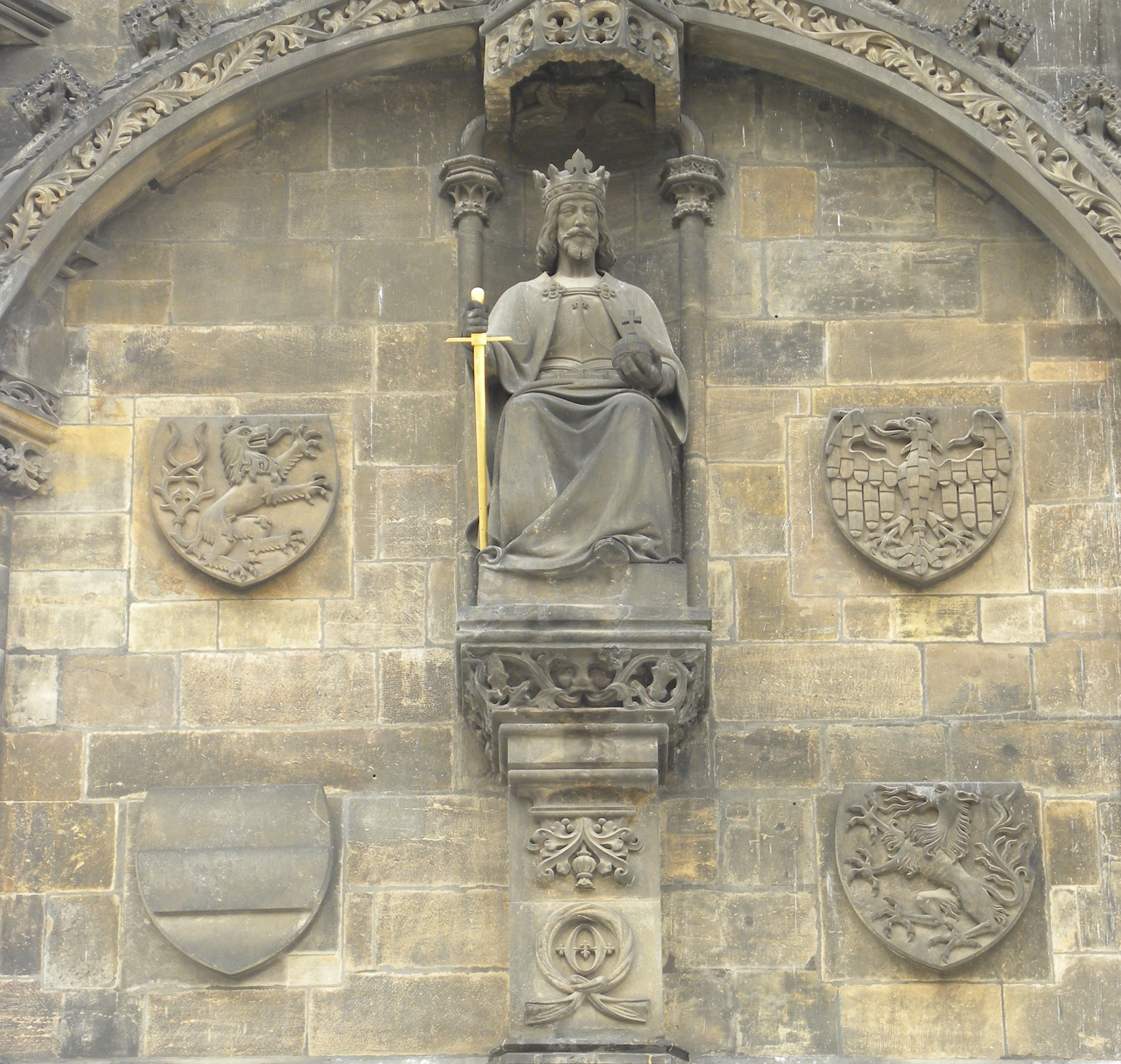
Socha Přemysla Otakara II. na Prašné bráně

Roku 1257 přislíbil Přemysl kurii, že uskuteční další křížovou výpravu proti pohanům v pruské oblasti. Alexandr IV. mu jeho slib připomněl už v roce 1260. Tento rok z výpravy ale nakonec sešlo, protože Alexandr nechtěl uznat Přemyslův požadavek na vrchní velení celé výpravy. Přestože se situace v Prusku pro křesťanskou stranu stále zhoršovala, o křížové výpravě se přestalo mluvit. Podruhé Přemysla k válečnému zásahu proti pohanům vybídl v létě 1264 papež Urban IV. V září 1267 došlo k úmluvě mezi německými rytíři a českým králem. Přemysl uznal řádová práva v Chelmsku, Sambii, Varmii a Natangii, němečtí rytíři se naopak zavázali být nápomocni při získávání Galindie, Jatvěžska a Litvy, které měly přijmout křesťanství a podřídit se Otakarově moci. S tím souvisel plán povýšit olomoucké biskupství na metropoli a podřídit mu biskupství ve vyjmenovaných oblastech. V literatuře se často objevuje tvrzení, že Přemysl chtěl své země vymanit z vlivu Mohuče a olomoucké metropoli podřídit i Čechy a alpské země, Václav Novotný však ukazuje, že Přemysl měl v záměru olomoucké arcidiecézi podřídit pouze nově obsazené pruské a litevské území. Zároveň si mohla Mohuč podle plánu udržet svrchovanost nad Olomoucí.
Křížové tažení proběhlo na přelomu let 1267 a 1268. Vojsko vyrazilo v listopadu 1267 a opět dříve než jeho vůdcové. Ještě v prosinci prodléval Přemysl v Praze. Počátkem ledna již v Chelmnu sjednával mír mezi pomořanským vévodou Městvínem Pomořanským a řádovým mistrem Ludvíkem. Náhlé tání ledu na brodech Visly a zároveň papežovo odmítnutí Přemyslových plánů s povýšením Olomouce na metropoli a rozšíření české moci do Pruska a Litvy donutilo křížovou výpravu k předčasnému ústupu. Podle krakovských análů neplenil na křížové výpravě český král pohany, ale křesťany. Anály krakovské kapituly dodávají, že Přemysl škodil zemím Boleslava V., s nímž byl ve sváru. Již v polovině února byl král v Praze.
I přesto, že křížová výprava, kterou si měl Přemysl rozšířit svoji moc v Polsku a Prusku, skončila neúspěchem, stále si v těchto oblastech udržoval značný vliv. K polským a především slezským knížatům měl Přemysl protektorský vztah. V těchto územích se však střetávaly zájmy českých a uherských králů. Zatímco ve Vratislavsku, Opolsku, Hlohovsku, Lehnicku a jinde platilo slovo českého krále, na stranu uherského krále se přiklonilo především Velkopolsko, Krakovsko, Kujavsko a jiné země. Vrcholem polsko-české spolupráce bylo za Přemyslovy protekce roku 1267 dosažení svatořečení Hedviky Meránské, babičky většiny dolnoslezských knížat, a přenesení jejích ostatků do kláštera v Třebnici.

### Pokus o wettinskou volbu a útok proti štýrské šlechtě (1268–1269)

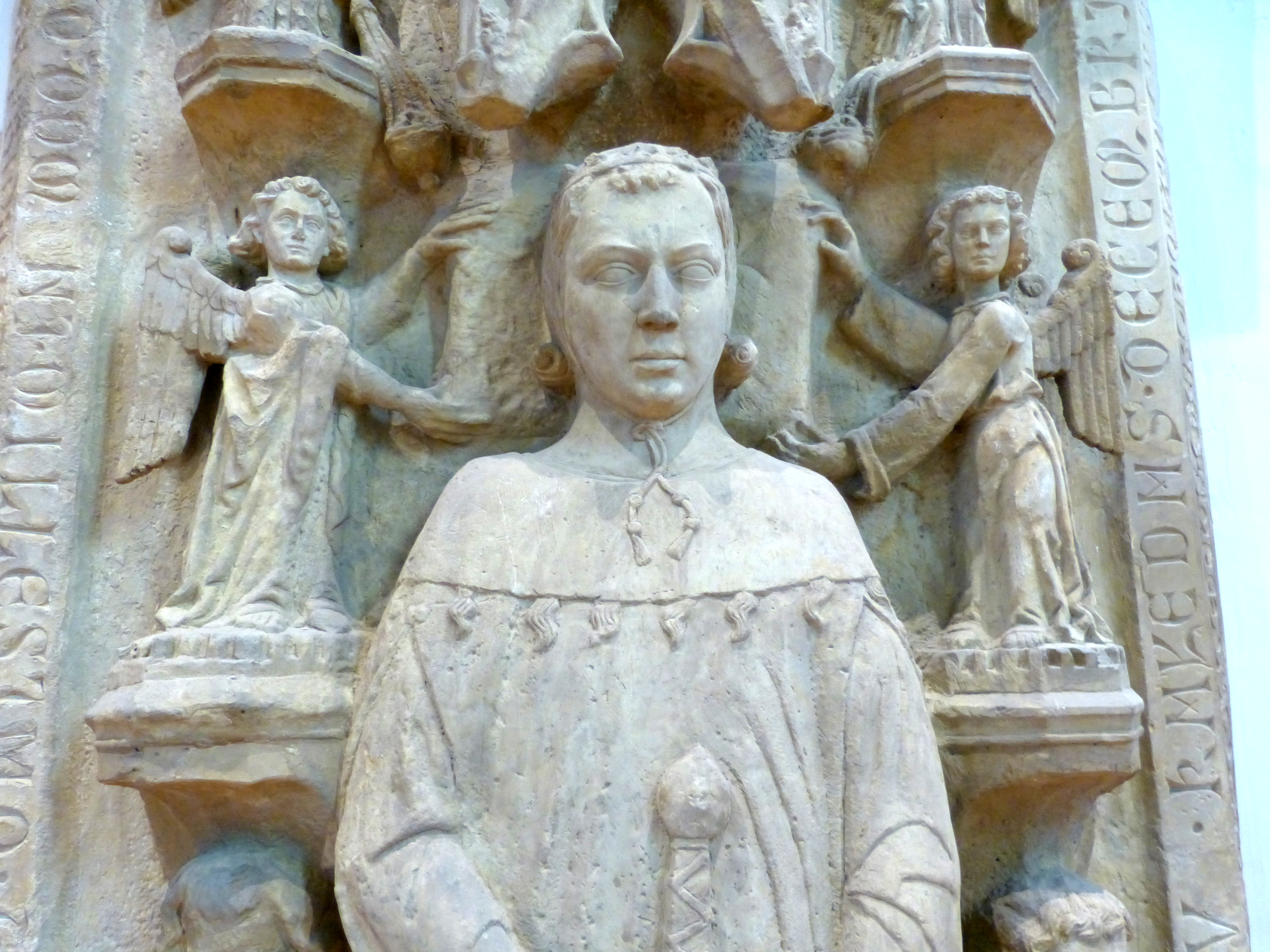
Náhrobek Fridricha I. Míšeňského v Eisenachu

Poté, co Konradinův pokus dobýt z rukou Karla I. z Anjou Sicílii selhal a Konradin byl spolu s Fridrichem Bádenským popraven, začal papež nabízet zprostředkování sňatku Přemyslovy první dcery Kunhuty s Karlovým synem. Přemysl však odmítl, neboť Kunhuta již byla zasnoubena s Fridrichem I. Míšeňským, synem durynského lantkraběte Albrechta II. Míšeňského z rodu Wettinů. Fridrich Míšeňský byl vnukem zesnulého Fridricha II. Štaufského; Přemysl proto pojal plán dosadit Fridricha na římskoněmecký a sicilský trůn. Avšak tento návrh nejenže rázně odmítla kurie a setkal se s nelibostí Karla z Anjou, ale postavil se proti němu i Richard Cornwallský, náhle probuzený z dlouhé letargie. K Richardovi se po Konradinově smrti přidali Wittelsbachové, kteří po posledním Štaufovi zdědili všechny jeho majetky. Návrh volby Fridricha Míšeňského na římský a sicilský trůn naopak uvítali italští ghibellini. Začalo se mluvit o novém tažení na Sicílii a Fridrich se počal titulovat jako sicilský král. Přemysl, jenž stále neměl mužského potomka, ve Fridrichovi také viděl potencionálního nástupce na českém trůně. Z Fridrichova sňatku s Kunhutou a z jeho volby římskoněmeckým králem nakonec sešlo; z části kvůli velmi neobratné politice lantkraběte Albrechta a také kvůli narození Přemyslova syna Václava II. roku 1271. Oba pokusy povznesení štaufských dědiců tak ztroskotaly.
V říjnu roku 1268 pobýval Přemysl opět ve slezské Třebnici a pozval sem předáky štýrského panstva. Vzápětí je zajal, obvinil ze zrady a požadoval vydání nebo zboření některých hradů. Štýrští šlechtici, mezi něž patřili například Bernard a Jindřich z Pfannberka, Fridrich z Ptuje, Oldřich z Lichtenštejna, Herant II. z Wildonu či Wulfing ze Stubenberka, obvinění odmítli a následně byli uvězněni na hradech Křivoklátě, Zvíkově, Veveří a Vranově. Současně byla ze Štýrska brněnským proboštem Konrádem vyhoštěna Gertruda, která se následně uchýlila do kláštera v Míšeňsku. Zajaté šlechtice Přemysl propustil až 17. března 1269 poté, co dali souhlas k tomu, aby byly některé jejich hrady obsazeny nebo zbořeny. Plněním tohoto rozkazu Přemysl pověřil štýrského hejtmana Bruna Olomouckého. Ten se však ještě toho roku vzdal hodnosti štýrského hejtmana a spolu s ním ze Štýrska odešel i jeho osobní zástupce Herbord z Fulštejna. Důvod odstoupení těchto dvou velkých opor Přemyslovy vlády ve Štýrsku je neznámý, snad byla příčinou nechuť štýrské šlechty s Brunem nadále spolupracovat. Do země byl vzápětí vyslán rakouský sudí Ota z Haslova a později i Oldřich z Lichtenštejna. Oba Rakušané místní situaci opět uklidnili.

### Získání Korutan a Kraňska (1268–1270)

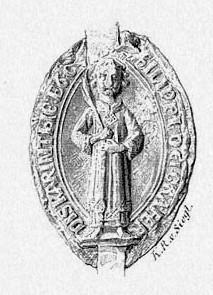
Pečeť Filipa Sponheimského

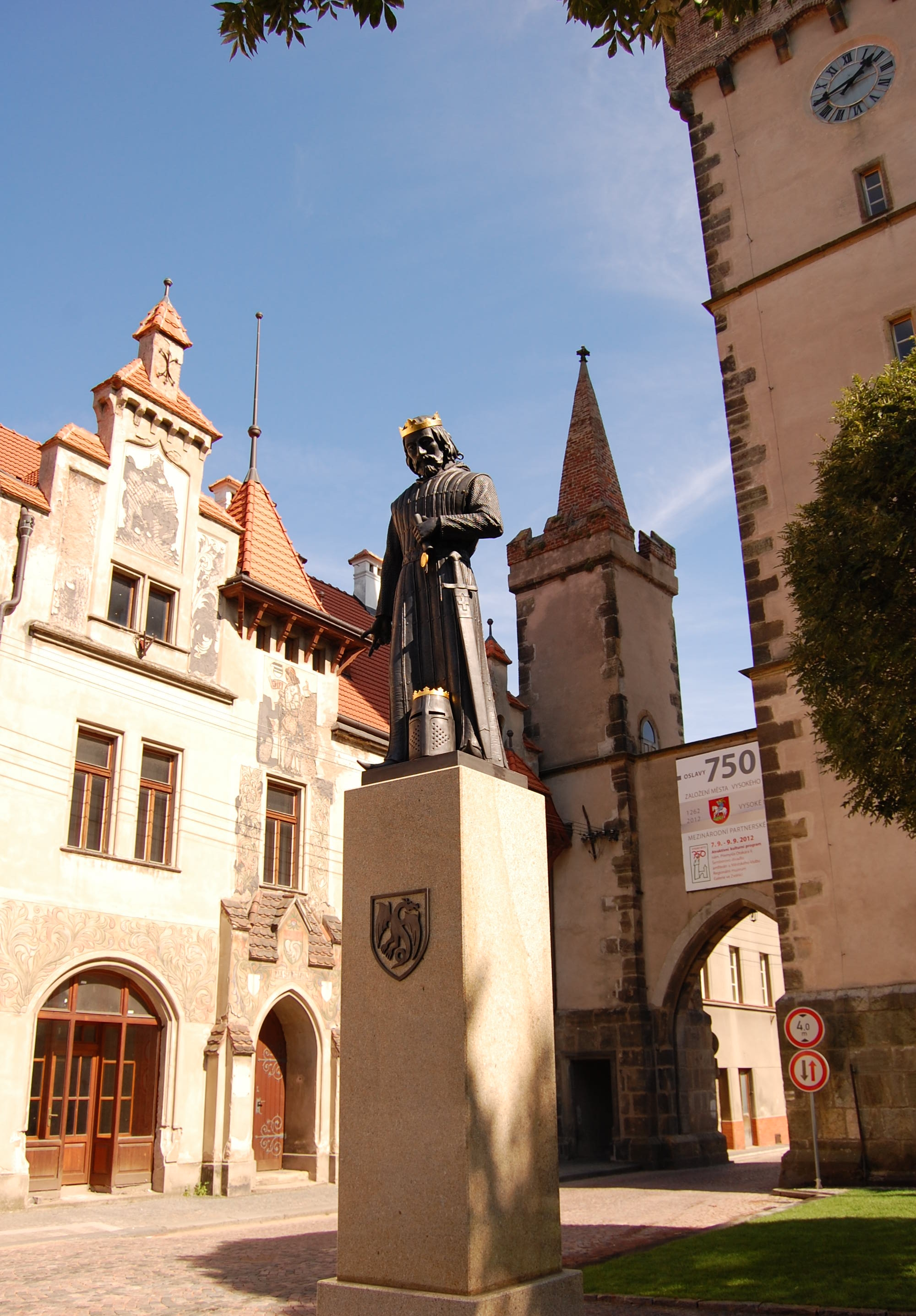
Socha Přemysla Otakara II. ve Vysokém Mýtě

Začátkem prosince 1268 se do Poděbrad dostavil králův bratranec, korutanský vévoda a kraňský markrabě Oldřich Sponheimský. S odkazem na svou bezdětnost a s výhradou, že pokud do své smrti nezplodí dědice, ustanovil Přemysla Otakara II. univerzálním dědicem všech svých zemí a majetků. Ve smlouvě však chyběla jakákoli zmínka o svolení římského krále, ať už Richarda, nebo Alfonse, a smlouvu neodsouhlasil ani právoplatný dědic po Oldřichovi, jeho bratr a bývalý salcburský arcibiskup Filip, který tak byl fakticky vyděděn.
V červnu 1269 hostil český král ve Znojmě bavorské biskupy. V září téhož roku zemřel aquilejský patriarcha Řehoř z Montelonga, kterého se Přemysl několikrát zastal před tyrolsko-gorickými hrabaty a roku 1264 od něj získal honorární funkci číšníka aquilejského kostela. Řehořovy smrti využil Oldřich Sponheimský, který se okamžitě zmocnil Furlanska a ujal se ochrany aquilejských práv. Pod nátlakem českého krále i korutanského vévody zvolila aquilejská kapitula novým patriarchou Filipa Sponheimského.
Dne 27. října 1269 zemřel Oldřich Sponheimský a Přemysl se na základě poděbradské smlouvy zmocnil Korutan i Kraňska. Pravým dědicem a pánem Oldřichových zemí se však cítil být Filip, nynější zvolený, avšak z důvodu papežské sedisvakance nepotvrzený aquilejský patriarcha. V roli obhájce aquilejské církve se Přemysl ujal dohledu nad Furlanskem a okolím města Pordenone, podle kterého se později nazýval jako pán Pordenone. Koncem roku 1269 se Filip v Lublani prohlásil korutanským vévodou a ve snaze získat mocného spojence proti Přemyslovi se přimkl k uherskému princi Štěpánovi. V reakci na to si Přemysl začátkem února roku 1270 nechal od frisinského a brixenského biskupa propůjčit v léno majetky jejich biskupství v Korutanech a Kraňsku a v květnu uzavřel spojenectví s aquilejskou kapitulou. Trhlinou v jeho plánu však bylo selhání brněnského probošta Konráda, kterého si Přemysl vyhlédl jako svého zástupce v Korutanech a jenž jej náhle zradil. Korutanským hejtmanem se proto stal Oldřich z Heunburgu, brzy poté byl však Přemyslem odvolán a nahrazen Oldřichem z Drnholce.

### Třetí česko-uherská válka (1270–1272)

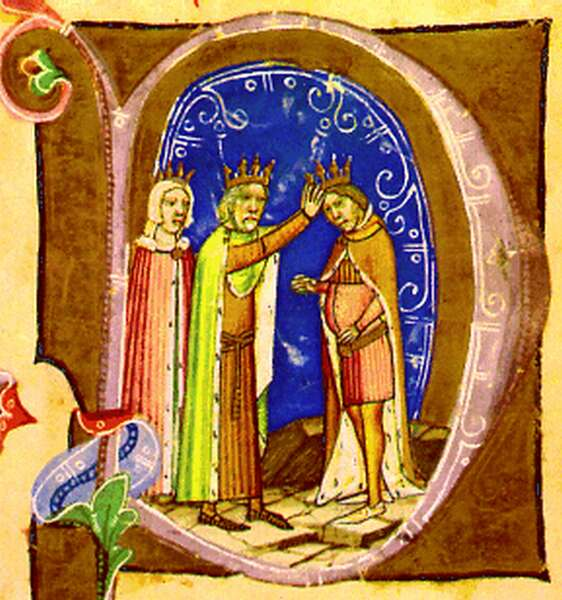
Štěpánova korunovace (Képes Krónika)

Na jaře 1270 zastihly Přemysla Otakara dvě velmi nepříjemné zprávy. Koncem dubna zemřel Vladislav Slezský, skrze kterého si český král udržoval slovo v Salcbursku a Vratislavsku, kde Vladislav působil jako poručník mladého knížete Jindřicha Proba. Kontrolu nad územím salcburského arcibiskupství Přemysl sice ztratil, ale dohled nad Vratislavským knížectvím si prostřednictvím Jindřicha Proba udržel. Druhou nepříjemností byl skon uherského krále Bély IV. 3. května 1270. Na uvolněný trůn nastoupil Bélův syn Štěpán V., jeden z nejnebezpečnějších Přemyslových nepřátel. Zatímco Béla po bitvě u Kressenbrunnu zastával vůči českému králi umírněné stanovisko, Štěpán se ještě za otcova života zasazoval pro razantnější politiku. Jak v Uhrách na sklonku Bélova života postupně slábl tábor umírněných, nabýval na moci tábor Štěpánův, který se s Bélou často dostával do sporů. Svědčí o tom list, který Béla před smrtí zaslal do Čech. Žádá v něm Otakara, aby se „ujal jeho choti, dcer i všech baronů, kteří setrvali ve věrnosti“. Pravost tohoto listu je nejistá, ale v souvislosti s tím, co následovalo po Bélově smrti, se zdá být věrohodný. Vzápětí po Bélově skonu se totiž pod Přemyslova křídla uchýlila část uherské emigrace, v jejímž čele stála Bélova dcera Anna, matka Přemyslovy choti Kunhuty. Doprovázela ji řada magnátů, mezi nimiž byl uherský velmož Jindřich z Kyseku. Do Prahy si Anna s sebou odvezla uherské korunovační klenoty, které jí prý před svou smrtí svěřil do opatrování sám král Béla. Tento krok pobouřil širokou uherskou veřejnost a Otakarovo soustátí se opět ocitlo na prahu války s Uherskem. Zvláště nebezpečné pro Přemysla bylo spojení Štěpána s aquilejským patriarchou Filipem Sponheimským, který stále usiloval o dědictví po starším bratrovi, Korutanech a Kraňsku. V polovině října 1270 se Přemysl se Štěpánem setkal na dunajském ostrově poblíž Bratislavy a výsledkem tohoto summitu bylo dvouleté příměří.

Území Přemysla Otakara II. roku 1272

Koncem roku 1270 se Otakar urychleně vydal na jih upevnit svoji vládu v Korutanech i Kraňsku. V listopadu obsadil Lublaň, hlavní oporu Filipa, který byl donucen přijmout realitu a spokojit se s Přemyslem uznanými důchody. Zatímco Přemysl řešil situaci v Korutanech a Kraňsku, vpadl Štěpán i přes trvající příměří do Rakous a Štýrska, což byl další podnět pro eskalaci válečných příprav. V polovině dubna 1271 vtrhlo silné Otakarovo vojsko přes řeku Moravu do Uher. Vojsko obsahovalo sbory ze všech částí Přemyslova soustátí a podpořili jej i Albrecht I. Brunšvický, braniborská markrabata, slezská knížata a švábští rytíři. Štěpán se opíral o podporu východních zemí, na pomoc mu přispěchaly mnohé balkánské národy a podpořil ho pravděpodobně i Boleslav V. Stydlivý. Opět padla Bratislava a následovaly Jur, Trnava, Nitra a další města. Král si na dobytých územích vynucoval sliby poslušnosti a věrnosti. Není vyloučeno, že zamýšlel tyto území (dnešní Burgenland a jihozápadní Slovensko) trvaleji anektovat. Mezitím co Přemysl přemosťoval Dunaj, se válčilo o uherské hrady u hranic s Rakouskem. V tuto chvíli se však zprávy kronikářů rozcházejí – zatímco uherské prameny hovoří o slavném vítězství Štěpána nad Otakarem u říčky Rábnice, Friedrich von Sonnenburg a Jindřich z Isernie tvrdí pravý opak. Každopádně je jisté, že koncem května 1270 Přemyslovo vojsko snad kvůli problémům se zásobováním a vyčerpávajícím bojům z Uher ustoupilo. Následovaly bleskové uherské útoky do rakousko-uherského pohraničí. Přemyslem dobyté hrady se vracely do uherských rukou.

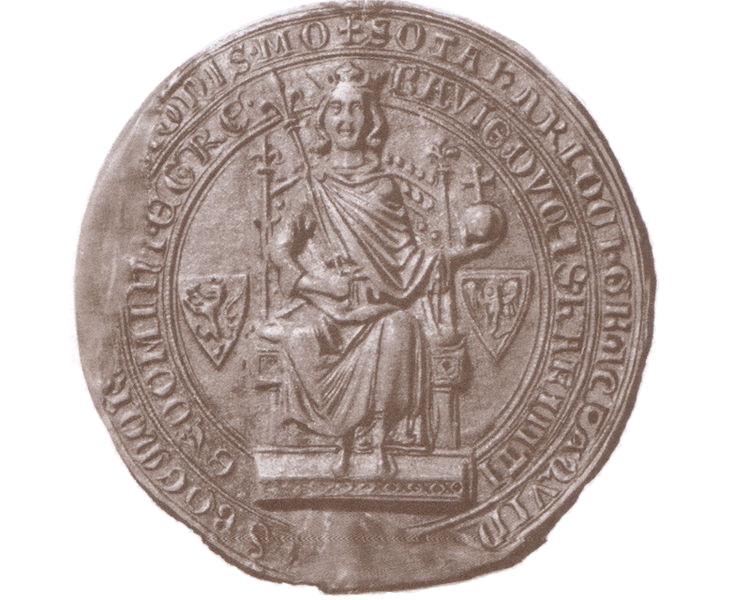
Pečeť Přemysla Otakara II. z roku 1270

Přemyslovy zaneprázdněnosti využil Jindřich Dolnobavorský, který Štěpána podpořil vpádem do Rakous. Mezitím byla zahájena smírčí jednání pod Bratislavou. Štěpán byl oproti Přemyslovi v nevýhodě; v Uhrách měl řadu oponentů a někteří uherští magnáti zůstávali pod ochranou českého krále. V dohodě mezi Štěpánem a Přemyslem ze 3. července 1271 se Štěpán zřekl Filipa Sponheimského a korutanských rebelů proti českému králi. Rovněž uznal Přemyslova práva ke Korutanům, Kraňsku, Štýrsku a Furlansku. Otakar se na oplátku zavázal, že nebude podporovat Štěpánova stejnojmenného strýce Štěpána Pohrobka v jeho snaze obsadit uherský trůn. V neposlední řadě se Štěpán vzdal nároků na uherské korunovační klenoty, které byly v českých rukou.
Dne 1. září 1271 byl po tříleté sedisvakanci zvolen nový papež Řehoř X., razantní zastánce křížového tažení k osvobození Jeruzaléma. Brzy poté 27. září 1271 Kunhuta porodila Přemyslovi vytouženého dědice – budoucího krále Václava II. Po uzavření míru Otakar odcestoval do Korutan, kde znovu upevnil svoji moc a převzal salcburská léna do své péče. Řešil zde také otázku Filipa Sponheimského, který nakonec neuspěl ani v Aquileji a ztratil hodnost aquilejského patriarchy. Poté, co se v květnu 1272 korutanský hejtman Oldřich z Drnholce zmocnil Filipem drženého Cividale, aquilejská kapitula jmenovala Přemysla Otakara generálním správcem patriarchátu po dobu, kdy zůstane úřad neobsazen. Ke zvolení nového patriarchy došlo až příštího roku. Filip se vzdal všech svých nároků na Korutany, Furlansko i Kraňsko a od Přemysla obdržel titul správce Korutan a statky v Rakousích. Přemysl se nyní ocitl na samém vrcholu své moci. Mezitím co se řešila otázka Furlanska, byl na přelomu roku 1271 a 1272 na Přemyslův popud bez soudu zajat a umučen štýrský šlechtic a bývalý Gertrudin a Štěpánův přívrženec Siegfried z Mahrenberka.

### Čtvrtá česko-uherská válka (1272–1273)

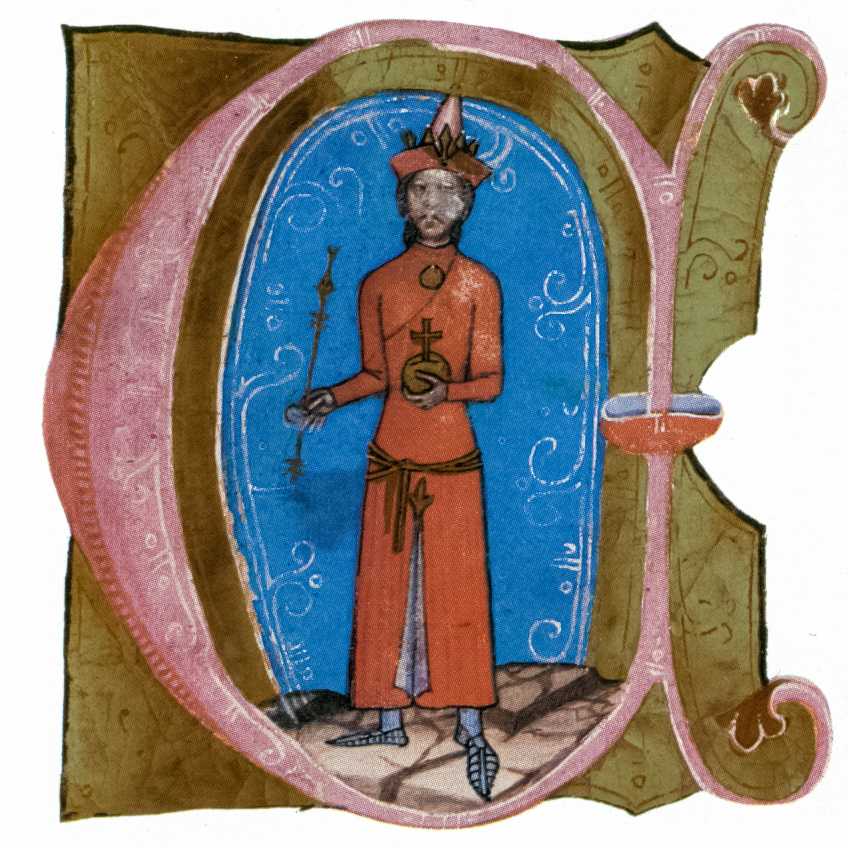
Ladislav IV. Kumán

Roku 1272 musela Přemyslova zahraniční politika čelit novým problémům. Začátkem dubna 1272 zemřel Richard Cornwallský a německá knížata i nový papež Řehoř X. začali volat po nové elekci, která měla ukončit dvojvládí, respektive mezivládí, trvající od roku 1257. Již teď velmi složitou situaci v Uhrách zkomplikovala v srpnu 1272 Štěpánova smrt. Na trůn nastoupil desetiletý Štěpánův syn Ladislav IV. a vypukly kruté boje o moc, ve kterých hrála zásadní roli vdova po Štěpánovi Alžběta Kumánská. Do Čech brzy dorazila další vlna uherských imigrantů v čele s Jiljím, bývalým důvěrníkem zesnulého Štěpána. Přemysl ho vřele uvítal, což popudilo Jindřicha Kyseckého, uherského magnáta v českém exilu a Jiljího soupeře. Ještě v roce 1272 se Jindřich vrátil zpět do Uher a nechal brutálně zavraždit Přemyslova švagra a Štěpánova synovce Bélu Mačevského, což vztahy s Českým královstvím ještě vyostřilo. Jindřicha navíc nestihl žádný trest, panovnickým rodem byl vzat na milost a jmenován slavonským bánem. Přemysl začal připravovat tažení do Uher a Bélova vražda mu posloužila jako záminka; jeho skutečným cílem však bylo získat zpět ztracený vliv v zemi. Aby zajistil západní hranice, uzavřel na počátku ledna 1273 smír s Jindřichem Dolnobavorským. Tato dohoda rovněž řešila některé otázky česko-bavorského pohraničí.
Ještě než se tažení do Uher rozeběhlo, český tábor opustil i Jiljí, čímž Přemysl ztratil podporu hradů, které měl Jiljí v držení. Tažení předcházely oboustranné ničivé vpády do pohraničí, při kterých Kumáni poplenili Moravu a alpské země; brzy poté Přemyslova vojska vydrancovala Nitru a nějaký čas držela Ráb. Samotné tažení začalo v létě 1273. Do českých rukou opět padla Bratislava, Jur, Trnava a další města, poté vojsko přešlo Dunaj. V boji s muži Jindřicha Kyseckého padl Přemyslův zeť a přední opora v Korutanech Oldřich z Drnholce. I přes velké ztráty byly úspěchy české strany značné. Kruté boje provázené loupením a pálením se následně přesunuly k rakouské hranici, kde opět propukly boje o Ráb. Přemysl chtěl celé tažení ukončit dobytím Šoproně, při jejím obléhání jej však zastihla velká novina. V jeho nepřítomnosti byl římskoněmeckým králem zvolen Rudolf Habsburský. Tažení bylo předčasně ukončeno a již 14. října byl český král v Kremži.

### Nastolení Rudolfa Habsburského (1272–1273)

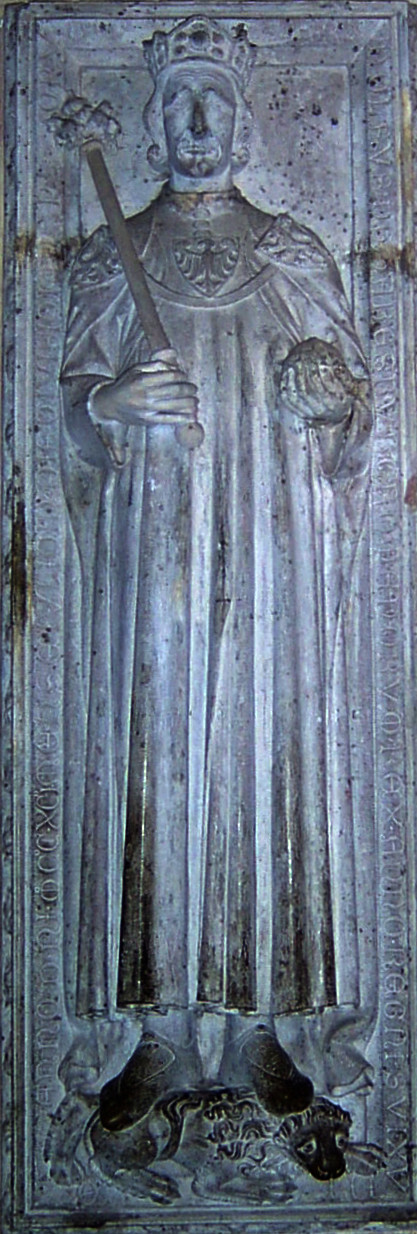
Náhrobní deska Rudolfa I. ve špýrském dómě

Po smrti Richarda Cornwallského roku 1272 sílil tlak papeže Řehoře X. a německých knížat na zvolení nového respektovaného a silného vladaře římskoněmecké říše. Ve hře ale stále zůstával druhý z římských králů Alfons X. Kastilský, který však o říši nejevil zájem a kurie ho ignorovala. Málo důvěry u kurie budil i další možný kandidát na římského krále falckrabě Ludvík Hornobavorský. Zatímco Ludvíka prosazoval mohučský arcibiskup Werner, Karel z Anjou do hry tlačil svého synovce francouzského krále Filipa III. Šanci uspět ve volbě měl i Přemysl Otakar, jehož kandidaturu kurie nezamítala. Otakar se mohl těšit slušné pozici, nejenže sám disponoval volitelským hlasem, ale mohl tlačit na braniborského a saského elektora. Druhé pokračování Kosmovo vypravuje o tom, jak roku 1271 do Prahy zavítal kolínský arcibiskup a nabídl Přemyslovi římskoněmeckou korunu, Přemysl však údajně odmítl. Většina historiků však toto letopiscovo tvrzení odmítla. Zatímco drama se blížilo k vrcholu a Řehořova nedočkavost stoupala, český král válčil v Uhrách. Pod nátlakem papeže, který vyhrožoval, že v případě selhání elektorů nového krále ustanoví sám s kardinály, určil mohučský arcibiskup Werner volební akt na září 1273. Společně s falckrabětem Ludvíkem, jehož kandidatura se ukázala jako neprůchodná, vybral Werner dva kandidáty: Siegfreida z Anhaltu a Rudolfa Habsburského. Po dohodě duchovních kurfiřtů s falckrabětem Ludvíkem dne 11. září 1273 v Boppardu se výběr omezil pouze na Habsburka.
Dne 29. září se ve Frankfurtu sešlo šest ze sedmi kurfiřtů – falckrabě rýnský Ludvík, braniborský markrabě Ota V., saský vévoda Jan, mohučský arcibiskup Werner II., trevírský arcibiskup Jindřich a kolínský arcibiskup Engelbert. Chyběl zde však český král Přemysl, jehož hlas byl rozdělen mezi oba bavorské vévody, takže Ludvík disponoval jedním a půl hlasu. Český hlas marně hájil Přemyslův zástupce bamberský biskup Berthold, který rovněž poukazoval na legitimitu vlády Alfonse Kastilského. Všichni elektoři následně přenesli své hlasy na Ludvíka, který 1. října 1273 prohlásil Rudolfa Habsburského za římskoněmeckého krále. Již 24. října proběhla okázalá Rudolfova korunovace v Cáchách. Rudolf Habsburský pocházel ze starého hraběcího rodu Habsburků. I přestože nepatřil do říšské knížecí elity, rozhodně se nejednalo o chudého hraběte, jak často zaznívá v literatuře, ale o jednoho z nejmocnějších a nejzámožnějších mužů na jihozápadu říše. Kurfiřti si ho za krále zvolili především kvůli jeho rázné povaze a válečnické i zeměpanské schopnosti, díky které by kolem sebe dokázal shromáždit velké množství přívrženců Štaufů a nastolit v říši pořádek.

### Diplomatické soupeření s Rudolfem Habsburským (1273–1275)

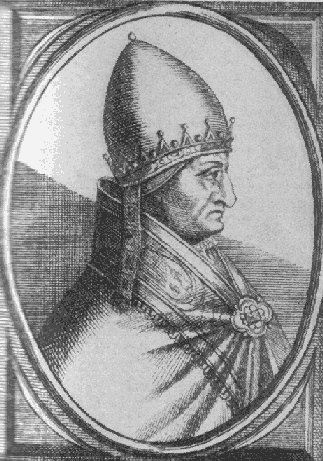
Papež Řehoř X.

Přemysl Otakar byl rychlou volbou Rudolfa Habsburského zaskočen, očekával totiž, že se elektoři na jednotné volbě nedokážou shodnout. Okamžitě po návratu z Uher začal frankfurtskou volbu zpochybňovat a odvolávat se k papeži Řehořovi. Znění listu, zachované v kronice Jindřicha z Isernie, které Přemysl odeslal Řehořovi, je sice fikce, ale ukazuje, jaká nálada panovala na pražském dvoře po zvolení Rudolfa římskoněmeckým králem. Podle Jindřicha z Isernie v Přemyslově listu papeži stálo, že „zaslepení kurfiřti zvolili římským králem jakéhosi pokoutního hraběte, tíhou chudoby stíženého“. Přemyslova a Brunova kampaň namířená proti Rudolfovi se však nedočkala ze strany německých knížat patřičné odezvy. Jako jeden z mála ji podporoval Jindřich Dolnobavorský, se kterým Přemysl navazoval spojenecké styky. Dříve se přátelil spíše s jeho bratrem Ludvíkem, teď se ale strany prohodily. Jindřichovi se totiž stejně jako Přemyslovi frankfurtská volba nezamlouvala a dostával se do závažných sporů s bratrem. V polovině března 1274 se Přemysl s Jindřichem setkal v Domažlicích a stvrdil s ním přátelský vztah.
Ačkoli se Rudolf kurii snažil zalíbit a slíbil podniknout křížovou výpravu k osvobození Svaté země, Řehoř k němu přistupoval rezervovaně. Vzápětí po nástupu na trůn ohlásil Habsburk v prosinci roku 1273 na sněmu ve Špýru říšské nároky na země zcizené během interregna a vyzval Přemysla, aby říši vrátil Rakousy, Štýrsko, Chebsko, Korutany a Kraňsko. Rudolf tím v prvé řadě sledoval vlastní zájmy, neboť zabavené země mohl udělit svým potomkům a stoupencům. Přemysl se hájil tím, že Rakousy a Štýrsko mu stvrdil a udělil v léno Richard Cornwallský (i přestože chyběl souhlas říšských knížat a udělení proběhlo bez osobní účasti); s Korutany, Kraňskem a Chebskem to však bylo složitější. Rudolfova propaganda Přemysla prezentovala jako pyšného Slovana, který si podmanil německé země, a jeho vládu vykreslovala jako zločinnou tyranidu. Přemyslovo bohatství Rudolfovi stoupenci odsoudili jako hodné božího hněvu a náležící hříšnému světu. Hlavní zbraní Přemyslových odpůrců se však stalo odmítání legitimity jeho vlády v alpských zemích i Chebsku.
O regulérnosti frankfurtské volby a nastolení Rudolfa Habsburského na římský trůn měla církev rozhodnout na druhém lyonském koncilu. Zájmy českého krále zde hájili biskupové Bruno Olomoucký a Wernhard Sekovský. Svou pozici na koncilu obhajoval i Alfons Kastilský, který se začal spojovat s českým králem proti Rudolfovi a posílil své styky s italskými ghibelliny. Teprve zde Rudolf definitivně získal Řehořovu přízeň, ač se kurie stále snažila o Rudolfovo smíření s Otakarem. Posléze se Řehoř prostřednictvím biskupů Bruna Olomouckého a Wernharda Sekovského obrátil na českého krále s žádostí, aby uznal Rudolfa římským králem. Uvedl rovněž, že pokud by tak učinil, na oplátku bude působit jako rozhodčí ve sporech ohrožující Přemyslovo panství. Přemysl však Řehořovu nabídku 12. července 1274 zdvořile odmítl. Prohlásil při tom, že se rozhodčímu výroku podrobí teprve po vykonání křížové výpravy do Svaté země. Habsburské vítězství na lyonském koncilu bylo potvrzeno až 26. září 1274, kdy Řehoř aproboval Rudolfův titul římskoněmeckého krále.

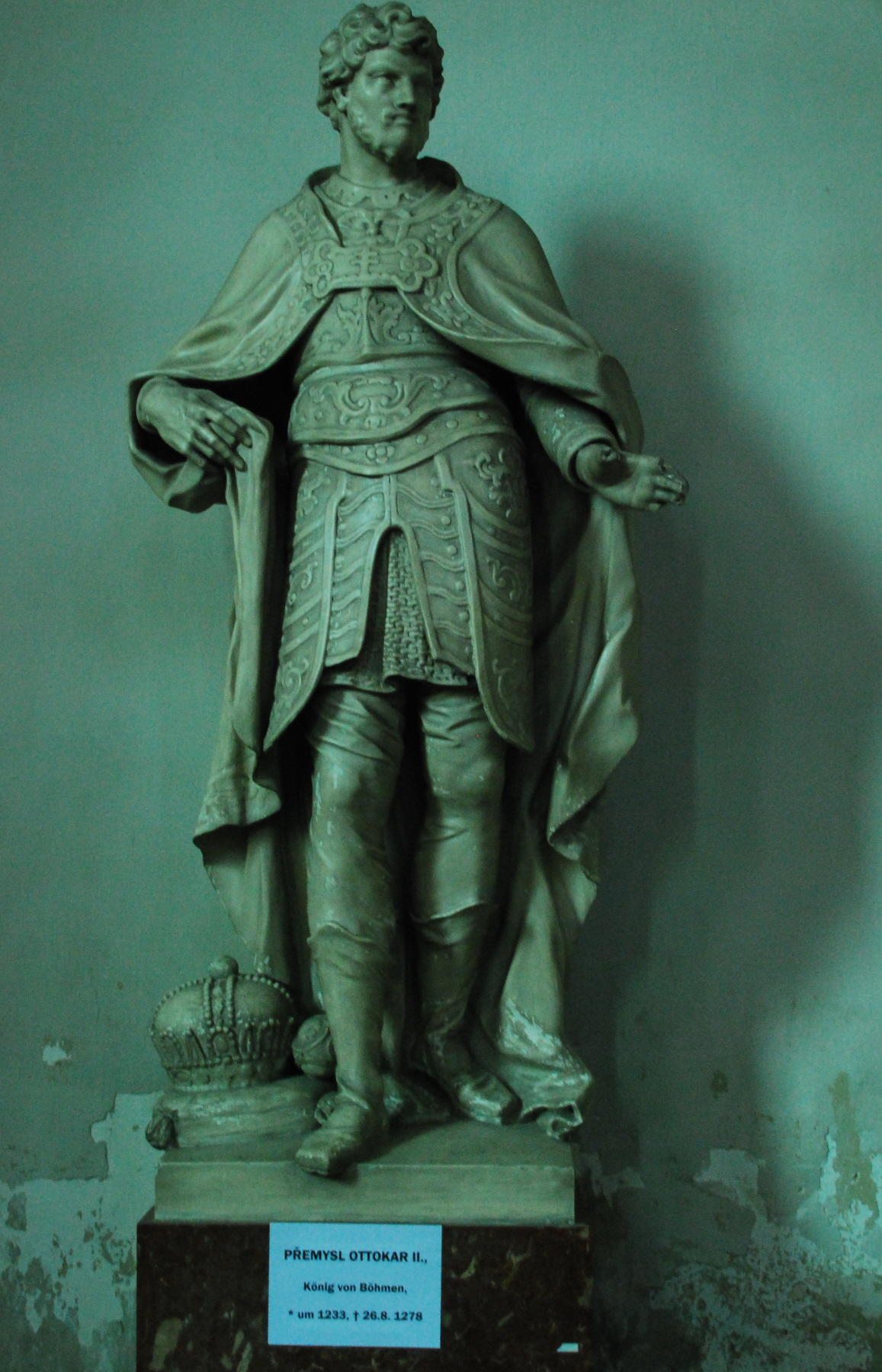
Přemyslova socha ve Vídni

Zatímco se Přemysl dále sbližoval s Jindřichem Bavorským v říjnu 1274 na setkání v Písku, Rudolf do protičeské koalice zatáhl jak salcburského arcibiskupa Fridricha, tak Menharta a Alberta Tyrolsko-Gorického. K Rudolfovi se přiklonil i aquilejský patriarcha Raimondo della Torre. Vlády v Uhrách se mezitím na úkor protičesky naladěných velmožů Jindřicha Kyseckého a Jáchyma Gutkeleda chopil rod Čákovců, což vyhovovalo Přemyslovým zájmům. Následovaly smírné přísahy mezi Přemyslem a uherským králem Ladislavem IV. V listopadu roku 1274 svolal Rudolf do Norimberka říšský sněm, na který se Přemysl nedostavil osobně ani prostřednictvím zástupce. Habsburk na tomto sněmu Přemysla nařkl z neposlušnosti, neboť nesložil povinný hold a nenechal si své země udělit v léno. Následně Přemysla vyzval, aby se začátkem roku 1275 dostavil na další říšský sněm, tentokrát ve Würzburgu, kde se měl hájit.
Český král však výzvu přešel mlčením a sněm učinil další ústupek a Přemyslovi prodloužil lhůtu do dalšího sněmu v Augsburgu. Již v únoru 1275 Rudolf vyzval korutanské i kraňské pány k neposlušnosti a udělil Korutany i Kraňsko v léno Filipovi Sponheimskému, který se po třech letech znovu objevil na politické scéně. Přemysl reagoval dosazením českého šlechtice Miloty z Dědic na místo štýrského hejtmana a vzpouru v alpských zemích krutě potlačil. Jediný arcibiskup Fridrich Salcburský setrval ve svém odboji. Milota z Dědic v březnu 1275 vojensky zasáhl i proti němu a brzy poté žádal Fridrich v Praze o mír. Přemysl se znovu obrátil k papeži – v listu z 9. března 1275 si Řehořovi stěžoval na Rudolfova nespravedlivá opatření, a dokonce mu nabídl uskutečnit do čtyř let křížové tažení do Svaté země. Počátkem května 1275 však Řehoř Přemyslovu nabídku odmítl. Na říšský sněm v Augsburgu, který se konal v květnu 1275, vyslal Otakar jako svého zástupce biskupa Wernharda Sekovského. Ten zde podobně jako na lyonském koncilu usiloval o zneplatnění frankfurtské volby. Rozlícený Rudolf zbavil Přemysla nejen alpských zemí a Chebska, ale za neplnění lenního holdu mu upřel i dědičné právo k Čechám a Moravě. Dne 24. června Rudolf nad Přemyslem vyhlásil říšskou klatbu a prohlásil ho veřejným nepřítelem říše. Přemysl tak byl římskoněmeckým králem zbaven vlády a jeho poddaní byli vyzváni k neposlušnosti. Následně Přemysla exkomunikoval jeho koronátor arcibiskup Werner Mohučský.
Také vývoj v Itálii byl pro českou stranu nepříznivý. V červnu roku 1275 pod nátlakem kurie rezignoval na římský trůn Alfons Kastilský. Na podzim roku 1275 se k Přemyslovi donesla další špatná zpráva – v Uhrách se moci opět chopil Jáchym Gutkeled a zatáhl Uhry do protičeské koalice.

### Rozpad Přemyslova soustátí (1276)

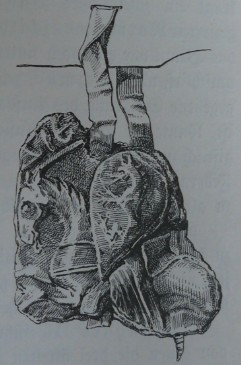
Pečeť Menharta II. Tyrolského

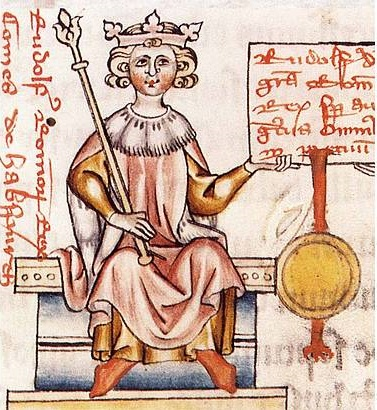
Rudolf Habsburský

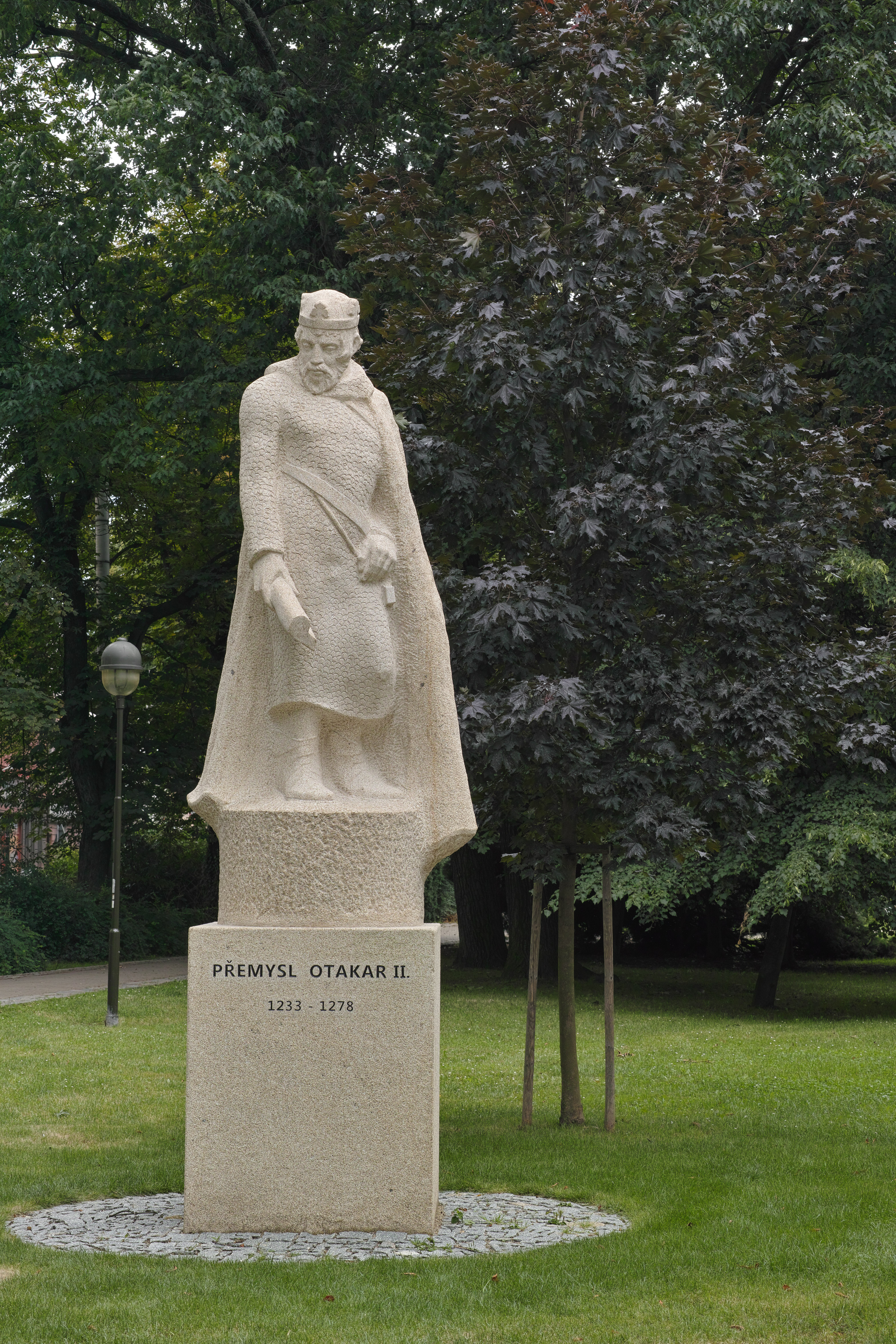
Pomník Přemysla Otakara II. v Českých Budějovicích

Po smrti papeže Řehoře v lednu 1276 začal Rudolf připravovat tažení proti českému králi, aby ho zbavil jeho zemí. Zároveň se pokoušel smířit bavorské bratry Ludvíka a Jindřicha, protože Jindřich byl na rozdíl od Ludvíka Přemyslovým spojencem. V červnu 1276 se v Norimberku začaly scházet říšské síly s úmyslem udeřit na Přemyslovo soustátí ze západu. Ani český král však nezahálel – podporoval Rudolfovy odpůrce v Německu, nově opevňoval Vídeň, rakouské hrady předával spolehlivým Čechům a vymáhal dětské rukojmí od šlechty i měšťanů. Ve Štýrsku ho zastupoval Milota z Dědic, v Kraňsku Oldřich z Habsbachu, v Korutanech Jindřich z Pfannberka, v Dolních Rakousích Jindřich z Kuenringu a v Horních Rakousích Purkart z Janovic. Rudolfa na tažení podpořili především falckrabě Ludvík, Werner Mohučský a Fridrich Norimberský, ale přesto bylo jeho vojsko poměrně malé. Rudolfovým plánem bylo nejprve napadnout Čechy, avšak v září 1276 nasměroval svou armádu na Rakousy. Přispěla k tomu okolnost, že Jindřich Dolnobavorský, až do této chvíle Přemyslův spojenec, se nechal zlákat Rudolfovou nabídkou, že za výpomoc v tažení proti českému králi obdrží Horní Rakousy. Přemysl mezitím ztratil i většinu polských spojenců a jedinou jeho oporou ve Slezsku zůstal vratislavský kníže Jindřich IV. Probus.
V srpnu 1276 zaútočila z jihu na Přemyslovo soustátí tyrolsko-gorická hrabata Menhart a Albert. Albert vpadl s pomocí aquilejského patriarchátu do Kraňska a narazil tu na odpor Přemyslova hejtmana Oldřicha z Habsbachu, který jeho vojsku společně s jednotkami bamberského biskupa způsobil velké škody. Oldřich z Habsbachu však v těchto bojích padl. Současně na Kraňsko zaútočil Albertův bratr Menhart, na jehož stranu se okamžitě přidal jak Oldřich z Heunburgu, tak Jindřich z Pfannberka. Tito dva bývalí přívrženci Přemysla Otakara zorganizovali 19. září setkání některých předních šlechticů alpských zemí v klášteře Rein nedaleko Štýrského Hradce, kde přísahali věrnost Rudolfovi Habsburskému. Po opanování Korutan a Kraňska vpadli tyrolští bratři do Štýrska, kde i přes odpor jednotek Miloty z Dědic dobyli Judenburg. Na Rudolfovu stranu postupně přecházelo mnoho bývalých opor zdejšího Přemyslova panství, včetně Wernharda Sekovského. Mezitím na počátku října 1276 překročila Rudolfova vojska bavorsko-rakouské hranice a vpadla do Horních Rakous. Již v prvních dnech tažení se Rudolf zmocnil Lince. Postupně mu brány otevírala Enže, Ybbs i Tulln a na jeho stranu přeběhli Ota z Haslova, Ota z Perchtolsdorfu, Oldřich z Capellen a jiní, čímž se proti Přemyslově vládě v alpských zemích obrátilo celé zemské panstvo. Postup na Vídeň říšským jednotkám znesnadnila jízdní četa biskupa Bruna, která obsadila Klosterneuburk. Poté, co se 16. října tento hrad podařilo dobýt falckraběti Ludvíkovi, cesta na Vídeň byla otevřená. O dva dny později stál již Rudolf před Vídní, kde se spojil s Menhartem Tyrolským. Vídeň však českému králi zůstala věrná a Rudolf musel přistoupit k obléhání. Ve stejnou dobu k pobřeží Dunaje dorazil s vojskem samotný Přemysl Otakar, posílený bojovníky Oty V. Braniborského. Zde se český král spojil také s armádou Miloty z Dědic, jenž byl donucen ustoupit ze Štýrska. Přejít řeku a vyprostit Vídeň z obležení se však český král neodhodlal.
Důvodů, proč rakouští, štýrští, kraňští a korutanští šlechtici po Menhartově a Albertově útoku Přemysla zradili, je patrně více. Vztah se mezi mimočeskou šlechtou a Přemyslem totiž už od 60. let významně zhoršoval, mimo jiné kvůli Otakarovým krutým zákrokům, jako bylo zajetí štýrských předáků roku 1268 nebo brutální zabití vlivného štýrského ministeriála Sigfrieda z Mahrenberku na přelomu let 1272 a 1273. Český král si zároveň nedokázal udržet sympatie svých někdejších přívrženců. Od počátku 70. let, kdy znovu vypukly boje s Uhry, rakouské a štýrské pohraničí opět trpělo, jakkoli se rakouské země uchýlily pod ochranu českého krále. S novými uherskými válkami rovněž rostl tlak na vévodské zdroje a výnosy. Otakarova vláda v mimočeských zemích s prvky autoritářství a přehlížení místních zvyklostí tak na počátku 70. let vyplouvala na mělčinu. Z těchto důvodů šlechta alpských zemí Přemysla v roce 1276 zradila.
Před Dunajem zastavila Přemysla nepříjemná zpráva, v Čechách totiž vypukl odboj šlechty. Nemělo význam bojovat proti Rudolfovým vojskům s odbojem v zádech. Navíc Habsburkovi na pomoc spěchali Uhři. Přemysl přistoupil na mírová jednání. Jako vyjednavače Přemysl vyslal Otu V. Braniborského a biskupa Bruna Olomouckého, Rudolf nominoval falckraběte Ludvíka a biskupa Bertholda Würzburského. Dne 21. listopadu byla mezi oběma králi uzavřena výchozí arbitrážní smlouva. Jejím hlavním bodem bylo, že Přemysl se vzdává Rakous, Štýrska, Kraňska, Korutan, Chebska, Vindické marky a Furlanska. Rudolf měl Přemyslovi na oplátku udělit v léno Čechy i Moravu. Přemysl Rudolfa zároveň uznal za římského krále a Rudolf z Přemysla sňal říšskou klatbu. Jako stvrzení míru bylo dohodnuto zasnoubení Rudolfova syna Hartmana s Přemyslovou dcerou Kunhutou a budoucího krále Václava II. s některou Habsburkovou dcerou. Dne 25. listopadu 1276 udělil Rudolf Přemyslovi v léno Čechy i Moravu. Smlouva znamenala úplnou ztrátu všech dosavadních zisků českého státu, avšak s důležitou výjimkou. Českému králi bylo formou svatební zástavy zajištěno kromě Kremže a Steinu celé rakouské území od Cáhnova po Marchegg.

### Odboj české šlechty a dodatkové smlouvy (1276–1278)

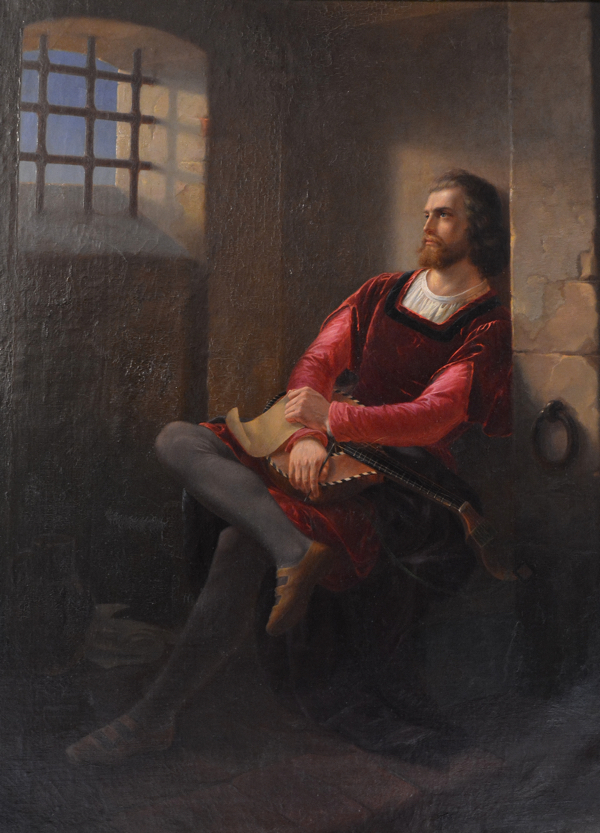
Záviš z Falkenštejna (fiktivní portrét z 19. století)

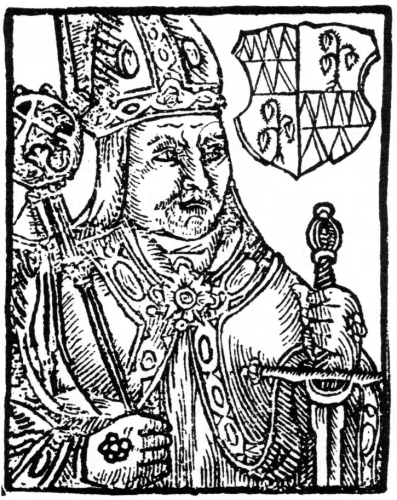
Bartoloměj Paprocký, biskup Bruno ze Schauenburku

Hlavními hybateli odboje šlechty z roku 1276 a 1277 proti Přemyslovi se stali Vítkovci a Boreš z Rýzmburka, ve své době nejmocnější šlechtici ve státě. Důvody, které je vedly ke vzpouře proti králi, nejsou jasné. Zatímco podle výkladu Blaženy Rynešové byli vzbouřenci motivováni důvody politicko-stavovskými, Josef Šusta se přiklonil k názoru, že se snažili odtrhnout své majetky od českého království a stát se svobodnými říšskými pány. Tento názor však odmítl Josef Žemlička, který předpokládá, že spory mezi králem a Vítkovci pramenily z Přemyslových fundačních akcí, kladoucích meze teritoriálním ambicím Vítkovců. Jmenovitě to bylo založení kláštera Zlaté Koruny v roce 1263 a o dva roky později založení Českých Budějovic. Pohnutky Borešova odboje jsou podle Žemličky podobné jako v případě Vítkovců, totiž zesílená králova fundační aktivita v oblasti Borešova panství, díky které vzniklo například Ústí nad Labem, Most nebo Kadaň a celkově zde zesílila role královských měst (Litoměřice, Žatec). Josef Žemlička podobně jako Josef Šusta však nevylučuje možnost, že Borešův odboj proti králi byla pomsta za příkoří, kterých se Přemysl na Borešovi dopustil brzy po nástupu na český trůn roku 1254. Vůdcem vítkovské rebelie se stal charismatický krumlovský pán Záviš z Falkenštejna, strhávající s sebou celé příbuzenstvo. Jak celý odboj probíhal, není známé. Podle Josefa Žemlička mohly na jeho začátku probíhat útoky na zranitelnou Zlatou Korunu a následně se bouře šířila dále. Není jisté ani to, zda Vítkovci své akce sladili s Borešem. Další účastníci odboje nejsou s jistotou identifikovatelní, ale zdá se, že mezi nimi byli Hroznata z Úžic, Ojíř z Lomnice, Jindřich z Lichtenburka, Albrecht ze Žeberka či Fridrich ze Šumburka.
Poté, co v listopadu roku 1276 uzavřel Přemysl mír s Rudolfem Habsburským a ztratil všechny své alpské země, mohl se věnovat otázce Vítkovců. Již na jaře 1277 proti nim podnikl odvetné tažení do jižních Čech. Oporou mu zde byly písecké, zvíkovské a budějovické posádky. Jeho vojsko se rázem zmocnilo hlavních sídel vítkovské moci, jako byl Jindřichův Hradec nebo Český Krumlov. Sám Záviš z Falkenštejna uprchl za hranice. S žádostí o pomoc se Vítkovci obrátili na Rudolfa Habsburského. Roku 1277 se ukázala vratkost vídeňských ujednání, což dokazuje například Přemyslovo opožděné hájení Chebska i levobřeží Rakous nebo vojenské střety na Moravě, kde Drnholec nebo Martinice přešly do rukou Rudolfových spojenců. V únoru 1277 Přemysl do své titulatury dokonce nakrátko pojal země, kterých se musel po vídeňských jednáních vzdát.
O postavení Vítkovců a otázce vlastnictví některých oblastí se začalo jednat na jaře roku 1277. Hlavními vyjednavači byl biskup Bruno Olomoucký za českého krále a purkrabí Fridrich Norimberský za římskoněmeckého krále. K uzavření takzvané první dodatkové smlouvy došlo ve Vídni 6. května 1277. Přinesla zejména ustanovení, že Přemysl musí odevzdat všechny hrady a města, které drží v Rakousích, a zároveň má všechny zabavené majetky v jižních Čechách vrátit Vítkovcům. Nepokoje mezitím propukaly i ve Slezsku. Vratislavský kníže Jindřich IV. Probus, Přemyslův významný spojenec, byl totiž zajat Rudolfovým přívržencem a svým strýcem Boleslavem Rogatkou Lehnickým. Poté, co byl mladý kníže propuštěn, zvítězil Rogatka 24. dubna 1277 nad jeho vojsky v bitvě u Procen.
I po první dodatkové smlouvě pokračovali Vítkovci v odboji proti českému králi. Přemysl hledal zastání u norimberského purkrabí Fridricha, jemuž si v listinách stěžoval na Záviše i Rožmberky, že neustávají v loupení a žhářství na králových statcích. Zmiňoval také Ojíře z Lomnice, který napadl České Budějovice. V reakci na to zavítal v září 1277 do Prahy Rudolfův nejstarší syn Albrecht Habsburský. Výsledkem jeho vyjednávání byla takzvaná druhá dodatková smlouva z 12. září 1277. Český král se podle ní měl na rozkaz římského krále dostavit s vojenskou pomocí a osobně se s doprovodem účastnit Rudolfovy římské jízdy, nebo alespoň vyslat vojenskou pomoc. Velmi významným bodem této smlouvy bylo uznání Přemyslovy svrchovanosti nad odbojníky. Přemysl jim sice musel odpustit, pokud by ale pokračovali v odboji, mohl proti nim vojensky zakročit. Smlouva dále pověřovala římského krále, aby české království hájil proti všem škůdcům a nepřátelům.
I přes velké naděje vkládané do druhé dodatkové smlouvy se vztahy mezi českým a římským králem nezlepšily a zároveň neustávaly ani rozmíšky s Vítkovci, kteří se opět dovolávali Rudolfa. V září roku 1277 vstoupila princezna Kunhuta do anežského kláštera v Praze, a zrušila tak své zasnoubení s Hartmanem Habsburským. Mezitím probíhalo sbližování římskoněmeckého a uherského krále. Rudolf nepřestal vybízet k odporu v Čechách a Vítkovců se stále zastával. Přemysl nyní zaujal nesmlouvavý postoj, rozhodl se, že odboj již nadále nebude snášet, a přistoupil k represivním opatřením. Nejprve zasáhl proti Borešovi, který byl přemožen, zajat, odsouzen a popraven. Také Záviš s Ojířem z Lomnice museli opět prchnout z Čech, bratrům Jindřichovi I. z Rožmberka a Vítkovi II. z Příběnic však Přemysl odpustil. Počátkem roku 1278 byl odboj definitivně zdolán.

### Bitva na Moravském poli (1278)

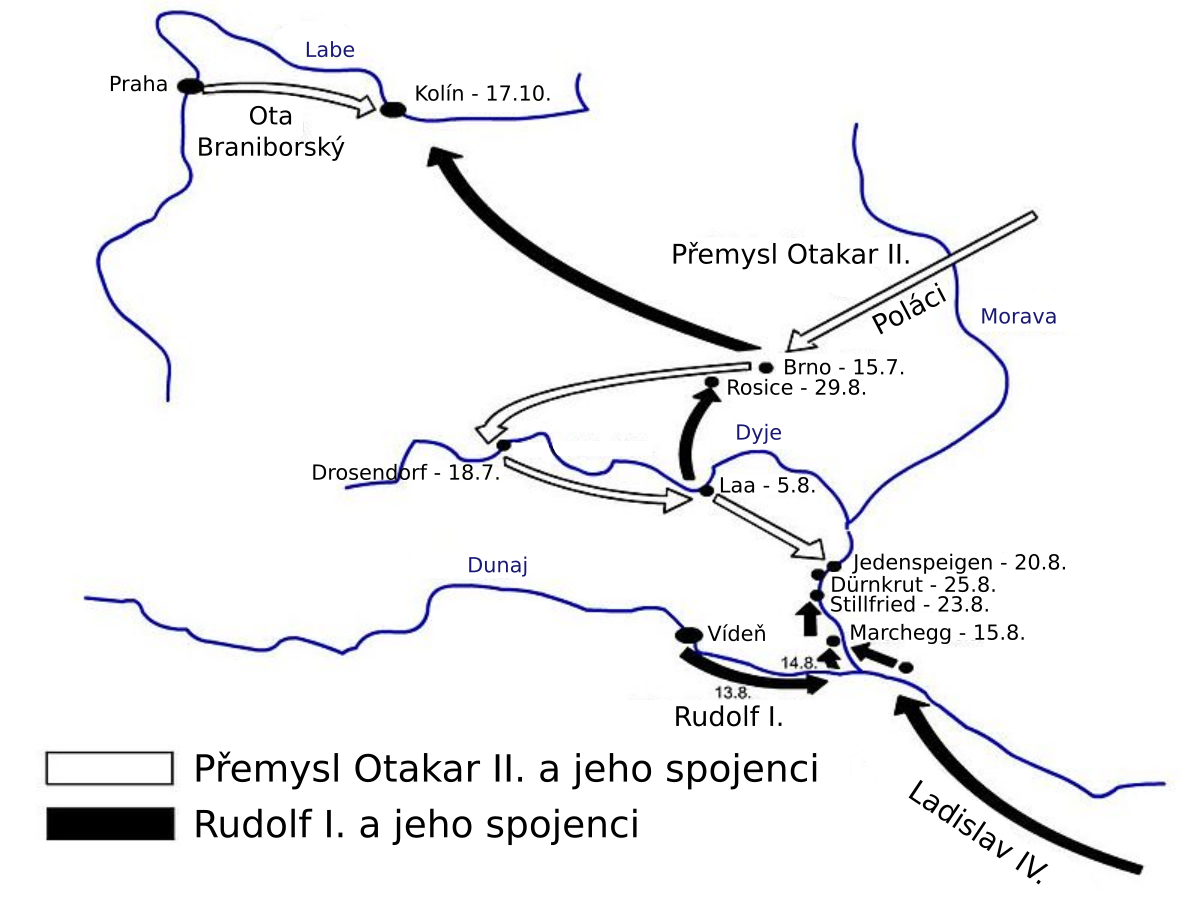
Mapa válečných operací roku 1278

Na počátku roku 1278 již bylo patrné, že dojde k dalšímu rozhodujícímu střetu českého a římskoněmeckého krále. Přemysl do svého tábora znovu nalákal Jindřicha Dolnobavorského, který byl zklamán liknavým plněním Rudolfových slibů. Po boku českého krále také opět stála braniborská markrabata Ota V. Dlouhý, Ota IV. se Šípem, Jan II. a Albrecht III., vratislavský kníže Jindřich IV. Probus a míšeňský markrabě Jindřich III. i se synem lantkrabětem Albrechtem II. Naopak Rudolfova popularita klesala, odvracel se od něj německý episkopát a v otázce sporu s Přemyslem za ním fakticky stáli pouze hrabě Menhart Tyrolský, arcibiskup Fridrich Salcburský a purkrabí Fridrich Norimberský. V červenci 1277 se české diplomacii podařilo do svého tábora získat i Boleslava V. Stydlivého, vládce Krakovského knížectví, s nímž Přemysl v Opavě uzavřel úmluvu výslovně namířenou proti Rudolfovi.

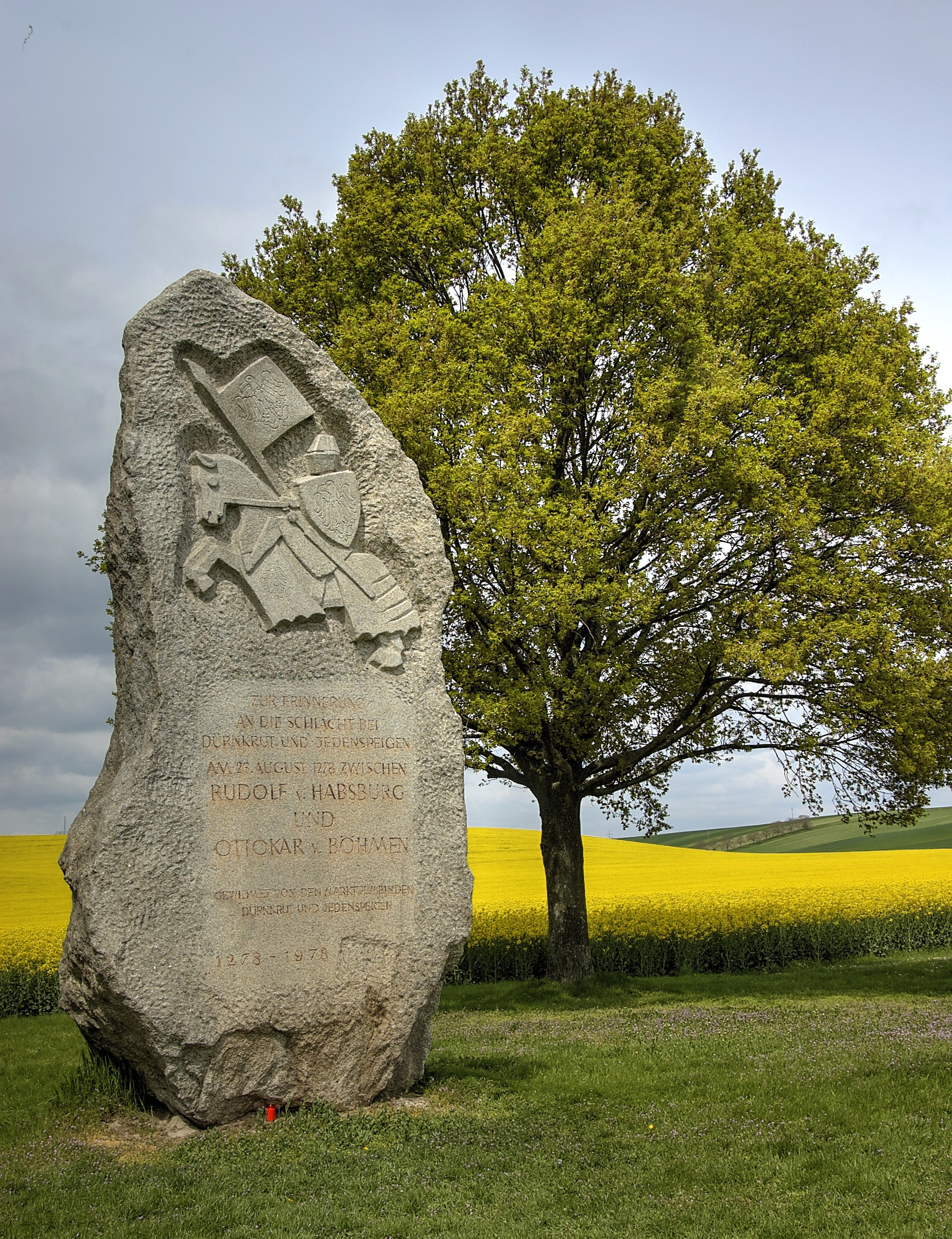
Pomník bitvy na Moravském poli

Koncem června 1278 Přemysl nastoupil na vojenské tažení proti Rudolfovi. Jejich spor tentokrát nabyl rysy silné osobní rivality, a i proto byla účast spojenců na obou stranách poměrně malá. Místem srazu českých vojsk se stalo Brno, kam se postupně stahovaly panské čety. Je možné, že na pomoc Přemyslovi přispěchala i některá polská knížata a braniborská markrabata. Mezitím se Rudolfova vláda v Rakousích dostávala do prvních rozporů s místní elitou. Brzy zde propukla vzpoura, takzvaná protihabsburská fronda, jejímž vůdcem se stal předák rakouské zemské šlechty Jindřich z Kuenringu. Frondu podpořil mimo jiné i Jindřich Dolnobavorský. Koncem července 1278 zaútočil Přemysl na Rakousy. Nedokázal však využít svého náskoku a místo toho, aby zabránil spojení Rudolfova vojska s Uhry, se zaměřil na dobývání měst a hradů podél rakousko-moravského pohraničí. Rudolf, tou dobou ještě ve Vídni, čekal na posily z jižního Německa. Celé dva týdny trvalo Přemyslovo počáteční obléhání Drozdovic a podobný odpor kladla i Láva. Dne 22. nebo 23. srpna se spojila uherská vojska s Rudolfovými, na pomoc Rudolfovi dorazil i Albert Tyrolsko-Gorický a hotovosti z dalších alpských zemí. Rudolf rozbil tábor před vsí Jedenspeigen. Český král na místo dorazil 20. srpna a s vojskem se utábořil asi 5 kilometrů od Rudolfa. Obě vojska se nacházela na takzvaném Moravském poli (Marchfeld) a dělila je od sebe pouze vesnice Suché Kruty.

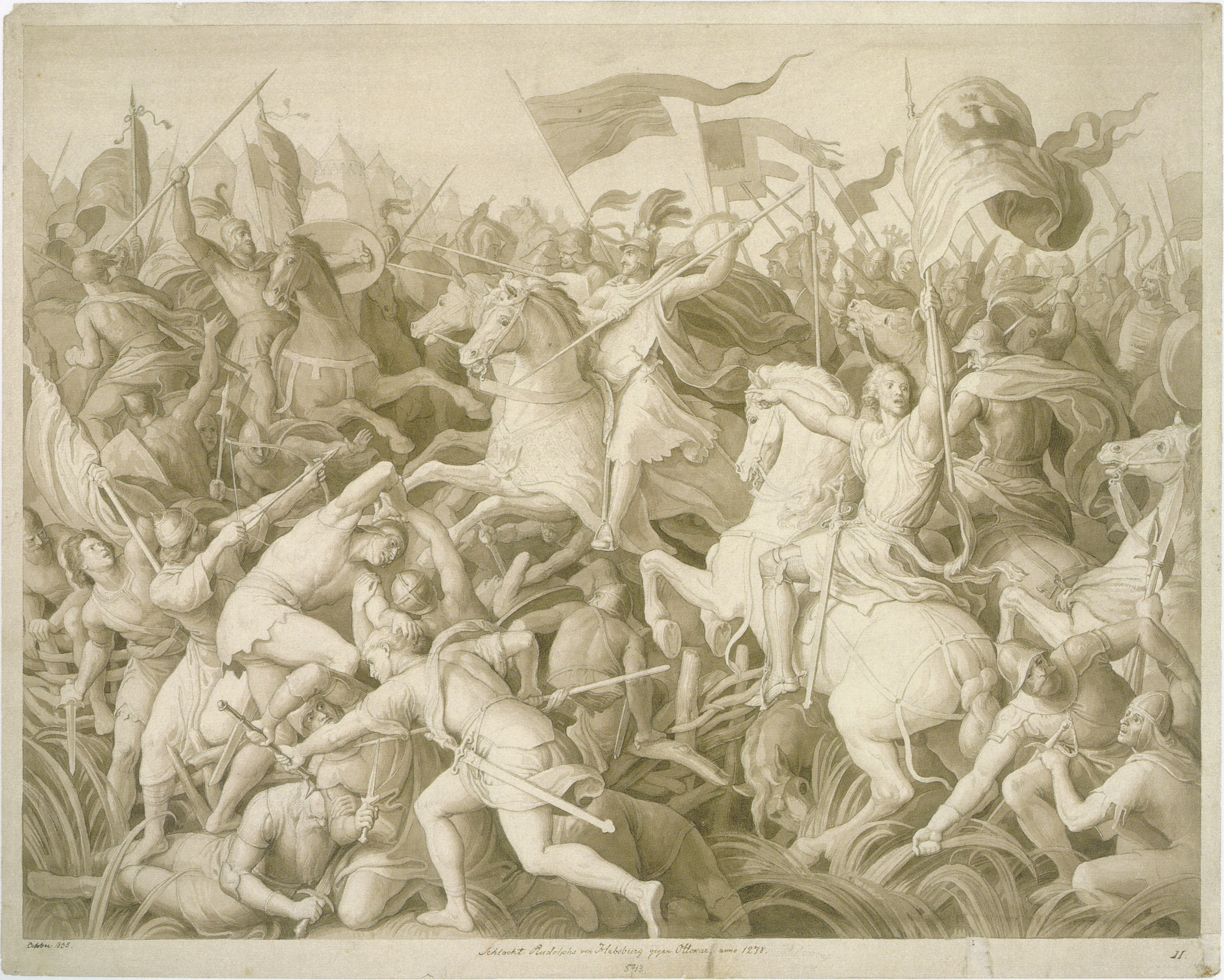
Julius Schnorr von Carolsfeld, bitva na Moravském poli

Do první řady svého vojska Otakar postavil dobře vyzbrojené těžkooděnce z Čech a Moravy. Druhou řadu tvořily oddíly z Durynska, Míšně, Braniborska a Bavorska, které byly patrně vyzbrojeny ještě lépe. Třetí řada byla sestavena z chabě vyzbrojené polské a slezské lehké jízdy. Zatímco těžkooděncům v první řadě velel bývalý štýrský hejtman Milota z Dědic, do čela druhé řady se postavil sám český král, jenž spoléhal na to, že první dvě nejsilnější řady rychle rozhodnou bitvu a třetí řada jen dokončí práci. Každá řada Otakarova vojska sestávala přibližně z 2 000 vojáků; celkem stálo na české straně asi 1 000 těžkooděnců a kolem 5 000 lehkooděnců. Na Rudolfově straně tvořilo první řadu asi 2 000 uherských velmi silných lehkooděnců, které podporovalo nanejvýš 5 000 Kumánů vyzbrojených luky a šípy. Do druhé řady svého vojska postavil Rudolf více než 1150 Rakušanů a do třetí řady stejné množství mužů ze Štýrska, Korutan, Kraňska, Švábska, Alsaska, Švýcarska a bojovníků norimberského purkrabí Fridricha a salcburského arcibiskupa. Této třetí řadě velel sám král Rudolf, čímž si na rozdíl od Přemysla ponechal možnost taktických změn až do konce bitvy. Rudolf ze svého vojska vyčlenil oddíl 50 až 60 jezdců a snad 300 zbrojnošů pod vedením Oldřicha z Capellen a Konráda ze Sommerau a dal mu za úkol zasáhnout v krizové situaci nečekaným vpádem do boku Otakarova vojska. Sestavení takového oddílu však neodpovídalo rytířskému způsobu boje.

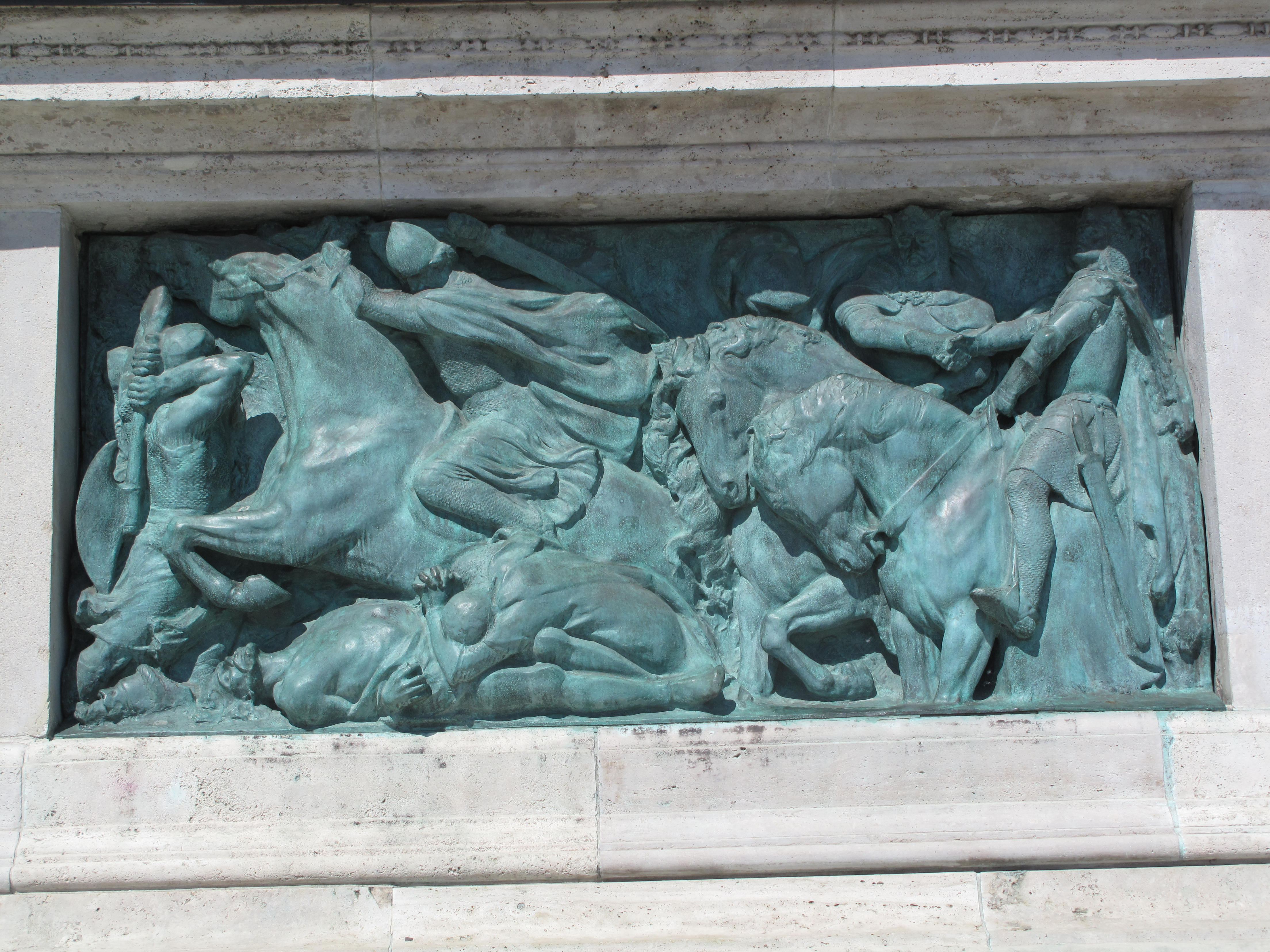
Reliéf ztvárňující bitvu na Moravském poli v Budapešti

Již brzy ráno 26. srpna začali luky a šípy vyzbrojení Kumáni obtěžovat nepřítele. Těžkooděnci Miloty z Dědic byli proti rychle se pohybujícím rojům Kumánů bezmocní a jejich uskupení se brzy rozložilo. Toho využili sprškou šípů chránění Uhři, kteří postupovali kupředu. Když se přiblížili k Přemyslovým těžkooděncům, udeřili na ně čeští jezdci. Kumánské šípy však jezdce, a především jejich koně, uvedly do takového zmatku, že se Uhrům posléze podařilo prolomit české řady a donutit je k útěku. Do boje nyní na obou stranách zasáhla druhá řada. Protože Otakarovy oddíly měly převahu nad Rudolfovými, podařilo se jim zatlačit nepřítele až k potoku Waidenbachu, asi kilometr od Suchých Krut. Ustupujícím oddílům však mezitím přispěchal na pomoc Rudolf se třetím šikem, jemuž se podařilo Přemyslovy vojáky zatlačit daleko na sever. Výsledek bitvy mohl ještě zvrátit Přemyslův dosud svěží třetí šik. Vyčkávající Oldřich z Capellen a Konrád se Sommerau však rozpoznali vhodnou příležitost a se svým malým oddílem nečekaně vpadli Přemyslovu šiku do boku. Celé Přemyslovo vojsko zachvátil chaos a obrátilo se na útěk. Zmatku brzy podlehl i třetí šik, přestože vůbec nezasáhl do boje. Jen několik málo Přemyslových oddílů setrvalo v boji a mezi nimi i český král. A právě v této závěrečné fázi bitvy Přemysl Otakar II. padl. Jeho osiřelé vojsko posléze Kumáni hnali až k Lávě; mnoho českých vojáků při tom utonulo v řece Moravě. Rudolf Habsburský ze svého vojska následně propustil Uhry a vytáhl do Čech.
Řada kronikářů svalila vinu za porážku v bitvě na bývalého štýrského zemského hejtmana Milotu z Dědic, který podle nich českého krále zradil odvelením svých oddílů z bojiště. O Milotově zradě se poprvé zmínil Otakar Štýrský, od kterého tuto pověst převzalo mnoho jiných kronikářů i obrozeneckých historiků. Pozdější výzkumy však nenalezly o této zradě žádné důkazy; naopak řada indicií svědčí spíše proti této možnosti. Někteří kronikáři ze zrady v bitvě obviňovali Záviše z Falkenštejna. I tato možnost je však vyloučena, protože Záviš se bitvy vůbec nezúčastnil.

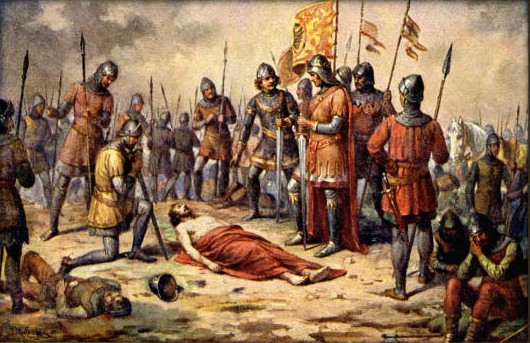
Josef Mathauser, padlý Přemysl Otakar II.

Nejasnosti panují rovněž v otázce Přemyslovy smrti. Podle kroniky fürstendelfského mnicha usmrtil krále rytíř, kterému Přemysl údajně zabil bratra. Podle Vídeňského pokračování byl král stržen z koně, vláčen a zabit kopím a mečem. Otakar Štýrský za vrahy označuje dva vojáky, z nichž se jeden mstil za smrt svého strýce Siegfrieda z Mahrenberka, druhý pak za smrt svého přítele. Motiv pro královo zabití hledá v osobní mstě za smrt otce i Erfurtská kronika a po ní to opakují další prameny. Salcburský letopisec uvedl, že Přemysl byl zajat a kolektivně ubit. Některé prameny naopak tvrdí, že Přemysla osobně zabil uherský král Ladislav. Nejvíce je však rozšířena verze Kolmarské kroniky. Podle ní byl král zajat „neurozencem“, oloupen a potupně odváděn; v tu chvíli k němu přistoupil rytíř, který českého krále poznal a zabil ho úderem do hlavy, přičemž úder do hlavy jako příčinu smrti určilo i antropologické vyšetření králových ostatků. O rekonstrukci posledních okamžiků českého krále se na základě svědectví kronik pokusil Libor Jan: Když Přemysl poznal, že bitva je ztracena, rozhodl se v ní zemřít a se skupinou posledních odolávajících mužů se vrhl proti nepříteli. V boji však byl stažen z koně, kyjem mu byla sražena helma a následně byl oloupen o zbroj. Když byl s provazem na krku odváděn z bojiště, spatřila ho skupina jezdců. Jeden z nich krále poznal, a protože k němu choval zášť, probodl ho kopím. Přítomnými byl následně král udeřen do hlavy. Posléze byla Přemyslova mrtvola svlečena donaha a pohozena na poli. Zde ji našla skupina rakouských šlechticů, mezi nimiž byl Bertold z Emmbergu, který královo tělo nechal očistit a zahalené odvézt do Marcheggu. Tato iniciativa však podle Libora Jana neprospěla Bertoldově pověsti, neboť mnoho kronikářů na něj později svalilo vinu za královu smrt.

## Královy ostatky a hroby

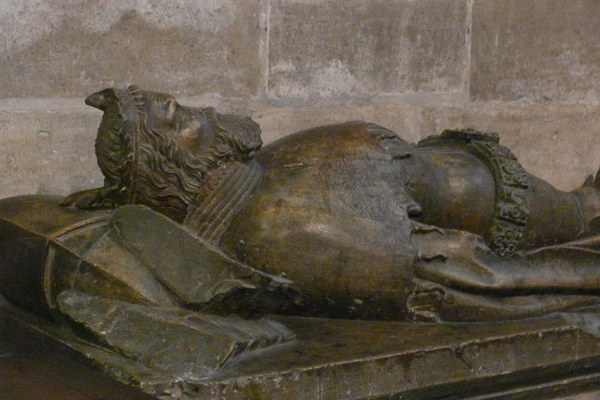
Náhrobek Přemysla Otakara II. z parléřovské huti

Ostatky českého krále byly Rudolfem Habsburským nejprve veřejně vystaveny u skotských benediktinů ve Vídni, později ve vídeňském klášteře minoritů. Rudolf chtěl totiž všechny nechat, aby se mohli přesvědčit, že český král v bitvě na Moravském poli skutečně padl. Králova mrtvola byla proto balzamována. Podle svědectví vídeňského purkmistra Paltrama Vatze Přemyslovo tělo rozřezali jako dobytče a následně vykuchali jako rybu. Vnitřnosti byly pravděpodobně pohřbeny u oltáře svatého Jiří. Na jaře 1279 byly Otakarovy ostatky na žádost královny Kunhuty po uplynutí papežské klatby uloženy v minoritském klášteře ve Znojmě. Přesné místo a vzhled králova hrobu není znám. Zároveň je však možné, že Přemyslovo tělo ve znojemském klášteře ani nebylo uloženo do země. V roce 1296 Václav II. dal Přemyslovy ostatky převézt ze Znojma do Prahy, kde mu byl uspořádán velkolepý pohřeb ve Svatovítské bazilice. Následně byly Přemyslovy ostatky uloženy v Anežském klášteře. Zde však měly odpočívat jen dočasně. Václav II. se totiž chystal vybudovat novou nekropoli svého rodu v cisterciáckém klášteře na Zbraslavi, který sám založil. Zemřel ovšem ještě předtím, než tento úmysl dokončil.

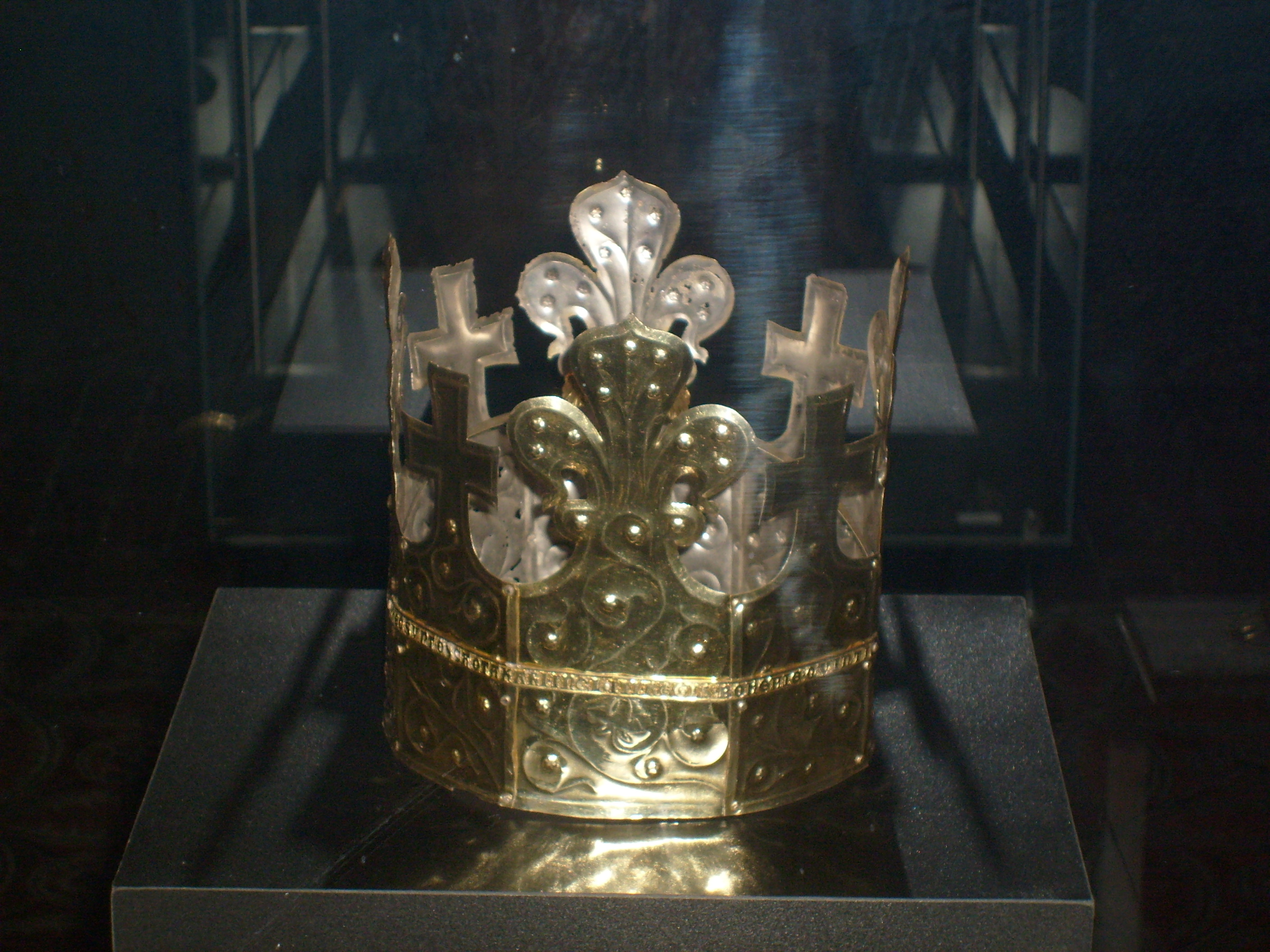
Koruna nalezená v Přemyslově hrobě v chrámu svatého Víta

Naposledy byly Přemyslovy ostatky přemístěny na příkaz Karla IV., ctitele odkazu svých přemyslovských předků a zejména Přemysla Otakara II. Uloženy byly roku 1373 v chrámu sv. Víta na Pražském hradě pod opukovou náhrobní deskou se sochou rytíře ve zbroji těžkooděnce, královském rouchu a s korunou na hlavě od Petra Parléře. Přemyslův hrob byl znovu otevřen až roku 1976, a to v rámci archeologického a lékařsko-antropologického výzkumu kosterních pozůstatků historických osobností antropologem Emanuelem Vlčkem. Byla zde nalezena olověná rakvička s několika málo Přemyslovými kostmi ve špatném stavu, zničenými vzlínáním vody z Vltavy.
Dále byly v hrobce nalezeny pohřební klenoty z pozlaceného stříbra, a to koruna s nápisovou páskou po obvodu, královské jablko a původní, nikoli pohřební, královské žezlo, které bylo přelomeno, aby se vešlo do této malé truhličky s ostatky. Klenoty jsou dnes vystaveny v expozici Příběh Pražského hradu, kosti byly vráceny do hrobky. Koruna je 17 cm vysoká a její průměr je také 17 cm, je zhotovena z osmi snýtovaných dílů (lamel), zakončených střídavě křížem nebo lilií, díly jsou vystřiženy ze stříbrného plechu zdobeného ražbou (rostlinnými úponky a drobnými kvítky), k čelence jsou připojeny dvě zkřížené kamary, jejichž křížení je ozdobeno šestilistým květem s granulovaným středem. Na pohřební koruně je po obvodu vytepaný latinský nápis „HIC SUNT OSSA OTAKARI INGLITI REGIS BOHEMIAE QUINTI“, česky: „Zde jsou kosti Otakara vznešeného, pátého krále českého“. Taková identifikace nebyla obvyklá, objednávku svému zlatníkovi zřejmě zadal Václav II. Žezlo, jehož rukojeť se nedochovala, má šestihranný dřík s prstencem, na vrcholu je zakončeno šesti listy květu lilie, které jsou střídavě rozevřeny nebo se dotýkají špičkami žerdě. Na vrcholu je granulovaná šištice. Jablko je spasováno ze dvou hladkých polokoulí s rovnoramenným křížkem na vrcholu. Žezlo i jablko jsou zhotoveny z kvalitnějšího stříbra než koruna. Pravost ostatků je doložena ještě rytým textem autentiky na olověné destičce, která byla vložena do truhlice s pozůstatky krále při jejich přenosu do nového hrobu v katedrále:
HIC IACET PRZEMISL ALIAS OTAKARUS REX BOHEMIE ET AUSTRIE STIRIE CARINTHIE DUX MARCHIO MORAVIE ET DOMINUS PORTUS NAONIS FILIUS WENCESLAI REGIUS

Zde leží Přemysl, jinak Otakar, král český a rakouský, štýrský, korutanský vévoda, markrabě moravský a pán Pordenone, syn krále Václava

Dochovaly se také dvě desítky fragmentů dvou polohedvábných tkanin, do kterých byly Přemyslovy ostatky zavinuty. Podle rekonstrukce restaurátorek šlo o luxusní a bohatě zdobené látky. První tkanina měla ze zlatých nití vytkávaný nekonečný vzor z kruhových medailonů, jejichž rám byl zdvojen a vyplněn lístky. Uvnitř každého medailonu stojí symetricky proti sobě dva ptáci otočení ke stromu života. Vzor další tkaniny byl tvořen stromy, ke kterým byli z obou stran otočeni stojící lvi.

## Přemyslův dvůr

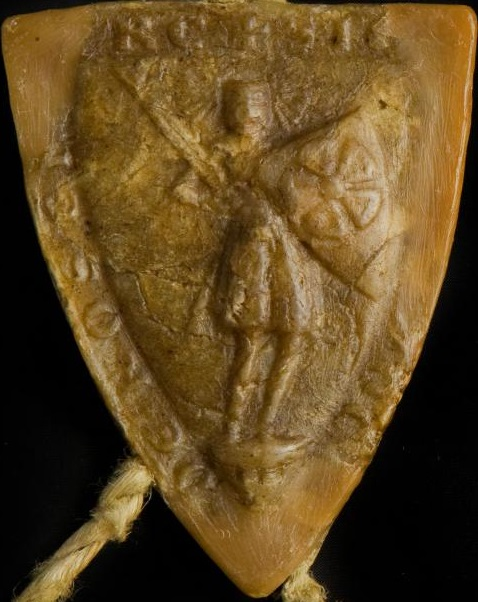
Pečeť Voka I. z Rožmberka

Prvořadou roli v Přemyslově okolí trvale sehrával olomoucký biskup Bruno ze Schauenburku, tvůrce Přemyslovy zahraniční politiky, jeho nenahraditelný nejbližší rádce a pomocník, zástupce i úředník. Jedním z králových nejvěrnějších byl také Jarek z Waldenberka, jenž za Přemyslovy vlády zastával rozličné významné funkce. Dalším královými důvěrníky byli zvíkovský purkrabí Hirzo a královský mincmistr Eberhard.
Mimořádné postavení na Přemyslově dvoře zaujímala královská kancelář. Její členové vyřizovali styk s cestujícím vládcem a rozvíjeli jeho diplomatické zájmy. V čele královské kanceláře stál od 40. let v hodnosti vicekancléře mistr Diviš. Po Divišově smrti se kancléřem stal mladý Piastovec Vladislav Slezský; v jeho případě se však jednalo spíše o titulární funkci. Později Vladislava v tomto úřadě nahradil mistr Petr, který se však od roku 1274 již zabýval pouze diplomatickými záležitostmi a kancléřem se stal notář Jindřich z Garsu. Zvláštní důvěře panovníka se těšil člen kanceláře notář Přísnobor.
Jádro králova dvora tvořila česká a moravská šlechta. Nejvýznamnější funkce zastával Bavor I. ze Strakonic, který spravoval úřad nejvyššího komorníka, a Vok I. z Rožmberka, jenž byl nejvyšším maršálkem. V úřadu pražského purkrabí působil od roku 1253 Jaroš ze Slivna, jehož v roce 1263 vystřídal Oldřich Zajíc z Valdeka. Stolníkem byl od roku 1250 Ondřej z Všehrom, který se roku 1260 po Bavorovi stal nejvyšším komorníkem a stolnictví po něm zdědil jeho bratr Diviš z Všehrom. Dalšími předními úředníky na Přemyslově dvoře byli nejvyšší sudí Čéč z Budějovic a soudce Pomněn. Čéče v jeho funkci v roce 1264 nahradil Držislav. Po smrti Voka z Rožmberka byl roku 1263 do hodnosti maršálka jmenován Jindřich z Lichtenburka. V roce 1268 v této funkci již působil Purkart z Janovic. Mezi podkomořími vynikali Markvart z Dunajovic, Oldřich z Hradce a Heřman z Rychnova. Jako nejvyšší číšník dlouho působil Havel II. z Lemberka. Od roku 1267 byl nejvyšším komorníkem Domaslav ze Škvorce. V 70. letech prošel Přemyslův dvůr další řadou proměn. Pražským purkrabím v tu dobu byl Zbyslav. V roce 1277 došlo ke kompletnímu přeskupení dvora. Maršálkem se stal Bavor II. ze Strakonic a Děpolt z Rýzmburka zase nejvyšším sudím. Jako pražský purkrabí je v tu dobu uváděn Mstidruh z Chlumu.

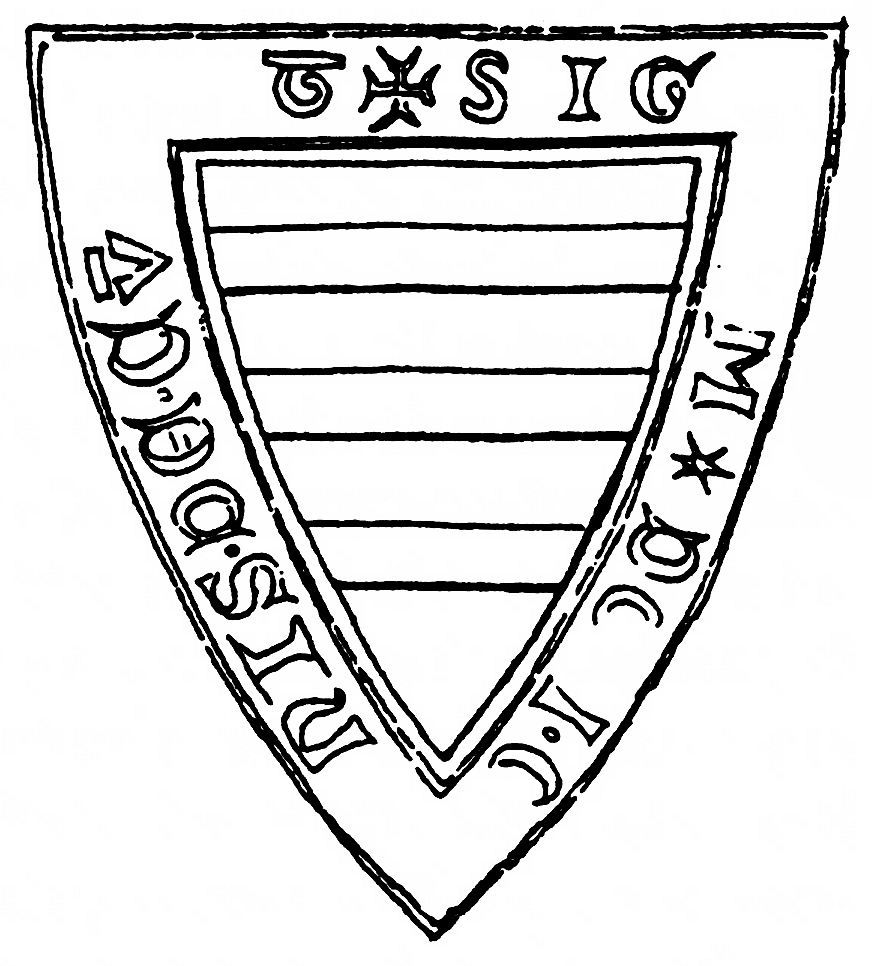
Pečeť Kuny ze Zbraslavi a Kunštátu

Jako znojemský purkrabí působil nejprve Boček z Jaroslavic a ze Zbraslavi, kterého později nahradil Oldřich z Drnholce. Purkrabím na Děvičkách byl na počátku Přemyslovy vlády Crha z Ceblovic a olomouckým kastelánem Vítek z Hradce. Bočkův bratr Smil ze Zbraslavi a Střílek byl v 50. letech přerovským kastelánem a až do roku 1273 purkrabím na Brumově. Veverským purkrabím, moravským maršálkem a po Vítkovi z Hradce olomouckým komorníkem byl další Bočkův bratr Kuna ze Zbraslavi a Kunštátu. Moravským maršálkem se po něm stal Bohuš z Drahotuš. Úřad moravského podkomořího zastával Beneš z Civlína. Stolníkem byl Zdeslav ze Šternberka a jistý Ratibor, později také Vznata z Tasova. Parduse z Horky král jmenoval moravským komorníkem. Podobně jako v Čechách i své moravské hodnostáře Přemysl zásadně obměnil roku 1277. Znojemským purkrabím se stal Radslav z Heraltic a novým moravským komorníkem byl jmenován Hartleb z Deblína.
Přemyslův dvůr měl značně rozpracovaný systém vladařské ideologie, který se opíral například o kult Alexandra Velikého, k němuž byl Přemysl často připodobňován, nebo o Přemyslovy křížové výpravy. Nechyběl v něm ale ani kult Přemyslových předků. Tradiční součástí dvorské propagandy bylo vyzdvihování souboru panovníkových ideálních ctností jako bohatství, štědrost, velkorysost či udatnost. Český král byl rovněž prezentován jako obránce a záštita míru.

## Zakladatelská činnost

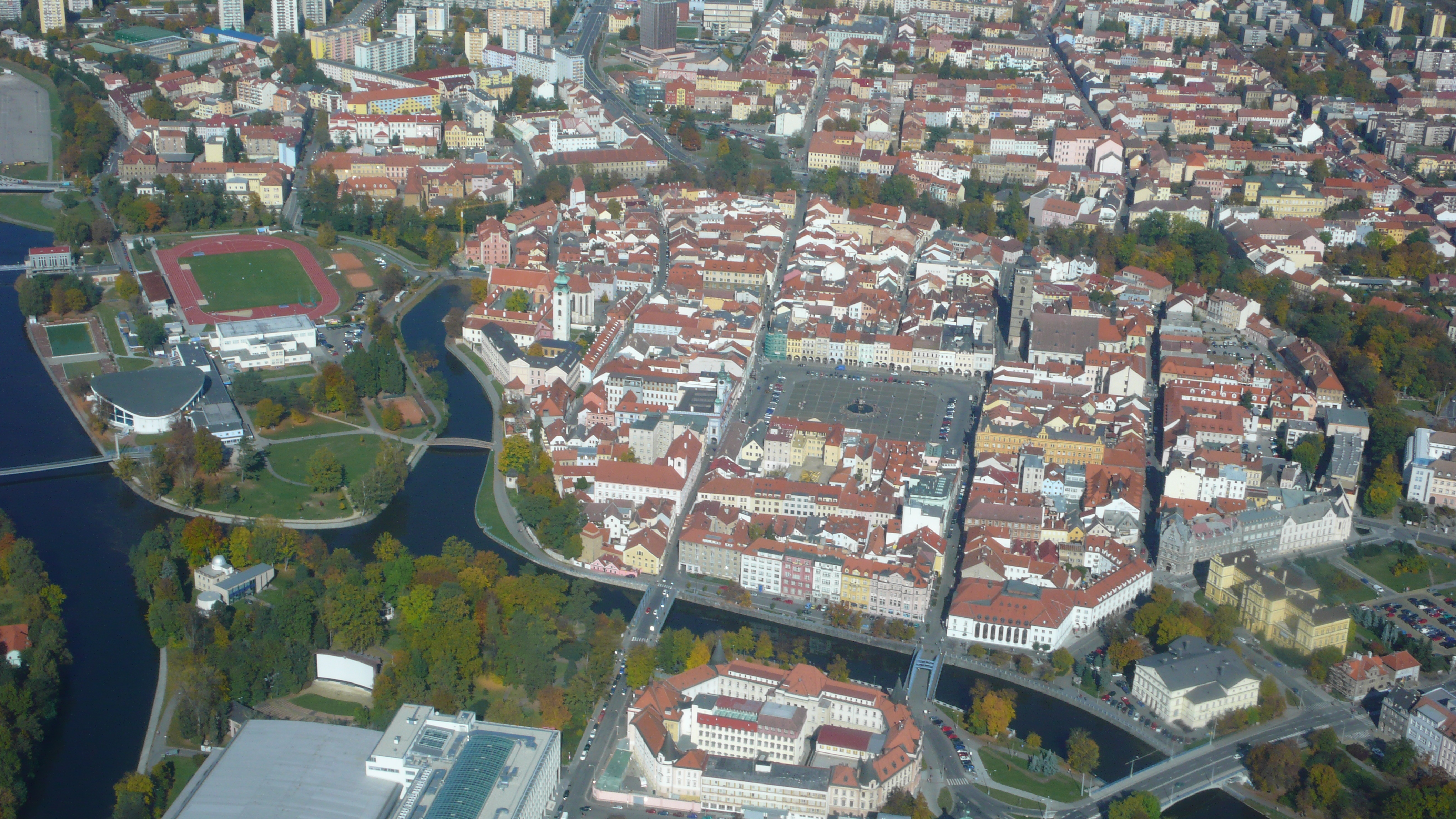
České Budějovice

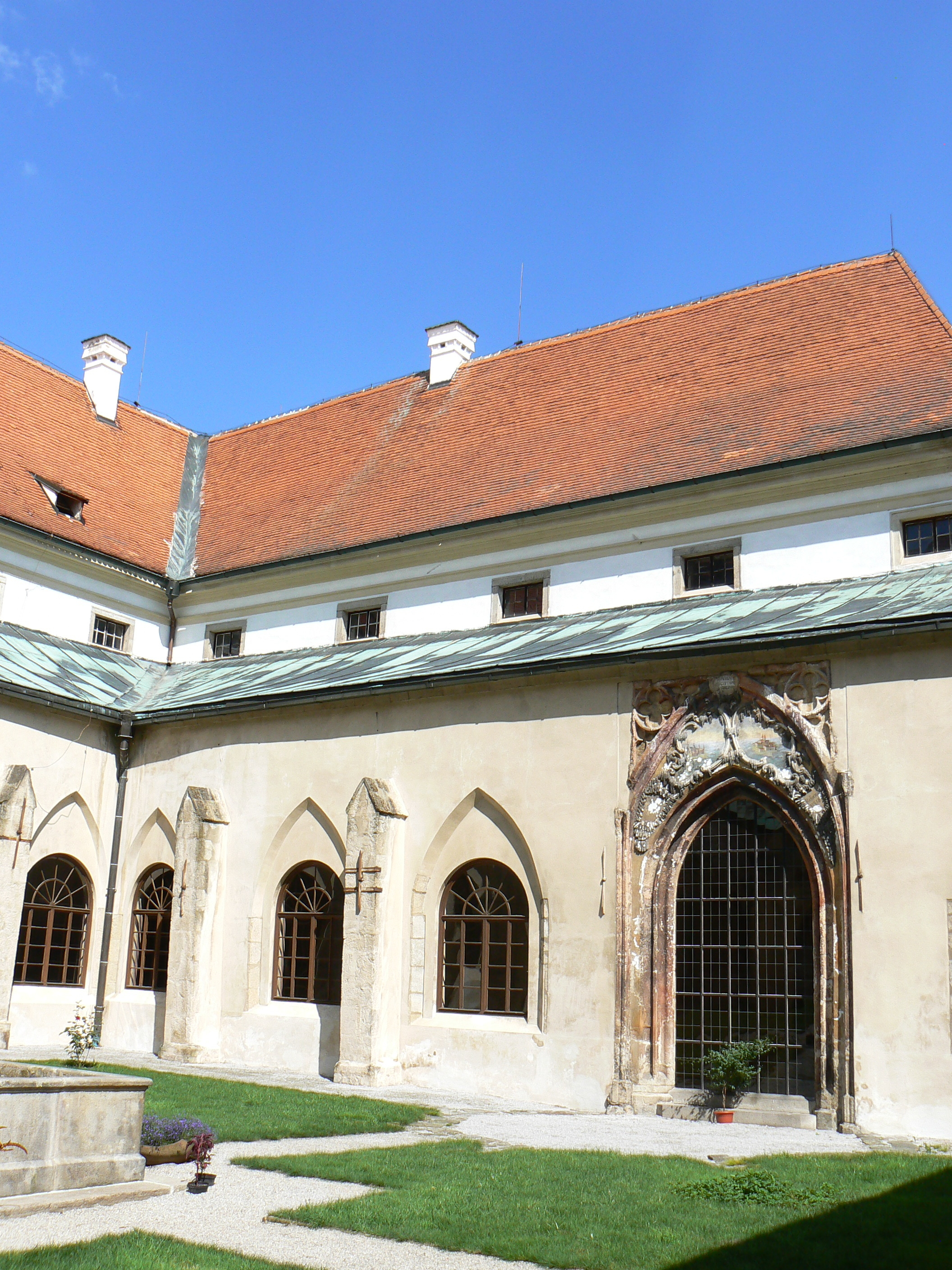
Rajský dvůr kláštera Zlatá Koruna

Za vlády Přemysla Otakara II. vyvrcholilo středověké zakládání královských měst doplňované zakládáním královských hradů a manství. Podle tradičních představ měla tato králova aktivita za cíl zatlačit šlechtu do ministeriální role a obnovit tak úřední charakter státu. Polský historik Antoni Barciak se však domnívá, že Přemysl svou stavitelskou činností spíše naplňoval panovnické ctnosti z potřeby zvelebování země a v souladu s božími záměry. Němečtí autoři jako například Adolf Zycha naproti tomu zastávají názor, že rozvoj českých měst ve 13. století byl z velké části zásluhou německých příchozích a že role Přemysla Otakara II. i jiných Přemyslovců v něm nebyla natolik osobitá. Jiří Kuthan poukázal na to, že král v zakládání měst nehrál pouze trpnou roli. Kolonizační rozmach podle Kuthana Přemysl naopak účinně podporoval, vytvářel pro něj vhodné podmínky a využíval jej pro své záměry. Ačkoli počet staveb a fundací Přemysla Otakara II. je vskutku neobyčejný, kvalita architektury zůstávala v porovnání s evropskou špičkou značně pozadu. Avšak Přemyslova zakladatelská činnost byla natolik rozsáhlá a rozmanitá, že zcela jednoznačně dokazuje zvětšující se hospodářskou sílu státu a velmi výkonnou zeměpanskou správu. Nová založení se stávala důležitým zdrojem příjmů pro královskou pokladnu a král si jimi upevňoval svou moc. Už jen z tohoto důvodu měl panovník velký zájem na zakládání nových měst. Panstvo zřizování královských měst však příliš nevítalo.
Na zakládání královských měst se podílela řada významných osobností. Jako velký kolonizátor a zakladatel na Moravě proslul olomoucký biskup, štýrský hejtman a Přemyslova pravá ruka Bruno ze Schauenburku, který se podle všeho účastnil i založení města Bruck an der Mur ve Štýrsku. Na založení Českých Budějovic, kláštera Zlaté Koruny a patrně i na jiných zakladatelských podnicích v jižních Čechách měl zásluhy zvíkovský purkrabí Hirzo. Jménem je znám i lokátor pro město Poličku Konrád z Limberka. Dnes již zaniklé město Bezděz bylo zase dílem bratrů Konráda a Hertvíka z Kravař. Fundaci Čáslavi provedl Konrád Špitálský. Konrád se rovněž jmenoval lokátor Chrudimi a Nymburku a je pravděpodobné, že se jedná o stejnou osobu jako v případě města Čáslavi. Lokaci Litovle měl na starost Heinricus řečený Epichus. Dalším významným Přemyslovým lokátorem byl mincmistr Eberhard, zakladatel Havelského města.
Velký rozvoj královských měst provázelo šíření žebravých řádů. Za Přemyslovy vlády byly v Chrudimi, Nymburku, Klatovech, Českých Budějovicích, Uherském Brodě a v Písku založeny kláštery dominikánů, v Hradci Králové klášter dominikánek. V Chebu a Znojmě se za Přemysla usadili augustiniáni, v Krnově, Stříbře a Bruck an der Muru zase minoriti. Některé tyto fundace sice nezřídil sám panovník, jejich založení se však neobešlo bez jeho vědomí, souhlasu a podpory. V roce 1256 Přemysl založil klášter cyriaků na Starém Městě. Jeho nejvýznamnější a největší církevní fundací však byl cisterciácký klášter Zlatá Koruna v jižních Čechách založený roku 1263. Český král se zřejmě podílel i na šíření špitálního bratrstva křižovníků s červenou hvězdou založeného svatou Anežkou, Přemyslovou tetou, jehož kláštery byly vystavěny v Chebu i ve Vídni. Podobně byly v době Přemyslovy vlády zřízeny odnože Anežského kláštera ve Znojmě, Vratislavi a Chebu. Přemysl se v době po své korunovaci patrně pokoušel i o založení nového pohřebiště vládnoucí dynastie v kostele svatého Salvátora v Anežském klášteře.

### Města založená Přemyslem Otakarem II.
| Čechy - Beroun (?) - Bezděz - Broumov (Přemysl ho na město pouze povýšil) - Budyně nad Ohří - Čáslav - České Budějovice - Děčín - Doksy - Domažlice (?) - Dvůr Králové - Hostinné - Chotěboř (Přemysl ji na město pouze povýšil) | - Jaroměř - Kadaň - Klatovy - Kolín - Kostelec nad Labem - Kouřim - Krnov (Přemysl ho na město pouze povýšil) - Kuřívody - Louny - Malá Strana - Mělník | - Městec Králové - Nymburk - Písek - Police nad Metují (Přemysl ji na město pouze povýšil) - Polička - Stříbro (Přemysl ho na město pouze povýšil) - Sušice - Tachov - Ústí nad Labem - Vodňany (?) - Vysoké Mýto |

| Morava - Litovel - Jihlava - Moravský Krumlov (?) - Přerov (Přemysl ho na město pouze povýšil) - Uherský Brod (Přemysl ho na město pouze povýšil) - Uherské Hradiště - Hlučín Rakousy - Gmunden (?) - Klosterneuburg (?) - Marchegg - Perg (?) | Štýrsko - Bruck an der Mur - Leoben | Rusko (dříve Východní Prusko) - Královec (Kaliningrad) |

### Města rozšířená nebo přestavěná Přemyslem Otakarem II.

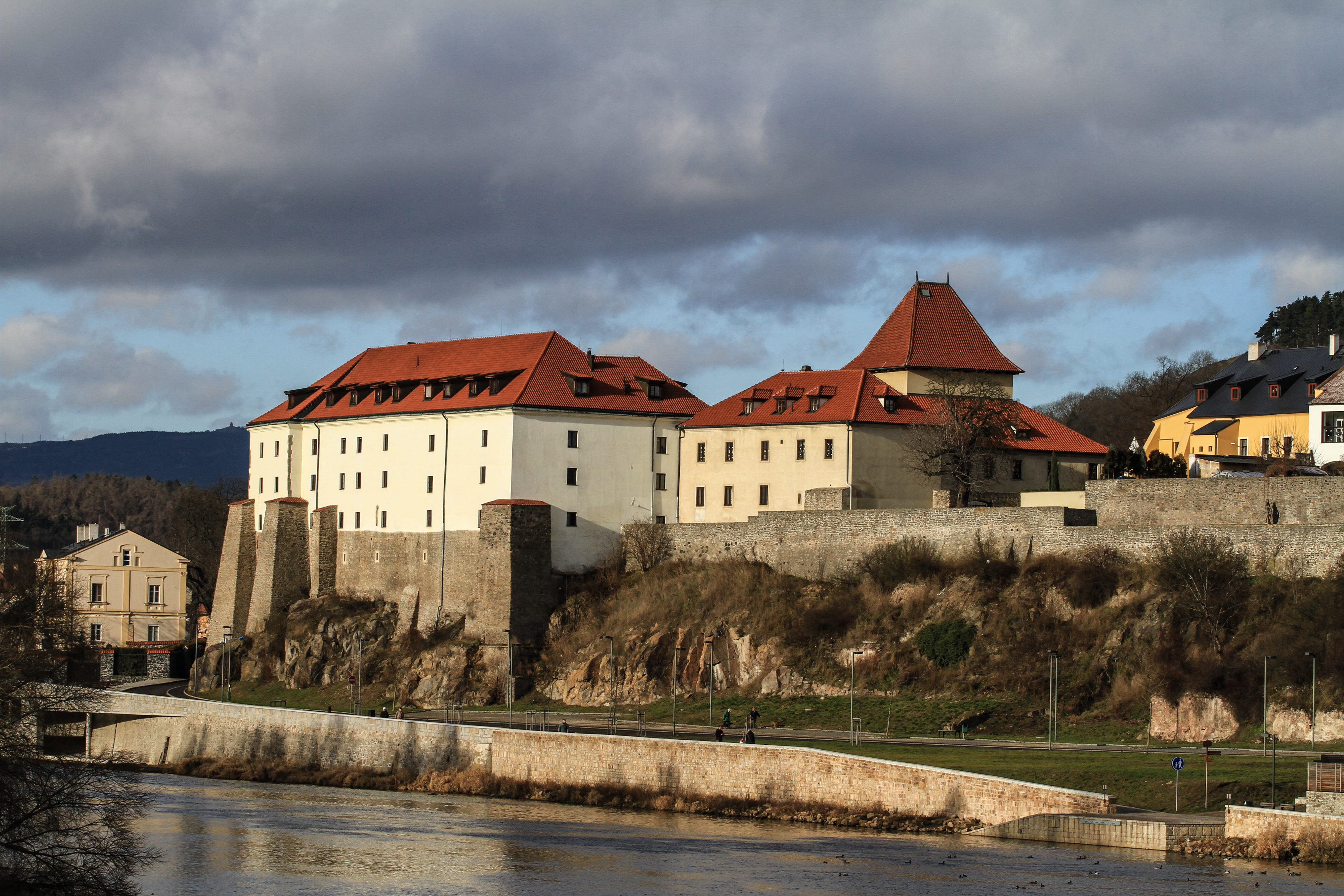
Kadaňský hrad

- Hainburg
- Hlubčice
- Kladsko
- Kremže
- Litoměřice
- Most
- Stein an der Donau
- Žitava

### Hrady založené Přemyslem Otakarem II.

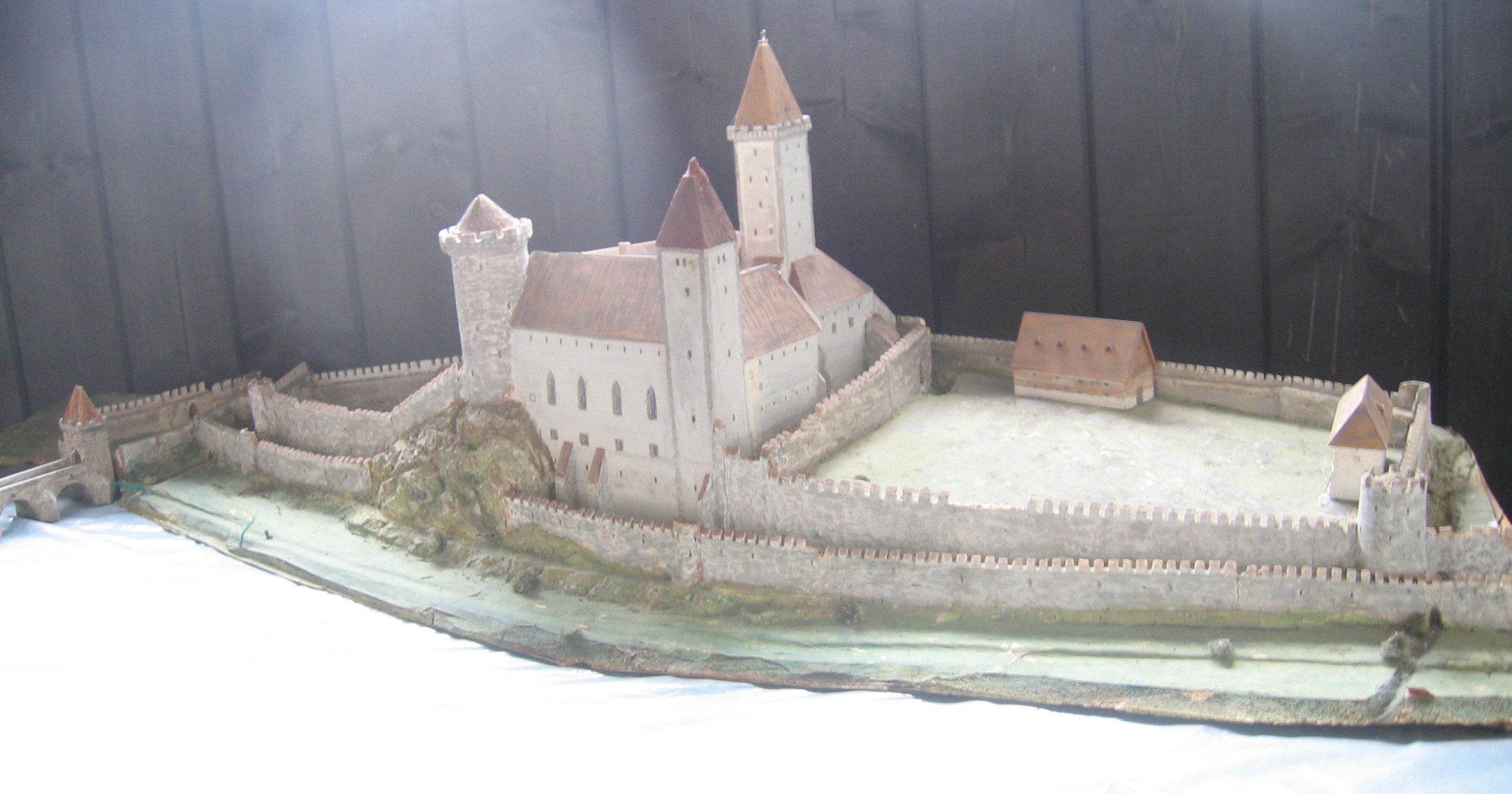
Model předpokládané středověké podoby píseckého hradu

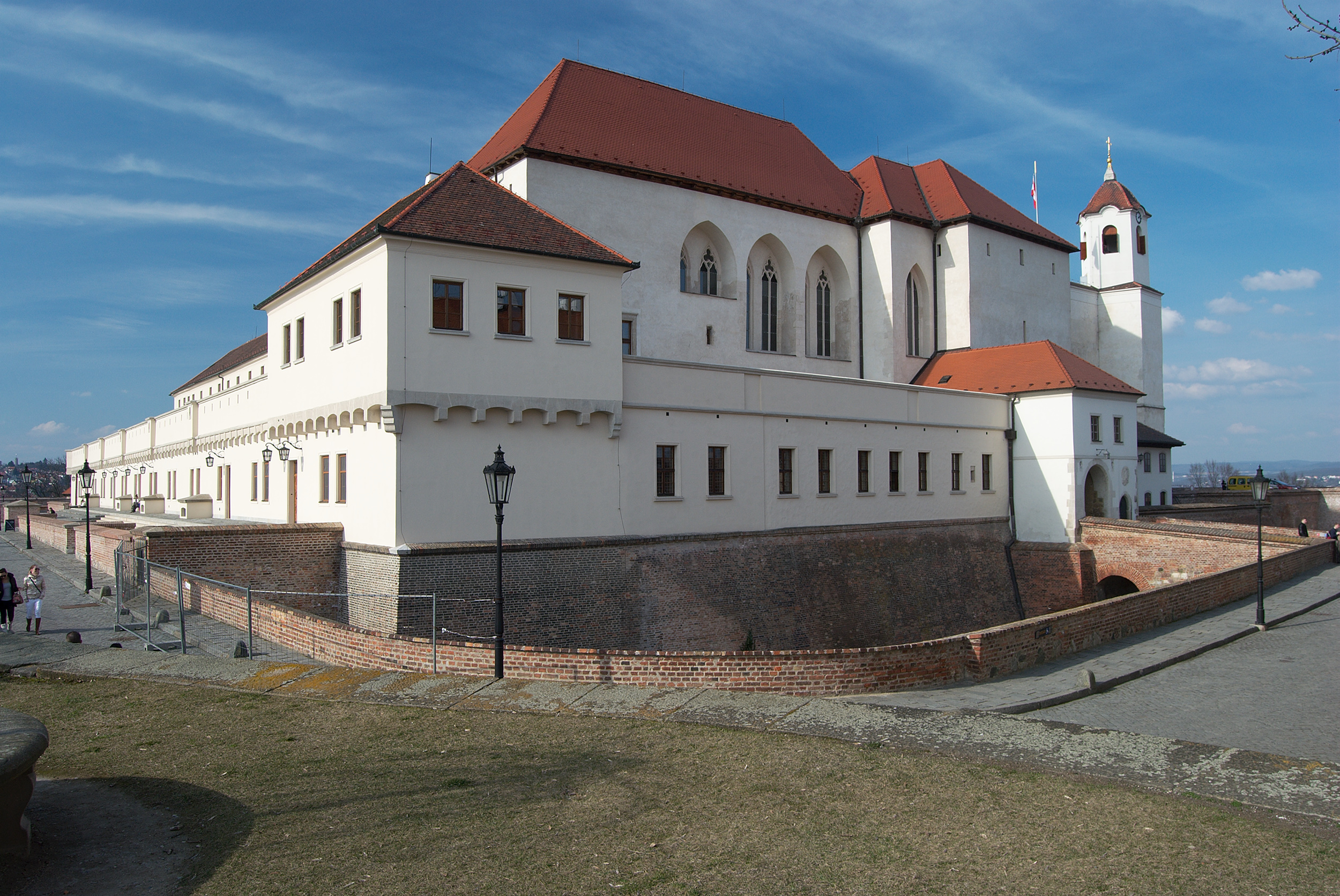
Hrad Špilberk

| - Angerbach (?) - Bechyně - Bezděz - Bubeneč - České Budějovice (?) - Děčín (?) - Domažlice - Dvůr Králové (?) - Hluboká (?) - Horní tvrz - Houska - Hradiště - Chrudim - Jenčov (?) - Kadaň - Klatovy (?) - Konopiště (?) - Kostelec nad Černými lesy | - Lanšperk (?) - Myšenec - Nižbor - Nymburk (?) - Orlík - Osule - Písek - Poděbrady - Polička (?) - Protivín - Strážnice - Svojanov - Špilberk - Uherský Ostroh - Újezdec - Úsov - Ústí nad Labem (?) |

### Hrady rozšířené nebo přestavěné Přemyslem Otakarem II.

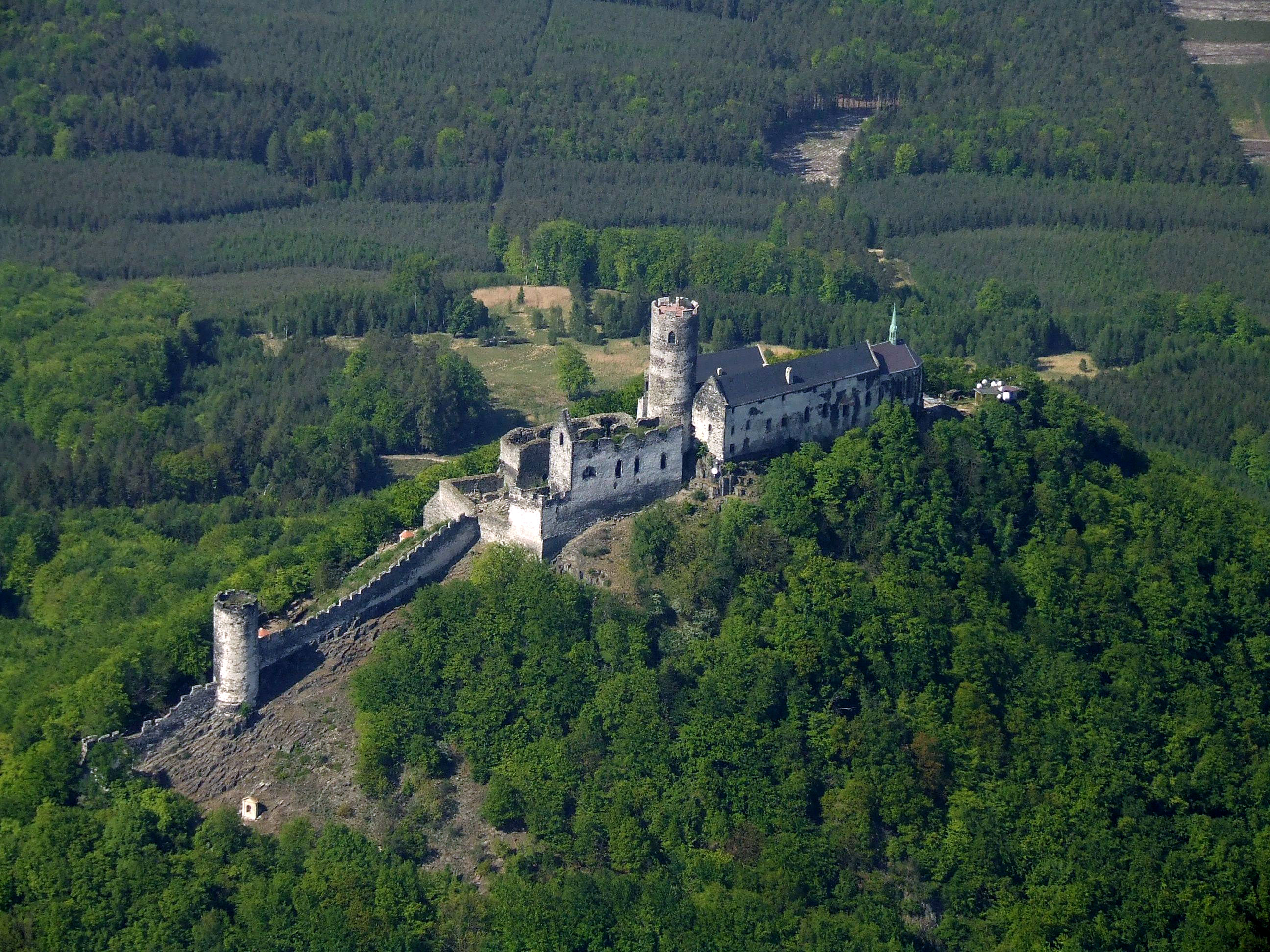
Hrad Bezděz

- Hradec nad Moravicí
- Křivoklát
- Pražský hrad
- Vrškamýk
- Zvíkov

## Společnost a ekonomika

### Zemská správa a soudnictví

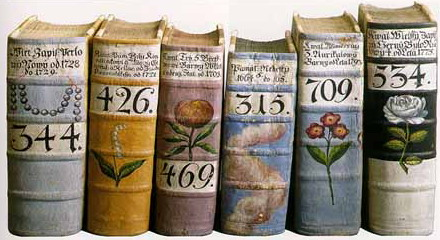
Desky zemské

Za vlády Přemysla Otakara II. došlo k významným změnám v oblasti práva. Dosavadní univerzální (všeobecně rozšířené) právo postupně erodovalo a bylo nahrazováno právem lenním, umožňujícím panovníkovi prosazovat jeho územní autoritu, a v nově kolonizovaných oblastech dále přicházelo na scénu právo německé (viz kapitola Kolonizace a města). V rámci církve se zase uplatňovalo římské a římskokanonické právo a obchodníci se rovněž řídili vlastním právem. Všechny tyto nové prvky se zároveň začaly prolínat. Neomezenou škálu právních úkonů od procesních zvyklostí na soudech, přes úkony při převodu majetků, až po způsoby ustanovování pozemkových majetků zaštiťovalo zemské právo, které nemělo přesně vymezenou působnost.
Už od konce 12. století podle Statut Konráda Oty II. fungovaly dvojí hradské soudy, které měly na starost určitá území. Špička hradského úřednictva obvykle sestávala z kastelána, komorníka, soudce a vilika (správce korunních statků) s pomocníky. Hradské soudy se členily na dva typy – soud soudcův a soud vilikův. Jak se působnost obou typů soudů lišila, nepanuje mezi historiky shoda. Působnost hradských soudů se ve 13. stoletím však štěpením univerzálního práva postupně zužovala.
Otakarovské čtvrtstoletí přineslo vznik zemského soudu, který Zdeněk Fiala datuje do let 1260–1270. Podle Fialy soud vznikl povýšením pražského hradského soudu nad ostatní a původně byl královskou institucí. Podle domněnek Františka Palackého a jiných historiků vznikl díky Přemyslově zakladatelské a reformátorské činnosti. Vyskytují se rovněž názory, že zemský soud se odštěpil z panovníkova dvorského soudu nebo se oddělil od starších sněmů, tzv. kolokvií. Libor Jan všechny zmíněné názory odmítl a vývoj zemského práva vložil do rukou šlechty. Ze zákonodárné činnosti šlechty se podle Jana vygenerovala role zemského soudu. Janův výklad se setkal s ostrou kritikou Josefa Žemličky, podle kterého se při vzniku zemského soudu slévalo více příčin a důvodů. Podle Žemličky vznik zemského soudu krystalizoval již od vlády Václava I. postupně sílící centrální rolí pražského hradského soudu, ale pevnější obrysy získal až za Přemysla Otakara, přičemž se dá konečná institucionalizace zemského soudu přičíst králově reformní aktivitě. Žemlička zároveň souhlasí s Fialou, že panovníkův vliv na zemské právo šlechta vytěsnila až po Moravském poli. Vratislav Vaníček vznik zemského soudu považuje za vyústění šlechtické teritorializace. Členy zemského soudu byli za Přemyslovy vlády král, nejvyšší komorník, nejvyšší sudí, zemský písař a přísedící kmeti z řad panstva, jejichž přítomnost představovala podíl šlechty na vývoji zemského práva. Soud zasedal čtyřikrát do roka. Protože trestní agenda ve světských državách spadala pod šlechtickou jurisdikci, zemský soud se zabýval trestními záležitostmi urozených. Dále řešil majetkové pře, spory o hranice a jiné sváry mezi šlechtici.
K zemskému soudu se blízce vázala instituce zemských desek. Podle hypotézy Václava Vojtíška a Václava Hrubého zemské desky založil roku 1280 notář královské kanceláře Jindřich z Isernie, nicméně to je vyloučené, neboť desky prokazatelně fungovaly již na sklonku Přemyslovy vlády. Po Moravském poli zemské desky evidovaly svobodné majetky a jejich transakce, není však jisté, zda byl toto Přemyslův záměr. Zřízením zemských desek mohl také usilovat o jasné odlišení soukromých statků od zeměpanských, v léno propůjčovaných majetků, aby nedošlo k jejich zcizení a privatizaci. Vznik zemských desek tak úzce souvisel s královou snahou o zamezení dosavadní praxe, kdy se v důsledku nejasnosti vlastnických poměrů nižší úředníci hradního správního systému, takzvaní beneficiáři, postupně proměňovali v pozemkovou šlechtu.
Do Přemyslovy vlády spadá také postupné vytváření nové územní struktury krajského typu. Kraje byly právně emancipované části země, které byly buď podřízené zemskému soudu, nebo zůstaly na stupni zemských provincií. Soustředily se kolem starších hradských úřadů a novějších významných měst a purkrabství. Jejich jednání se obvykle odehrávala na královské půdě a mohl jim předsedat buď sám král, anebo osoba, kterou panovník k jejich řízení dočasně nebo trvale delegoval.

### Kolonizace, Němci a města

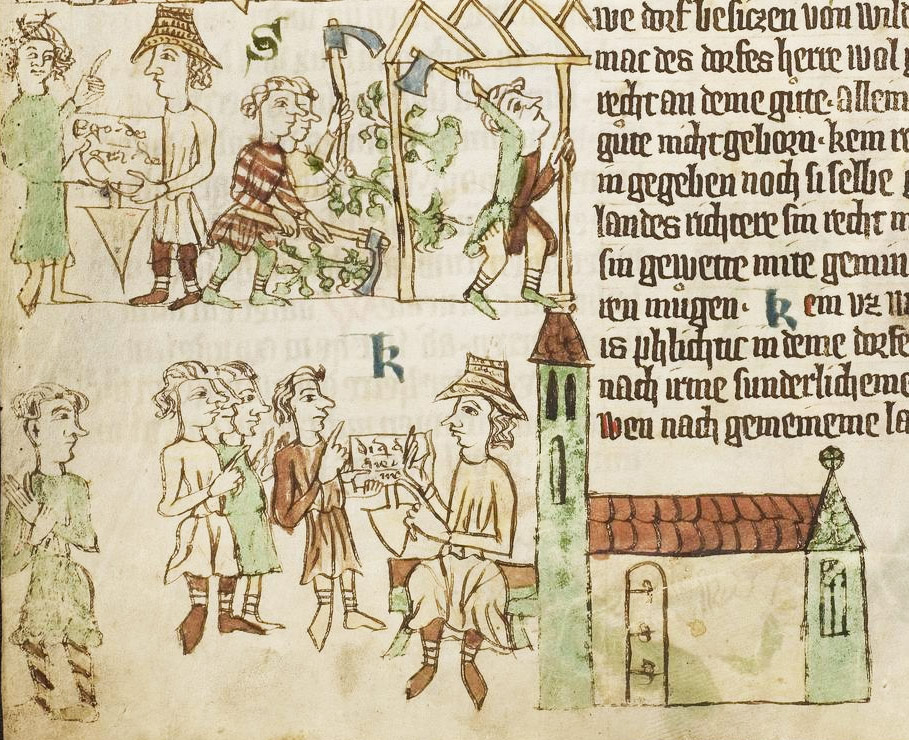
Scéna ze Saského zrcadla – lokátor (v klobouku) vysazuje v rámci takzvaného Ostsiedlung ves (okolo 1300)

Během Přemyslovy vlády docházelo k imigraci Němců do Českého království, s čímž souvisel obrovský kolonizační rozmach provázený zakládáním královských měst, hradů a manství. Kolonizaci se ve velké míře však věnovalo i starší usedlé obyvatelstvo. Podle Waltera Kuhna Německo směrem na východ během 13. století opustilo přibližně 200 000 sedláků. Ročně by se tak do slovanských zemí přistěhovalo kolem 2000 osadníků, tedy 0,02 % německé populace – číslo relativně nízké. Přičemž v době nástupu Přemysla Otakara II. na trůn v Čechách a na Moravě žilo okolo 1 200 000 až 1 300 000 lidí s hustotou zalidnění asi 15 obyvatel na kilometr čtvereční. Důvodů, proč Němci opouštěli svou rodnou zemi, je více. Nabízely se jim totiž lákavé možnosti, jak získat půdu či vyhledat nové obchodní a finanční zájmy. Jinde k odchodu podněcovaly špatné životní podmínky. V Českých zemích se usazovali jak Frankové a obyvatelé středního Německa, tak Holanďané a Vlámové. Do Slezska přicházeli rovněž Valoni. Kolonizace se uplatňovala podle takzvaného magdeburského práva.
Němci do Českých zemí přicházeli především po skupinkách. Následně se často mísili s českým poddanským rolnickým obyvatelstvem. Na mnoha místech také žili Němci a Češi v enklávách vedle sebe. Vztahy mezi oběma národnostmi byly v Českých zemích totiž obvykle příznivější než mezi Němci a jinými slovanskými národy. Manské německé rodiny se trvaleji usazovaly na místech, kde docházelo k osidlování dosud řídce obydlených oblastí. Panské rody německého původu na rozdíl od nich mnoho prostoru k rozvoji neměly, jejich oporou byla především služba panovníkovi nebo sňatky s domácí elitou.
Historici Václav Novotný a Josef Vítězslav Šimák, kteří působili v meziválečném období, kolonizaci dělili na vnitřní, jejíž nositeli byli domácí obyvatelé, a kolonizaci vnější provozovanou přistěhovalci. Toto dělení však současní historikové jako například Jan Klápště odmítají. Podle Klápštěho se ve středověku nesetkávaly dvě etnicky a kulturně odlišné kolonizační aktivity. Kolonizace domácích obyvatel a přistěhovalců se naopak prolínala.
Za Přemyslovy vlády se kolonizace dotkla oblasti na hranicích Čech a Moravy v Litomyšlsku a Lanškrounsku. Starší kolonizaci Pelhřimovska překryla vlna německých imigrantů a intenzivním dolováním se otevřela krajina Jihlavska a dalších území na Vysočině. Zvětšovalo se osídlení kolem Zvíkova, Písku a Klatov. Na Šumavě se kolonizační proces uplatňoval pomocí osadníků z Bavorska a Rakous. V jižních Čechách ke kolonizaci velkou měrou přispěl i klášter Zlatá Koruna a Vyšší Brod. Zatímco Bavorové ze Strakonic zalidňovali Prácheňsko, Vítkovci osidlovali své majetky v jižních Čechách, Švábenští ze Švábenic zase Trutnovsko a Markvartici Pojizeří. Benediktini z Břevnova se v polovině 13. století ujali osazování Broumovska. Osídlené enklávy vznikaly také na Poděbradsku a Kutnohorsku. V druhé polovině 13. století bylo rovněž završeno osidlování Zábřežska, Šumperska a jižního předhůří Jeseníků. Z iniciativy olomouckého biskupa Bruna ze Shauenburka vzešly kolonizační podniky na Novojíčínsku a Příborsku. Další kolonizace probíhala na Místecku, Brušpersku, v jižním Těšínsku i slezském Nisku a Otamuchovsku.

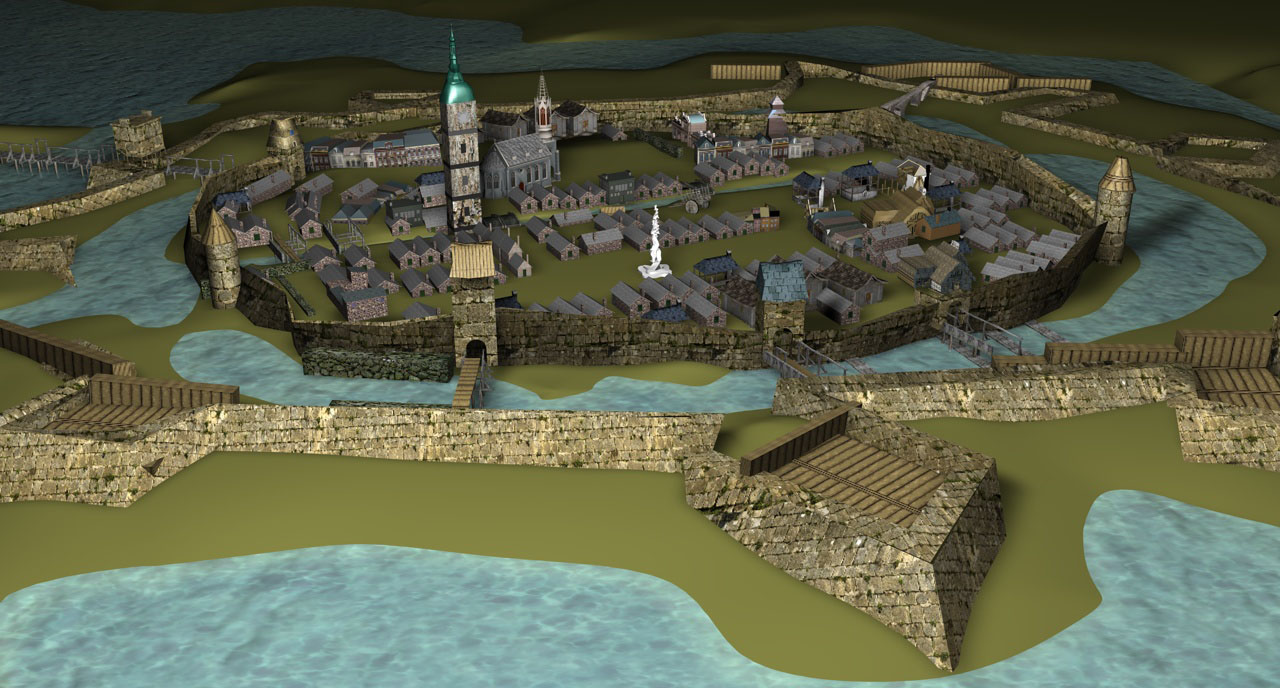
Historický model města Uherské Hradiště

Proces kolonizace byl spjat s lokacemi – vysazením nového města či vesnice. Lokační města byla pravidelně uspořádána. Novou lokaci si na starost brali profesionální podnikatelé, takzvaní lokátoři, kteří zodpovídali za možné selhání podniku a po úspěšném vysazení vesnice či města se obvykle stávali rychtáři. Podle výzkumů Františka Grause lokátoři ve 13. století byli častěji německé než české národnosti a pocházeli především z řad šlechty. Většina měst za Přemyslovy vlády byla založena na místě, kde se již nacházelo osídlení. Jen výrazná menšina měst vznikla takzvaně „na zeleném drnu“, tedy dosud neosídleném místě. Mezi tato města patří například České Budějovice. Počet založených měst a hradů v období Přemyslovy vlády zcela jednoznačně dokazuje zvětšující se hospodářskou sílu státu a velmi výkonnou zeměpanskou správu. O úloze Přemysla Otakara II. v zakládání měst a o jednotlivých lokátorech pojednává kapitola Zakladatelská činnost.
Významnou roli sehrávali v městských aglomeracích vedle Němců také Židé, románští kupci, ale také místní obyvatelstvo. Zároveň sílilo uzavírání městské komunity. Měšťané se stávali poddanými krále a příchozí z Německa a románských zemí se postupně bohemizovali. Město bylo autonomní institucí svobodných měšťanů, které se pochopitelně postupně snažilo směřovat k emancipaci – ovládnout okolí sídla, zlikvidovat městský hrad, vytlačit vliv šlechty, majetkově proniknout na venkov, zakládat vlastní církevní fundace a rychtáře podřídit městské radě.

### Královská komora
Pojem královská komora označuje soubor králových majetků a z něj plynoucích zisků. Z královské komory se proplácely záležitosti všeho druhu, ať to byly vojenské výdaje, výplaty úředníků, náklady dvora, stavby měst, hradů či kostelů, mecenášské dotace nebo politické dary a odměny. O královskou komoru se měl v Čechách i na Moravě starat nejvyšší komorník. Poté existovala také funkce podkomořího zvlášť pro Čechy a zvlášť pro Moravu. Komorník se však již za Přemyslovy vlády zabýval spíše justičními záležitostmi, což dokládá jeho vůdčí účast na zemském soudu. Podkomoří naopak spravoval příjmy z měst i klášterů a celkově se místo nejvyššího komorníka staral o královskou komoru. Tím se úloha komorníka a podkomořího v průběhu druhé poloviny 13. století postupně definitivně rozešla – komorník se trvale usadil na poli justice a podkomoří převzal správu královské komory.
Za Přemyslovy vlády, ale ani později, nebylo možné čitelně oddělit státní pokladnu od panovníkových privátních příjmů. Královská komora se při tom zabývala naprosto odlišnou skladbou příjmů, než se kterou se vyrovnávala knížecí doba, a s tím úzce souvisely změny vyvolané v oblasti vlastnictví. Král přestával být vrchním dohlížitelem a organizátorem nad celou zemí. Zmizela daň z míru, zeslábly výtěžky z pokut, soudních tax, břemen, trhových plateb, cel a mýt i zemských robot. Nyní zanikaly, slábly nebo přecházely na šlechtu. Přelévaly se však zároveň do jiných forem. Například již zmíněnou daň z mírů nahradily berně, které se postupně štěpily na všeobecné berně a berně zvláštní vymáhané například od měst nebo klášterů. Zmizely rovněž naturální zátěže. Královy příjmy tvořily výnosy z berně a urbur, ražby mince, dávky z vilikací (korunní statky), různých práv a regálů, měst, vesnic a královských hradů, mýt, cel a trhů, ze soudů, pokut a justice obecně, ze židovské daně a odúmrtního práva. Jako nejvýraznější ekonomické nástroje královy moci si Přemysl však udržel horní a mincovní regál. V tahouny nové ekonomiky se zároveň měnila města.
Ačkoli Přemysl pobíral patřičné částky také z titulu rakouského, štýrského a korutanského vévody a kraňského markraběte, jeho politika se zaobírala především Českými zeměmi. Otakarovy příjmy z Rakousů bývají odhadovány na přibližně 53 000 hřiven stříbra ročně. Ve Štýrsku to podle novějších propočtů mělo být asi 14 000 hřiven ročně. Z Čech a Moravy Přemysl na počátku své vlády mohl získat na 80 000–100 000 hřiven stříbra ročně a na sklonku své vlády až 110 000–120 000 hřiven stříbra. Než peníze ke králi došly, často však zůstávaly v rukou úředníků, nájemců či věřitelů. Další obnos pak pohltil Přemyslův rozhazovačný dvůr, takže pro královy zahraniční a vojenské akce obvykle zůstával jen zlomek původně očekávané částky.

### Hornictví a mince

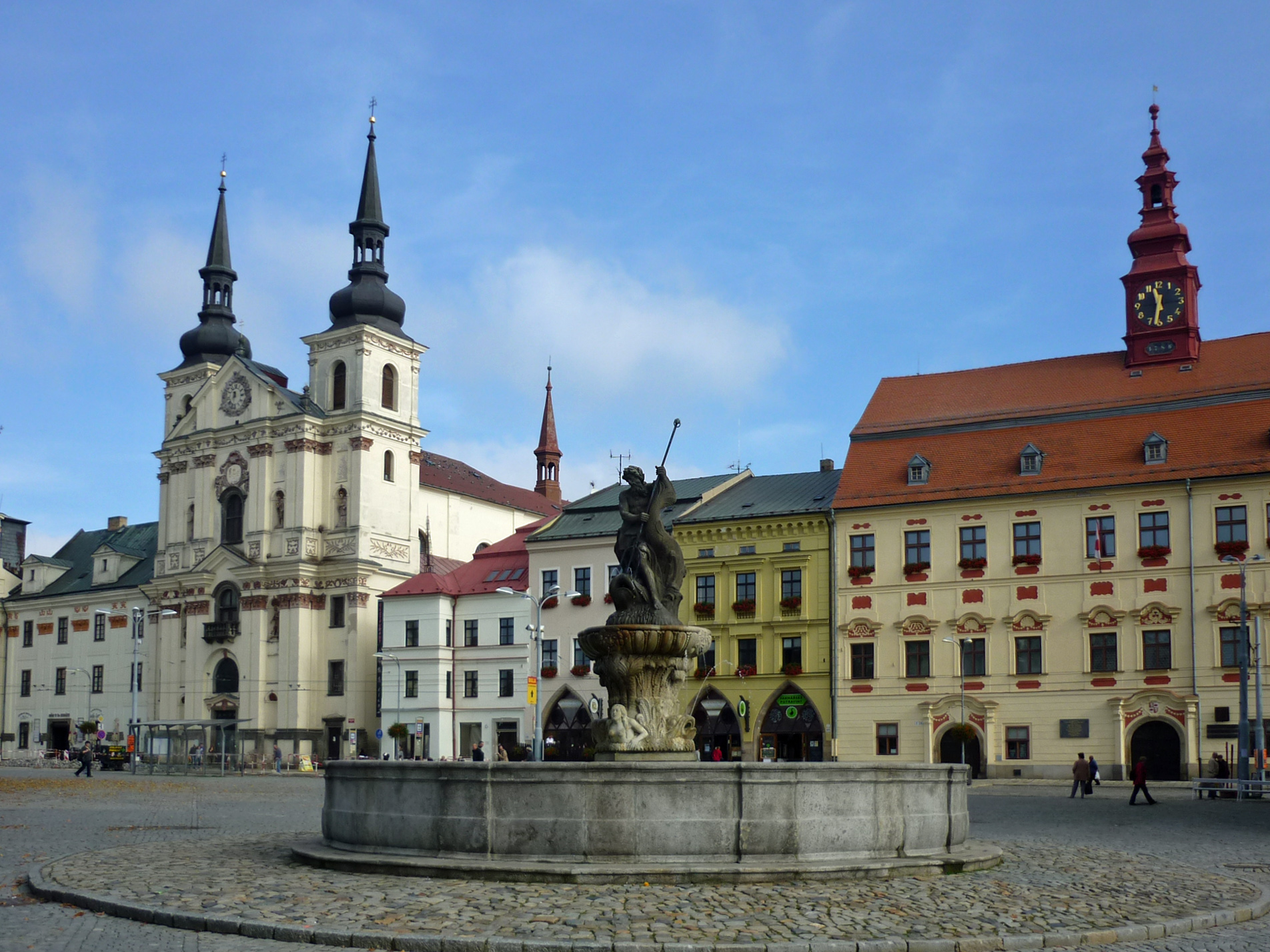
Masarykovo náměstí s kostelem sv. Ignáce, radnicí a kašnou v Jihlavě.

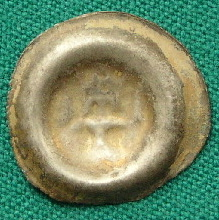
Brakteát Přemysla Otakara II.

Jako nejvýraznější ekonomické nástroje královy moci si i Přemysl Otakar II. udržel horní a mincovní regál. Ve 13. století stoupal zájem o mincovní (zlato, stříbro) i užitné kovy (především železo, měď a cín). Za Přemyslovy vlády však prožívala rozvoj především těžba stříbra.
Drahé kovy se získávaly nejen z dolů, ale také pomocí rýžování na vodotečích. Zvrat v českém hornictví přineslo především odkrytí stříbrných ložisek v Českomoravské vrchovině. Za Přemyslovy vlády dosáhla vrcholu své slávy, jako centrum těžby stříbra na Vysočině, Jihlava. Těžba v Českomoravské vrchovině se uplatňovala podle takzvaného jihlavského horního práva, které vydělovalo nárok k rudnému bohatství od vlastnictví půdy. Podzemní bohatství si formou regálu vyhrazoval král, který své kompetence přenášel na městskou a horní obec. Jihlavské horní právo počítá rovněž se svobodou báňského podnikání. Nálezce rudné žíly, jestliže splnil závazky k majiteli půdy, měl podle jihlavského práva přednostní oprávnění k jejímu využití. Jihlavské zásady byly králem postupovány i do jiných oblastí. Za svůj vzestup těžbě stříbra vděčilo za Přemyslovy vlády také město Smilův Brod (dnešní Havlíčkův Brod) pojmenované po svém zakladateli šlechtici Smilovi z Lichtenburka. Stříbro se těžilo ale i v okolí jiných měst na Českomoravské vrchovině. Od poloviny 13. století začaly převažovat hlubinné doly, ve kterých se horníci museli vyrovnávat s problémem podzemních vod. Těžební práce patřily ve 13. století k mimořádně obtížným činnostem.
Ve 13. století se v Českých zemích platilo neraženým zlatem či stříbrem a raženými mincemi zároveň. Platidla se často počítala na marky či hřivny. V polovině 13. století posílila hodnota takzvané pražské hřivny a sblížila se s moravskou hřivnou, jež vážila 280 gramů. Ze svého vévodského titulu Přemysl v Rakousích nechával razit feniky. V Čechách se již od počátku století razily brakteáty, které však nedokázaly udržet svojí stabilní hodnotu a byly proto často vytlačovány penězi z mimočeských zemí. V Čechách Přemysl Otakar II. nechával vyrábět střední brakteáty (cca 27–28 milimetrů) a malé brakteáty (cca 18 milimetrů). Za markrabské vlády Přemysla Otakara II. se na Moravě začaly razit malé moravské brakteáty, aniž by však byla ukončena produkce malých moravských denárů ražených už od dob moravské vlády Vladislava Jindřicha. Přemysl mincovnictví rovněž významně reformoval, a to ve třech fázích. Jeho první reformní úprava je datována přibližně do roku 1253, druhá reforma mezi léta 1261 a 1262 a třetí nejvýznamnější do roku 1268.
Do Přemyslovy vlády spadá rozptýlení mincoven do řady královských měst. Důlní rajóny ve jménu krále spravovali mincmistři, kteří zároveň dohlíželi na mincovní produkci a distribuci. Nejvýznamnějším mincmistrem Přemysla Otakara II. byl Eberhard.

### Šlechta

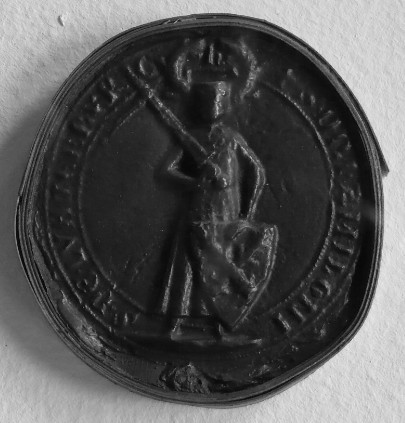
Pečeť Smila z Lichtenburka´

Přemyslova vláda pro České země znamenala vrcholící upevňování a stmelování šlechtických majetků, což mělo za následek panovníkův ústup z mnoha oblastí, které dříve ovládal. Šlechtické rody si totiž přivlastňovaly hrady a sídla, které jim král svěřil do dočasné správy. V době Přemysla Otakara II. si šlechtici rovněž začali stavět vlastní honosné hrady. Pronikali také do nově osídlených oblastí, kde se zmocňovali půdy a vytvářeli zde svou infrastrukturu, která se opírala o jejich hrady, klienty a služebníky. Vítkovci (mezi které za Přemyslovy vlády patřili například Vítek z Hradce, Oldřich I. z Hradce, Záviš z Falkenštejna, Vok I. z Rožmberka, Jindřich I. z Rožmberka) své panství takto budovali v jižních Čechách, Bavorové ze Strakonic (Bavor I. ze Strakonic, Bavor II. ze Strakonic) zase v Prácheňsku. Švábenicové (Idík ze Švábenic, Hrabiš ze Švábenic) osidlovali severovýchodní Čechy a severní Moravu. Západní svahy Českomoravské vrchoviny ovládli Lichtenburkové (Smil z Lichtenburka, Jindřich z Lichtenburka). V Bílinsku a Podkrušnohoří své dominium rozšiřovali zase Hrabišici (Boreš z Rýzmburka). Tyto rody patřily ke přednímu českému panstvu.
Přemysl Otakar II. na počátku své vlády v 50. letech pokračoval v zaběhlé praxi, později svou taktiku však změnil – šlechtickou expanzi se pokoušel omezovat a panské rozsáhlé pozemkové celky rozrušit. Uskutečňoval to pomocí budování a modernizace královských hradů i měst v oblasti šlechtických panství (takto vznikly například Loket, Domažlice, Tachov, Kynžvart, Klatovy, Přimda, České Budějovice). Přemysl se rovněž pokoušel vrátit do královského vlastnictví hrady, které panovník svěřil do dočasné správy panským rodům, jež si je po čase přivlastnily. Přemysl české šlechtě však zároveň z těchto eskalujících sporů poskytoval únik. Chronické války s Uhry i Bavorskem totiž nejprve sváděly jejich přebytečnou energii do jiného řečiště. I přesto však napětí mezi králem a panstvem postupně gradovalo a vyvrcholilo odbojem Vítkovců a Hrabišiců v roce 1276, jehož příčiny jsou historiky různě interpretovány (viz kapitola Odboj české šlechty a dodatkové smlouvy).

### Církev

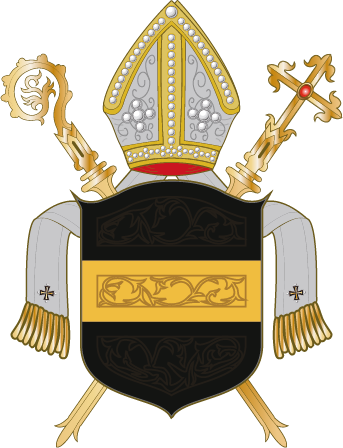
Znak pražské diecéze

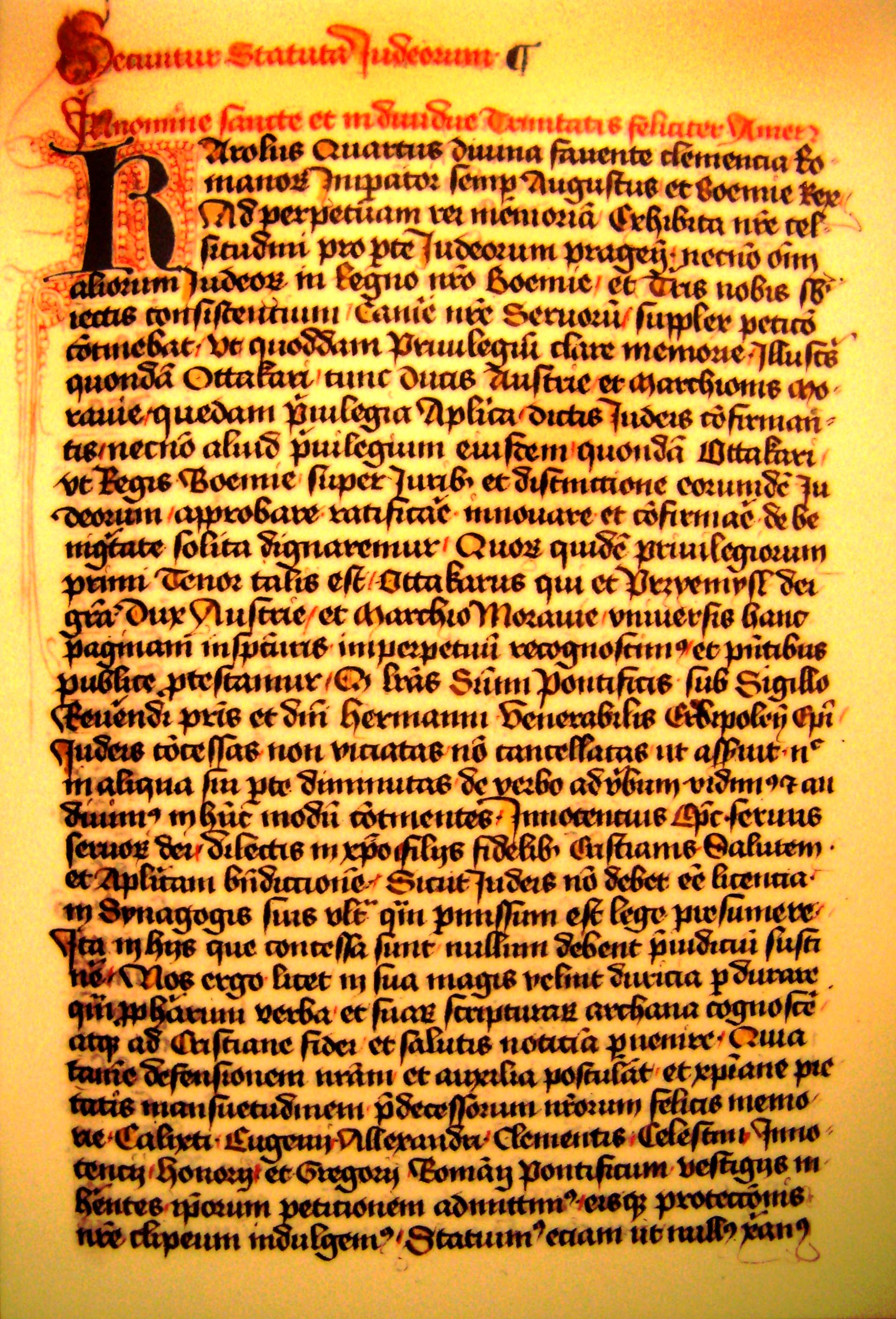
Statuta Judaeorum potvrzená roku 1356 Karlem IV.

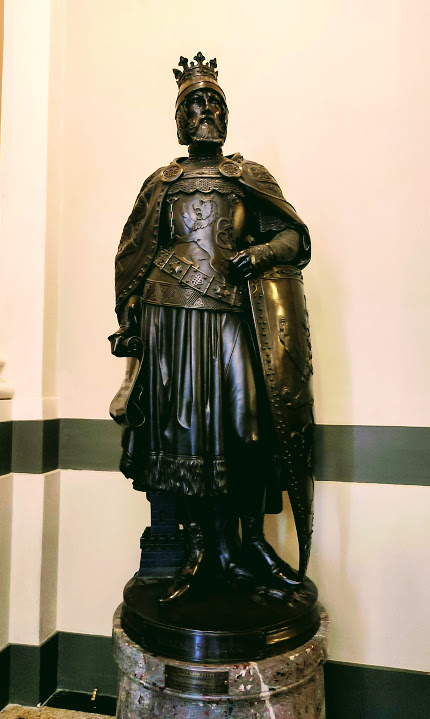
Ludwig Schwanthaler: Socha Přemysla Otakara II. z roku 1848, ve vestibulu Národního muzea v Praze

Zatímco Čechy za vlády Přemysla Otakar II. patřily k pražské diecézi, celá Morava byla pod olomouckou diecézí. Obě české diecéze spadaly pod mohučskou církevní provincii. Přemysl se v druhé polovině 60. let sice pokusil Olomouc povýšit na metropoli a podřídit jí litevsko-pruská území, ale tyto plány nakonec selhaly. Rakousy, Štýrsko a Korutany patřily pod salcburskou církevní provincii. Rakousy tvořily součást pasovské diecéze. Většina Štýrska a Korutan spadala přímo pod salcburskou arcidiecézi. Dále se zde rozkládalo několik minibiskupství (Gurk, Seckau, Lavant, Chiemsee) a léna zde vlastnila rovněž brixenská, pasovská a bamberská diecéze. Celé Kraňsko náleželo pod terstskou diecézi, která se hlásila do svazku aquilejského patriarchátu.
Doba Přemysla Otakara II. nepatří v dějinách české církve k dramatickým nebo zlomovým mezníkům. Byla spíše obdobím, kdy se setkávaly a zhodnocovaly starší podněty. Pro český stát bylo výhodou, že se země (Čechy, Morava) přesně shodovaly se svým biskupským okrskem (pražská diecéze, olomoucká diecéze). Zemská církev se za Přemyslovy vlády rovněž stávala oporou královské moci. V čele obou zemských církví při tom stály dvě výrazné postavy – po smrti Mikuláše z Riesenburka to na pražském biskupském stolci byl Jan III. z Dražic a v Olomouci přes celou Přemyslovu vládu jeden z nejbližších králových důvěrníků Bruno ze Schauenburku. Přemysl až do 70. let udržoval velmi dobré vztahy také s mimočeským episkopátem – s bavorskými biskupy (Pasov, Řezno) a především se salcburským arcibiskupem, kterým byl mezi lety 1247 a 1265 Otakarův bratranec Filip Sponheimský a po něm mezi lety 1265 a 1270 další bratranec českého krále Vladislav Slezský. Přemysl pod svou ochranu přijímal mnoho klášterů. Některé kláštery dokonce sám založil (viz kapitola Zakladatelská činnost). V roce 1255 český král vydal privilegium pro Řád německých rytířů. Králova ochrana náležela i mendikantům. Svázanost církve a panovníka dokazuje fakt, že Přemysl někdy zasahoval do ryze církevních záležitostí. Jeho slovo platilo v pražské i olomoucké kapitule. Církev se sice nedokázala vymanit z vlivu svých fundátorů a dobrodinců, ale přesto se měnila ve výkonného hospodáře. Přestávala být závislá na dávkách a příjmech, které ji z panovnických výnosů měli odvádět vilikové. Česko-moravská církev se ve třetí čtvrtině 13. vyznačovala také intenzivními styky s Římem. Mizela tak její volnost, která byl nahrazována závislostí na papežské kurii.
V druhé polovině 13. století se církev v českých zemích opírala o rozsáhlou farní síť, která podle odhadů Petra Sommera měla v Čechách okolo 2000 farních jednotek. Dostavba farností měla za následek mnoho vleklých sporů o jejich limitace a desátkové příjmy. V církvi pokračovaly také pře o patronáty a jejich dědičnost i prodejnost. Zatímco stoupala váha episkopátu a jeho orgánů, rozvíjel se úřad arcijáhnů. Současně se také začaly tvořit venkovské děkanáty. Nechyběly však četné stížnosti na poklesky světsky žijících kněží i řeholníků. Biskup Bruno Olomoucký se ve svém spisu z prosince 1273 psal o problému loupeživých duchovních a farářů, kteří zanedbávají své povinnosti a porušují celibát.

### Židé
V první polovině 13. století stále vzrůstalo napětí mezi křesťanským a menšinovým židovským obyvatelstvem v Českých zemích. Papež Inocenc IV. v reakci na to vydal roku 1247 a poté znovu v roce 1253 buly, které zakazovaly jakékoli násilnosti vůči Židům. Přemysl Otakar II. v roce 1254 papežovy buly potvrdil a snad ještě téhož roku, snad až v roce 1262, vydal pro Židy rozsáhlé privilegium s 32 ustanoveními nazývané Statuta Judaeorum. Židé se tímto privilegiem dostali do pozice servi camerae (služebníků komory), což znamenalo, že je král přijal pod svou jurisdikci a ochranu, ale zároveň finančně těžil z jejich příjmů. Židé díky němu měli ve většině případů rovnoprávné postavení s křesťany a mohli kdykoli překročit hranice Přemyslova státu, museli u toho však zaplatit stejné clo jako obyvatelé města, ke kterému náleželi (výjimkou byla situace, kdy převáželi své mrtvé). Dále je nikdo neměl právo pohánět k vyplácení zástav na soud o jejich svátečním dni. Pokud byl Žid křivě obviněn z vraždy křesťana a úspěšně se obhájil, měl být potrestán žalující křesťan. Král rovněž zakázal šíření protižidovských pověr. Pokud byl Žid zavražděn, vyšetřování měli vést sami členové židovské obce. Přemysl také uvedl, že pokud pátrání povede k podezřelému, panovník k odhalení zločince napomůže. Křesťanu, který zaútočil na Žida, měla mu být uťata ruka. Přemysl toto privilegium v reakci na obnovení protižidovských nálad znovu potvrdil v roce 1268.

## Hodnocení osobnosti a vlády
Hodnocení Přemyslovy osobnosti a vlády se u historiků různí. František Palacký Přemysla představil jako vynikajícího panovníka oplývajícího moudrostí, bystrým rozhledem, politickou obratností, statečností a odvahou, energickým vládním nasazením i organizačními schopnostmi a smyslem pro řád. Zároveň mu však vyčetl vstřícné chování k Němcům, které Přemysla podle Palackého nakonec stálo život, když se stal obětí německé zrady v osobě Rudolfa Habsburského. Důkladně zpracované Dějiny krále Otakara II. Českého a jeho doby (Geschichte König Ottokars II.: Von Böhmen und Seiner Zeit) vydané roku 1866 vídeňským profesorem Ottokarem Lorenzem Přemysla hodnotí převážně negativně. Podle Lorenze Přemyslův vzestup umožnil pouze úpadek Římskoněmecké říše a Přemyslovo soustátí bylo dílem papežské politiky a kuriální přízně, kterou ukončil až lyonský koncil roku 1274. Lorenz Přemyslovi sice přiznal diplomatické schopnosti, zato mu však přiřkl bezostyšnost a kořistnickou vypočítavost. Role králova obhájce se ujal český historik Josef Kalousek, který se vrátil k Palackému a Lorenze se ve svém rozsáhlém spisu z roku 1874 pokusil usvědčit z překrucování a ideologizace.
Na konci 30. let 20. století Přemyslovu vládu velmi detailně popsali Václav Novotný, Josef Šusta a Josef Vítězslav Šimák. Podle Šusty tkvěl kořen Přemyslova pádu v obecných středověkých podmínkách. Přemyslovo vytváření monarchické moci podle něj naráželo na císařský univerzalismus v říši, který byl sice v úpadku, ale stále dosti silný na to, aby mohl zabránit budování většího soustátí na východě říše. V 90. letech 20. století se Přemyslem zabýval Jiří Kuthan. Přemysla považuje za cílevědomého, schopného a neobyčejně nadaného vládce; domníval se však, že důvodem jeho pádu bylo jeho příliš autoritativní chování vůči panstvu a snaha všechny své země spojit do jednoho celku, což podle Kuthana paradoxně vedlo k patriotismu a nesourodosti soustátí. Názory považující Přemyslovu vládu za despotickou či centralistickou odmítl Vratislav Vaníček. Přemyslův vzestup považuje za synchronní s dlouhodobým proudem inovací a s celkovým modernizačním trendem středoevropské společnosti. Krize Přemyslova soustátí podle něj nastala kvůli určité konzervativnosti Přemyslovy moci (omezování politické mobility a restrikce vůči městským svobodám), jeho tvrdému přístupu k vlastním stoupencům a kvůli nepochopení potřeb na západě říše. Nejnovější pokus o zhodnocení osobnosti a vlády Přemysla Otakara učinil v roce 2011 Josef Žemlička. Podle něj byl Přemysl statečný muž milující velkolepé a okázalé výpravy. Nechybělo mu charisma, přirozené vůdcovství ani organizační schopnosti. Podléhal však často náladám a někdy jednal neuváženě a zbrkle. Podle Žemličky dával Přemysl před diplomatickým řešením přednost rázným zásahům. Ačkoli mu nechyběla vstřícnost k modernizačním změnám, vládním stylem a vztahem ke šlechtě se choval podle vzoru svých předků. Stejně jako Kuthan a Vaníček se i Žemlička domnívá, že k panstvu se Přemysl choval příliš tvrdě. Celkově jej však hodnotí jako mocného a sebevědomého panovníka, který patří mezi největší české krále.
| „                     | Mužem byl jemných mravů, byl stálý a v hovoru přímý, moudrý, rozvážné mysli a vždycky se snažil být vesel, dovedl dodržet slib; jen zřídka kdy promluvil slova drsná, jenž hanebně znějí, neb slova trpkosti plná. Zřídka kdy býval smuten, neb vždy na tomto světě takovým způsobem žil, že v dobách denních i nočních pěstoval víru v Krista a nezmlkal ve chvále jeho. | “ |
| — Zbraslavská kronika | |   |

## Možný vzhled
Antropologický výzkum ostatků Přemysla Otakara II. provedl Emanuel Vlček. Podle jeho zjištění byl král na svou dobu průměrně vysoký, asi 166 až 168 centimetrů, měl velmi robustní a svalnatou postavu a malý předkus horní čelisti. Zřejmě měl kolmé čelo, poměrně vysoký obličej s vysokými očnicemi a středně vysoký nos. Přemyslův dobře dochovaný chrup byl poměrně zdravý. Většina kronik mluví o králově příjemném zevnějšku a snědém obličeji. Králův popis podává například Kolmarská kronika:
| „                   | Postavy byl ušlechtilé, nepříliš vysoký, tváře hnědé, srdnatý a moudrý i nadobyčej věku svého výmluvný. | “ |
| — Kolmarská kronika | |   |

## Odraz v literatuře a umění

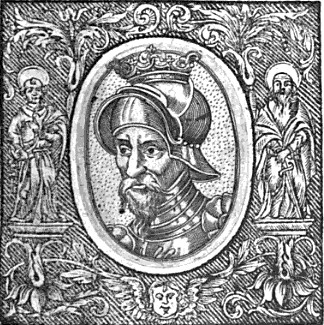
Přemysl Otakar II. (obrázek z počátku 18. století)

Přemyslovu osobnost ještě za jeho života ve svých dílech oslavovalo mnoho básníků, jako například Oldřich z Etzenbachu ve své Alexandreidě, kterou si český král patrně i sám objednal, dále také Friedrich von Sonnenburg, Tannhäuser nebo Ulrich Türlin. Zbraslavská kronika Přemysla ukazuje jako statečného a ctnostného muže. Otakar Štýrský ve své Štýrské veršované kronice českého krále naopak vykresluje jako tyranského vládce. V Dalimilově kronice se Přemyslova postava postupně proměňuje ze skvělého a nadějného mladíka na hubitele české šlechty. Přemyslův život ve svých kronikách dále vylíčili například František Pražský, Přibík Pulkava z Radenína, Jan Marignola nebo Pokračovatelé Kosmovi. O sklonku jeho života pojednává rovněž Kronika pražského kostela Beneše Krabice z Veitmile, dále Jindřich Heimburský či Kolmarská kronika. Významnou výpovědní hodnotu o Přemyslovi a jeho vládě má formulářová sbírka Jindřicha z Isernie. Pojednává o něm však i mnoho dalších kronik z celé střední Evropy. Dante Alighieri Přemysla ve své Božské komedii umístil do očistce.
| „                | Otakar jako dítě v plenkách byl mnohem větším hrdinou a statečnějším než jeho syn Václav, jenž hověl si v zahálce a rozkoších v mužném věku. | “ |
| — Božská komedie | |   |

Španělský dramatik a básník Lope de Vega českému králi věnoval hru Císařská koruna Otakarova. V roce 1825 se na vídeňské scéně objevilo drama Franze Grillparzera Krále Otakara štěstí a konec (Konig Ottokars Glück und Ende), kde byl Přemysl líčen jako pyšný a tyranský vládce.
Postavu českého krále ve svém románu Přemysl Otakar II. vykreslila Sofie Podlipská. Přemysl je rovněž významným hrdinou knihy Niny Bonhardové Královský úděl, Františka Neužila Ohnivá jeseň nebo Zdeňka Mareše Tvůj majestát, králi. Ludmila Vaňková mu věnovala knihu Král železný, král zlatý. Vlastimil Vondruška o něm napsal romány Král rytíř Přemysl Otakar II., Králův dluh a Pečeť smrti. Přemyslův poměr k Anežce z Kuenringu tematizuje román Anežka a král – Jediná láska Přemysla Otakara II. od Jaroslavy Černé. Přemysl je rovněž hlavní postavou románu Oldřišky Ciprové Nevěsta železného krále: Cesta za láskou Kunhuty Uherské.
Režisér Jan Svatoš roce 2022 natočil dokumentární film o Přemyslu Otakarovi II. Až zařve lev. Ve filmu je příběh Přemysla odhalován pomocí jeho fiktivního rozhovoru s františkánským mnichem a misionářem Odorikem vedeného v záhrobí.
Dne 10. května 2002 vytvořil Generální štáb Armády České republiky Čestný odznak Přemysla Otakara II., krále železného a zlatého, který je udělován náčelníkem Generálního štábu. Kruhová medaile zobrazuje krále držícího meč, v legendě je napsáno PŘEMYSL OTAKAR II • KRÁL ŽELEZNÝ A ZLATÝ. Na reversu je vyobrazen český dvojocasý lev a nápis ARMÁDA ČESKÉ REPUBLIKY. Stuha je fialová s černými postranními pruhy a bílým středovým proužkem.

## Potomci
1. manželství ∞ 1251, Markéta Babenberská (1204/1205–1266)
2. manželství ∞ 1261, Kunhuta Uherská (1245–1285)
- Kunhuta (leden 1265 – 27. listopadu 1313) mazovská kněžna, jeptiška ∞ 1291, Boleslav II. Mazovský
- Anežka (5. října 1269 – 17. května 1296) rakouská a švábská vévodkyně ∞ 1278, Rudolf II. Švábský
- Václav II. (27. září 1271 – 21. června 1305) český a polský král ∞ 1285, Guta Habsburská ∞ 1300, Eliška Rejčka
- Markéta (mezi květnem 1263 a březnem 1264, nebo prosincem 1265 a říjnem 1268, nebo mezi červencem a říjnem 1270 či mezi 1272 a 1278 – v dětském věku)[402]
- Neznámý syn (1) (mezi květnem 1263 a březnem 1264, nebo prosincem 1265 a říjnem 1268, či mezi červencem a říjnem 1270 – brzy po narození)[402]
- Neznámý syn (2) (mezi květnem 1263 a březnem 1264, nebo prosincem 1265 a říjnem 1268, či mezi červencem a říjnem 1270 – brzy po narození)[402]

Přemysl měl rovněž několik levobočků s Anežkou z Kuenringu (kolem 1236 – ?):
- Neznámá dcera (1) (před 1260 – ?) ∞ před 1273, Oldřich z Drnholce[403]
- Neznámá dcera (2) (po 21. října 1260, nejpozději 1266 – ?) ∞ mezi 1273 a 1278, Vok z Kravař a Benešova[403]
- Mikuláš I. Opavský (kolem 1255 – červenec 1318)[403] opavský vévoda, krakovský hejtman, hejtman polského království ∞ 1285, Adelheid
- Anežka (před 1259 – po 23. června 1306, před 5. listopadem 1318)[403] ∞ před 1278, Bavor II. ze Strakonic

Jeho další levobočci mají neznámou matku, není však (s výjimkou Alžběty) vyloučené, že byli dalšími dětmi Anežky z Kuenringu:
- Jan (po 1255 – 26. srpna 1296)[404] vyšehradský probošt, kancléř českého království
- Alžběta (před 1263 – 1296) ∞ 1275, Jindřich V. z Kuenringu[404]
- Eliška (před 1278 – po 1315, před 1326) ∞ před 1303, Vikart z Polné[404]

## Vývod z předků
|                    |                        |  |                      |                          |  |  |  |  |  |  |  | Vladislav I. |
|                    |                        |  |                      |                          |  |  |  |  |  |  |  |              |
|                    | Vladislav II.          |  |                      |                          |  |  |  |  |  |  |  |              |
|                    |                        |  |                      |                          |  |  |  |  |  |  |  |              |
|                    |                        |  |                      | Richenza z Bergu         |  |  |  |  |  |  |  |              |
|                    |                        |  |                      |                          |  |  |  |  |  |  |  |              |
|                    | Přemysl Otakar I.      |  |                      |                          |  |  |  |  |  |  |  |              |
|                    |                        |  |                      |                          |  |  |  |  |  |  |  |              |
|                    |                        |  |                      | Ludvík I. Durynský       |  |  |  |  |  |  |  |              |
|                    |                        |  |                      |                          |  |  |  |  |  |  |  |              |
|                    | Judita Durynská        |  |                      |                          |  |  |  |  |  |  |  |              |
|                    |                        |  |                      |                          |  |  |  |  |  |  |  |              |
|                    |                        |  |                      | Hedvika z Gudensbergu    |  |  |  |  |  |  |  |              |
|                    |                        |  |                      |                          |  |  |  |  |  |  |  |              |
|                    | Václav I.              |  |                      |                          |  |  |  |  |  |  |  |              |
|                    |                        |  |                      |                          |  |  |  |  |  |  |  |              |
|                    |                        |  |                      | Gejza II. Uherský        |  |  |  |  |  |  |  |              |
|                    |                        |  |                      |                          |  |  |  |  |  |  |  |              |
|                    | Béla III. Uherský      |  |                      |                          |  |  |  |  |  |  |  |              |
|                    |                        |  |                      |                          |  |  |  |  |  |  |  |              |
|                    |                        |  |                      | Eufrozina Kyjevská       |  |  |  |  |  |  |  |              |
|                    |                        |  |                      |                          |  |  |  |  |  |  |  |              |
|                    | Konstancie Uherská     |  |                      |                          |  |  |  |  |  |  |  |              |
|                    |                        |  |                      |                          |  |  |  |  |  |  |  |              |
|                    |                        |  |                      | Renaud ze Châtillonu     |  |  |  |  |  |  |  |              |
|                    |                        |  |                      |                          |  |  |  |  |  |  |  |              |
|                    | Anežka z Antiochie     |  |                      |                          |  |  |  |  |  |  |  |              |
|                    |                        |  |                      |                          |  |  |  |  |  |  |  |              |
|                    |                        |  |                      | Konstancie Antiochijská  |  |  |  |  |  |  |  |              |
|                    |                        |  |                      |                          |  |  |  |  |  |  |  |              |
| Přemysl Otakar II. |                        |  |                      |                          |  |  |  |  |  |  |  |              |
|                    |                        |  |                      |                          |  |  |  |  |  |  |  |              |
|                    |                        |  | Fridrich II. Švábský |                          |  |  |  |  |  |  |  |              |
|                    |                        |  |                      |                          |  |  |  |  |  |  |  |              |
|                    | Fridrich I. Barbarossa |  |                      |                          |  |  |  |  |  |  |  |              |
|                    |                        |  |                      |                          |  |  |  |  |  |  |  |              |
|                    |                        |  |                      | Judita Welfská           |  |  |  |  |  |  |  |              |
|                    |                        |  |                      |                          |  |  |  |  |  |  |  |              |
|                    | Filip Švábský          |  |                      |                          |  |  |  |  |  |  |  |              |
|                    |                        |  |                      |                          |  |  |  |  |  |  |  |              |
|                    |                        |  |                      | Renaud III. Burgundský   |  |  |  |  |  |  |  |              |
|                    |                        |  |                      |                          |  |  |  |  |  |  |  |              |
|                    | Beatrix Burgundská     |  |                      |                          |  |  |  |  |  |  |  |              |
|                    |                        |  |                      |                          |  |  |  |  |  |  |  |              |
|                    |                        |  |                      | Agáta Lotrinská          |  |  |  |  |  |  |  |              |
|                    |                        |  |                      |                          |  |  |  |  |  |  |  |              |
|                    | Kunhuta Štaufská       |  |                      |                          |  |  |  |  |  |  |  |              |
|                    |                        |  |                      |                          |  |  |  |  |  |  |  |              |
|                    |                        |  |                      | Andronikos Dukas Angelos |  |  |  |  |  |  |  |              |
|                    |                        |  |                      |                          |  |  |  |  |  |  |  |              |
|                    | Izák II. Angelos       |  |                      |                          |  |  |  |  |  |  |  |              |
|                    |                        |  |                      |                          |  |  |  |  |  |  |  |              |
|                    |                        |  |                      | Eufrosyna Kastamonitissa |  |  |  |  |  |  |  |              |
|                    |                        |  |                      |                          |  |  |  |  |  |  |  |              |
|                    | Irena Angelovna        |  |                      |                          |  |  |  |  |  |  |  |              |
|                    |                        |  |                      |                          |  |  |  |  |  |  |  |              |
|                    |                        |  |                      | ?                        |  |  |  |  |  |  |  |              |
|                    |                        |  |                      |                          |  |  |  |  |  |  |  |              |
|                    | Herina                 |  |                      |                          |  |  |  |  |  |  |  |              |
|                    |                        |  |                      |                          |  |  |  |  |  |  |  |              |
|                    |                        |  |                      | ?                        |  |  |  |  |  |  |  |              |
|                    |                        |  |                      |                          |  |  |  |  |  |  |  |              |